# Augustin ou Le Maître est là
Vous lisez un « article de qualité » labellisé en 2013.
Augustin ou Le Maître est là est un roman-fleuve français de Joseph Malègue publié en 1933. Il raconte la vie d'Augustin Méridier, né à la fin des années 1880. Au cours de sa brève existence, cet esprit supérieur rencontre toutes les formes d'amour, complexes et extrêmes, et leurs chagrins.
L'amour filial avec son père, l'amour humain auquel l'initie une splendide jeune fille, Élisabeth de Préfailles, dont métaphoriquement la beauté l'embrasse à six ou sept ans, l'amour d'amitié à l'École normale supérieure, avec Pierre Largilier. Élisabeth transmet à sa nièce, Anne de Préfailles, la grâce par laquelle elle avait touché Augustin. Anne se veut la fille d'Élisabeth qui s'en veut la mère. Augustin va l'aimer « à en mourir ».
Autre forme d'amour douloureux, le trouble de l'âme perdant la foi lors de la crise moderniste des années 1900 (ces lectures critiques et historiques des Évangiles qui mettent en cause le fondement dans les Écritures des dogmes, malmenés par la rationalité moderne). Émile Poulat y voit l'amorce et l'annonce de la crise chrétienne globale depuis Vatican II. Émile Goichot en 1988, voit en Augustin l'exemple unique d'une œuvre de fiction transposant, au cœur d'une intrigue romancière, les problématiques du modernisme intellectuel et, par là, l'« annonce » dont parle Poulat de la crise de l'Église. Le roman révélerait « les failles d'un univers culturel démembré » en un temps d'efflorescence intellectuelle et littéraire catholique aussi trompeuse, pour Malègue et ses lecteurs, que la rémission avant la fin d'une maladie mortelle.
Plusieurs lecteurs du livre, philosophes, théologiens, ne voient pas en lui la peinture involontaire d'une déroute intellectuelle. Ils soulignent le rôle important que Malègue, penseur chrétien reconnu, accorde à l'intelligence dans la démarche de la foi, bien moins mis en évidence, comme le suggère un commentaire américain de 1980,, chez Mauriac ou Bernanos. Pour Victor Brombert, c'est inédit dans le roman catholique. Autre Américain, William Marceau, compare en 1987 sa « pensée » à celle d'Henri Bergson.
Les critiques littéraires, en général, soulignent depuis 1933 la valeur de Malègue (malgré plusieurs défauts relevés même par ceux qui l'apprécient) : finesse des analyses psychologiques, sens de géographe (les paysages de l'Auvergne), d'économiste ou de sociologue (haute finance et classes sociales dans Augustin, un récit faisant songer à La Fin des notables de Daniel Halévy dans le roman inachevé Pierres noires : Les Classes moyennes du Salut). À ce sens s'ajoute celui proustien des métaphores chez le « romancier de génie » que salue Claude Barthe en 2004 et que le Pape François cite dans la seule biographie qui lui était consacrée en 2010 comme cardinal puis dans une homélie en tant que pape élu. Frédéric Gugelot se demande si ce roman réédité aux Éditions du Cerf en 2014 n'est pas celui de la nouvelle papauté. De nouvelles études et traductions ont été publiées depuis. Dans la dernière livraison en 2023 de Communio Bernard Gendrel le juge une œuvre majeure de la littérature française du XXe siècle.

## Titre, dédicace, éditions, appendice posthume, traductions

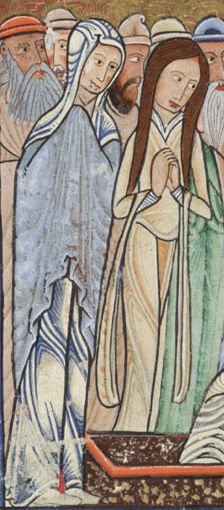
« Le Maître est là et il t'appelle. » Psautier de York, 1170)

Le titre reproduit un passage de l'Évangile connu sous le nom de Résurrection de Lazare. Lazare, le frère de Marthe et Marie, est mort. Jésus se rend à sa sépulture à Béthanie. Marthe l'aperçoit en chemin, réitère sa foi, puis poursuit Jean, « Ayant dit cela, elle s'en alla appeler sa sœur Marie, lui disant en secret : « Le Maître est là et il t'appelle ». Jean Lebrec signale l'influence d'Antonio Fogazzaro sur Malègue et son roman Le Saint, qui met en présence de nombreux personnages de tendance moderniste soucieux de renouveler le catholicisme sous l'inspiration d'un saint. Celui-ci, au début de sa vocation, a la vision « sous ses paupières » des mots du titre en latin : « Magister adest et vocat te » [« Le Maître est là et il t'appelle »], répétées par la suite à de très nombreuses reprises.
Triste bleu de la couverture et grossièreté du papier des premières éditions, rappelle Jacques Vier qui juge le titre « peut-être malhabile », le prénom écrasant, même si le sous-titre est « plein d'amour reconquis. » La dédicace à l'épouse de l'auteur, Yvonne Pouzin « Hoc tibi opus adscriptum cuius opera scriptum sorori sponsae » signifie « Que cette œuvre te soit dédiée, à toi par la collaboration affectueuse et attentive de qui elle fut écrite, ma sœur épouse ».
Les huit éditions de 1933 à 1947, sont en deux tomes : le tome premier de 380 pages et les cinq premières parties ; le tome second, 524 pages et les trois dernières. Il y eut onze éditions : en février 1933 (3 000 exemplaires à compte d'auteur) (1re éd.), décembre 1933, (10 000) (2e éd.), juin 1935 (9 000) (3e éd.), mars 1940 (6 000, (4e éd.), 1942 (5 000) (5e éd.), 1943 (5 000) (6e éd.), 1944 (16 000 (7e éd.).
Dans la 8e édition en 1947 (15 000), la pagination s'est modifiée, signale M. Tochon, augmentée d'un appendice posthume, « Le sens d'Augustin », conférence de Malègue dans des universités, centres d'études et séminaires en France, Belgique, Pays-Bas et Suisse. Certaines critiques renvoient à l'édition de 1947, à de précédentes comme celle de 1935 ou d'autres années. Les paginations ne concordent pas toujours. La 5e éd. a été fort utilisée. Aujourd'hui, celle du Cerf.
N.B.: Cette page de Wikipédia se réfère à la 5e éd. de 1942 (pour la version en deux volumes), à la 11e éd. pour celle en un volume et à la réédition de 2014 au Cerf.
L'appendice posthume, publié la première fois en 1947, est suivi d'extraits de lettres reçues par l'auteur et ses réponses. Malègue avait songé dès 1933 à écrire ce commentaire et en faire une préface. Il y expose le problème intellectuel et psychologique d'Augustin, y définit sa propre vision de l'influence du scientisme et du positivisme, analyse la notion de « cœur » chez Pascal (rapproché de Kant), un aspect de la façon dont se résout la question exégétique chez Augustin.
Il y eut encore trois éditions (en un tome) en 1953 (5 000) (9e éd.) ; en 1960 5 000 (10e éd.) ; en 1966 (5 000) (11e éd.), sur papier bible et toutes identiques. Le livre a été tiré à 84 000 exemplaires en français chose notée dans la 11e édition (84e Mille) : 64 000 des 84 000 exemplaires publiés l'ont été l'année de la mort de Malègue ou après, soit les trois-quarts du tirage total jusqu'ici.
On trouve ces renseignements sur les tirages dans les ouvrages de Jean Lebrec et Elizabeth Michaël qui arrête les décomptes en 1957, année où paraît son livre. Augustin totalise alors 74 000 exemplaires auxquels viendront s'ajouter les 5 000 exemplaires de 1960, les 5 000 de 1966. Les éditions du Cerf rééditent le roman en janvier 2014.
Outre les traductions en italien, en allemand, en polonais et en espagnol dont il est question plus bas, le roman aurait dû être traduit en anglais, mais la guerre suspend le projet. Une traduction en polonais est proposée mais n'aboutit pas. En 1946, les éditions Spes signent un contrat pour une traduction en espagnol qui ne verra pas le jour, sauf en 2020 dans un autre contexte comme celle en polonais de 2017.
Le Corriere della Sera et La Civiltà Cattolica rééditent la traduction italienne du roman le 7 août 2014 dans le cadre d'une collection intitulée Biblioteca di Papa Francesco, une collection éditant les « livres les plus aimés de Jorge Mario Bergoglio. » Ferdinando Castelli signe le jour même un compte-rendu dans L’Osservatore romano du 7 août Il capolavoro di Joseph Malègue La classe media della santita, l'auteur de l'article préface à cette nouvelle édition d'Augustin  intitulée La classe media della santita

### Parution et accueil de l'œuvre
Le journal de Malègue à Londres en février 1912 (mentions du prénom Augustin, du patronyme Méridier), est l'acte de naissance du livre de 1933. Réécrit de 1921 à 1929, le manuscrit est relu en juillet 1930 par Jacques Chevalier.

### Un total inconnu devient un «grand de la littérature»

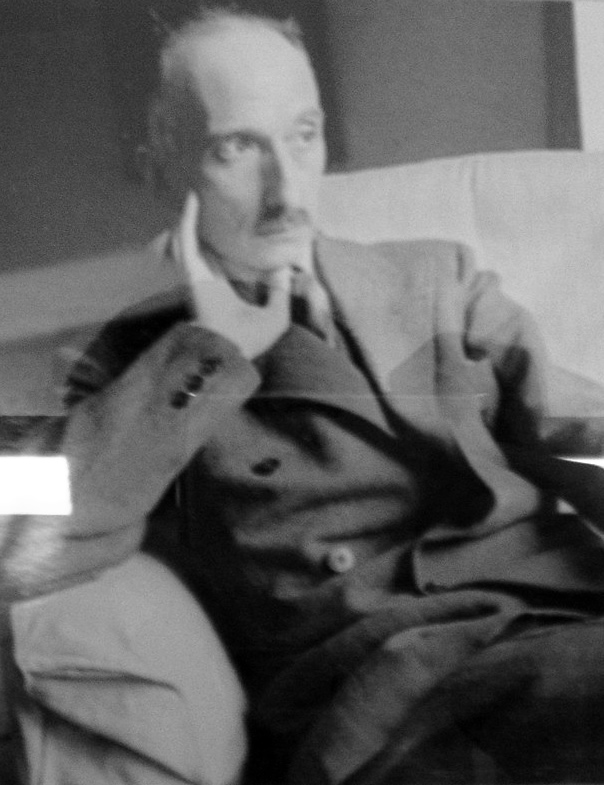
François Mauriac estime en 1933 dans L'Écho de Paris qu'un roman sur la perte et le retour à la foi cela n'a jamais été fait.

Après de nombreuses retouches de l'auteur, Chevalier le propose (octobre 1931) à son éditeur (Plon) qui le refuse en raison de l'influence de Gonzague Truc selon Daniel-Rops qui en informa Malègue en 1937. L'éditeur Spes accepte début 1932 d'imprimer 3 000 exemplaires à compte d'auteur (Malègue en est humilié). Ils sortent le 14 février 1933.
Malègue est totalement inconnu du monde littéraire, n'y possède aucune relation. Pourtant, Paul Claudel lui écrit début juin 1933 qu'il allie « un vigoureux sentiment du concret et une riche intellectualité [...]. [est] un de ces hommes [...] chez qui la sensation est amplifiée par l'intelligence » et que son livre prouve « que l'on réussit à grouper de vastes ensembles » seulement par « l'idée ». Claudel fait connaître Malègue à Jacques Madaule. Pendant quatre mois, la presse ignore le livre.
Le 18 juin 1933, il reçoit le Prix de littérature spiritualiste, ratant ainsi l'important Prix Femina, attribué à Geneviève Fauconnier. Le jury voulait le lui décerner mais ne le put, ses propres règles étant de ne pas couronner un ouvrage déjà primé.
Aux 3 000 exemplaires du premier tirage à compte d'auteur, s'en ajoutent 81 000 de 1933 à 1966 à compte d'éditeur : René Wintzen s'étonne donc de ne retrouver ce livre si lu dans aucun des catalogues de livres de poche.

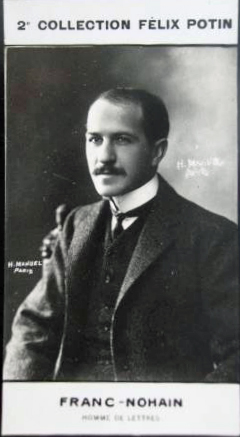
Aux yeux de Hervé Serry (dans Joseph Malègue. À la (re)découverte d'une œuvre Cerf, 2023), la critique de Franc-Nohain dans L'Écho de Paris (journal à la fois politique et littéraire) souligne l'importance de Malègue comme écrivain.

Jean Lebrec compte 150 recensions de 1933 à 1936 : quotidiens et hebdomadaires de Paris, de province, des pays francophones, d'Europe, au Brésil, en Tunisie). Dans des revues d'idées : La Vie intellectuelle, Esprit, Étvdes, La Terre wallonne, The Irish Monthly, Vasârnap, Vita a Pensiero, Boekenschouw, Schweizerische Rundschau et Robert Poulet, Robert Kemp, Franc-Nohain, Louis Chaigne, André Thérive sont élogieux. Celui-ci affirme cependant qu'il « ne le présente pas comme un chef-d'œuvre. Il oscille entre le sublime et le ridicule, touchant à ces deux pôles tour à tour. »

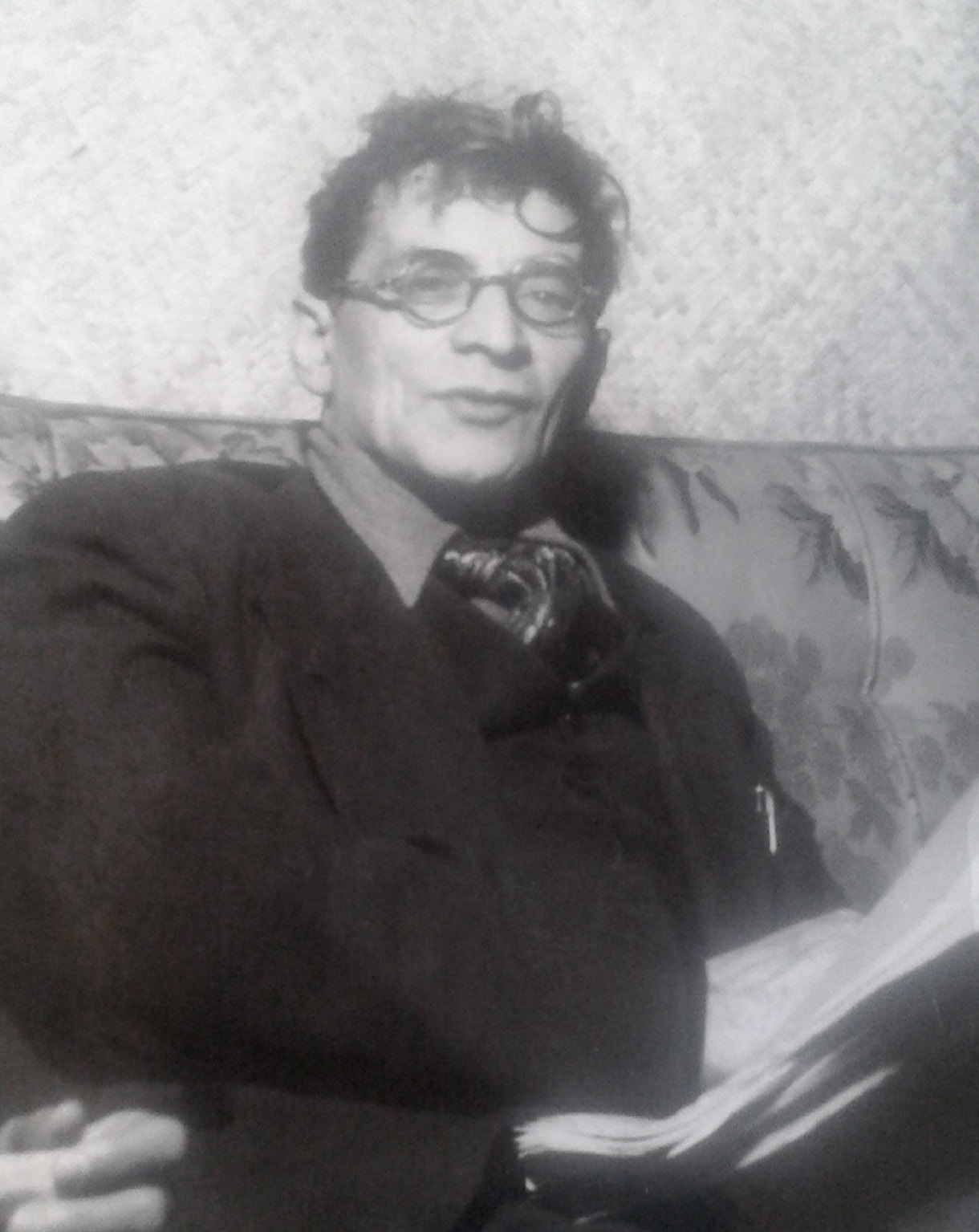
Hervé Serry pointe également dans le même sens que la critique de Franc-Nohain, celle de Jean Wahl dans la Nouvelle revue française en janvier 1934.

Hubert Colleye signale également qu'André Thérive qui parle de la « gloire secrète » de Malègue dans Le Temps du 12 avril 1934 considérait la VIè Partie du roman Canticum canticorum « comme mortellement ennuyeuse et d'un style excécrable. ».
Augustin était sorti le 23 février 1933 avec, dans Journal-Neuilly une mention le lendemain, un compte rendu dans Vérité marocaine le 10 mars.
L'Action française, le 11 mai, réagit de manière négative dans un article de Gonzague Truc, trouvant la question du modernisme dépassée. Celui-ci est sévère sur la forme : « Il doit souvenir toutefois à M. Malègue que l’art consiste à choisir, que c’est ne rien dire ou dire très mal que tout dire, que l’appareil scientifique fait du savant une sorte de monstre, qu’enfin c’est la mort du talent que la recherche du talent. »
Malègue est comparé à Marcel Proust, jugé par Léopold Levaux supérieur à Bernanos et Mauriac. Ce qui est aussi le sentiment de Paul Doncœur « à la hauteur et parfois supérieur à l'œuvre de François Mauriac. »
En 1974, Victor Brombert estimera dans The Intellectual Heroe que l'intelligence humaine – comme dimension de la foi – est plus respectée chez Malègue que chez ces deux auteurs.
Pour André Bellessort, depuis Sous le soleil de Satan aucun roman n'a donné « pareille sensation de vigueur et d'originalité ». Pour Jacques Madaule, Augustin ou Le Maître est là « est le plus grand roman paru en France depuis À la recherche du temps perdu ».
Jean Wahl, Jean Daniélou, André Molitor scrutent la pensée dans l'œuvre. En 1934, Paul Doncœur nie tout fidéisme dans le retour à la foi d'un Augustin qui réfléchit sur la valeur intellectuelle tant du modernisme que du catholicisme.
Alfred Loisy en fait une longue analyse en mai 1934 envoyée à Jean Guitton (reproduite par Jean Lebrec). Contrairement à Paul Doncœur, il voit Augustin « converti sans être persuadé », par les procédés habituels des « prédications et des missions populaires. » Il met en cause l'abondance des images« Onques ne vit plus abondante accumulation d'images dans le cadre géographique et historique du récit que dans le récit lui-même. Le cadre est aussi voyant et rutilant que possible, non sans quelque recherche de l'effet » et pense que « la description réaliste du drame tend à en faire oublier l'objet »
Henri Bergson lit attentivement le roman. Maurice Blondel entame une correspondance avec Malègue conservée en partie à l'Institut supérieur de philosophie de Louvain-la-Neuve, et aux archives Malègue de l'Institut catholique de Paris.
Marie Dutoit des Cahiers protestants de Lausanne, Charly Clerc, professeur de français à l'École polytechnique fédérale de Zurich (« [votre livre me fait] à moi huguenot une impression poignante »), font partie des protestants romands qui deviendront des amis de Malègue. Pour Claude Barthe, Malègue est devenu à près de 60 ans, avec un seul livre, « un grand de la littérature ».

### Cette réception vue par Gugelot et Serry après 2010

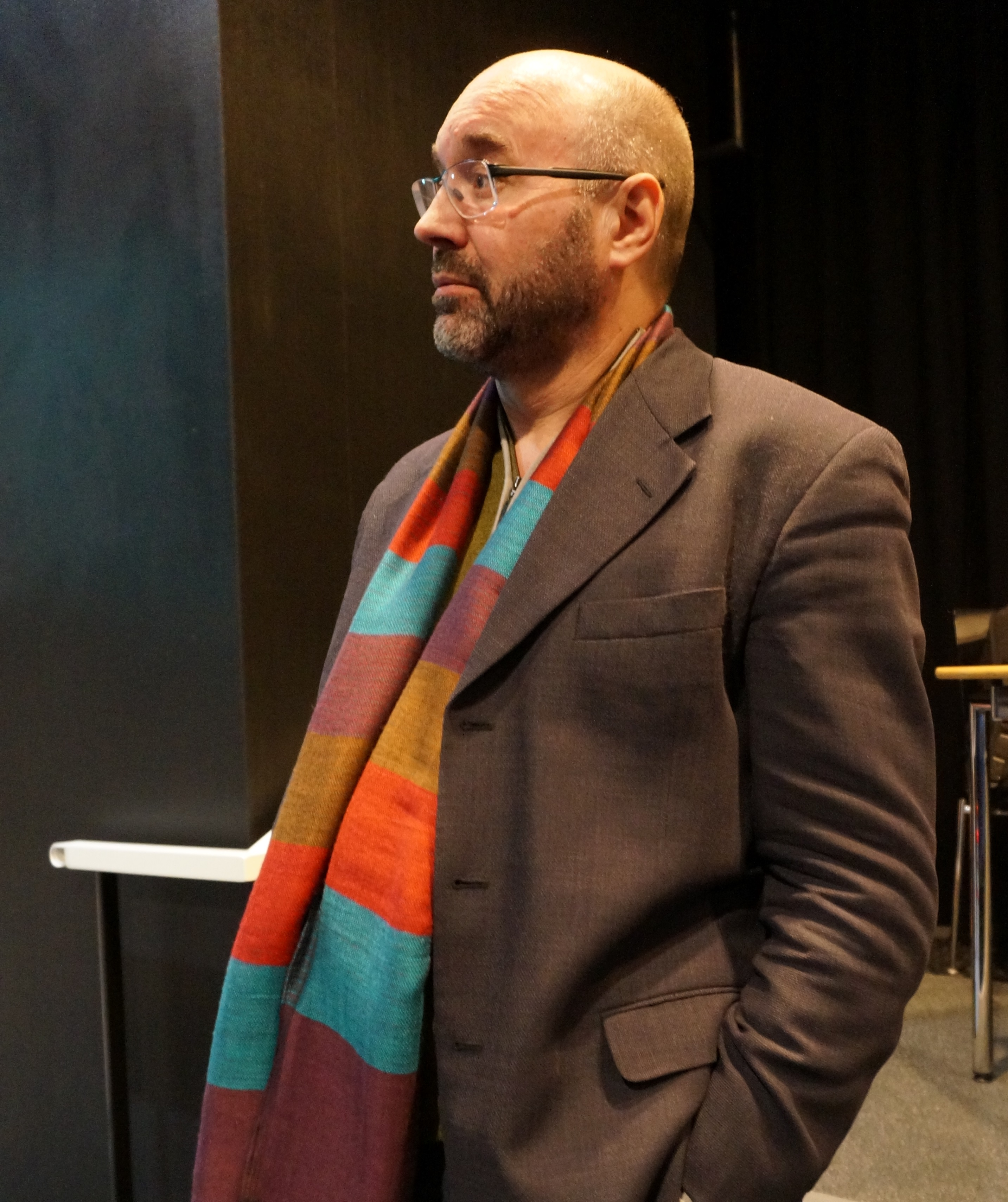
Pour Frédéric Gugelot (auquel se réfère Hervé Serry à ce sujet) certains textes de Malègue annoncent les prêtres ouvriers. Comme lorsqu'il parle d'apostolat pour zone rouge, pour âmes rongées de plaies terrestres, ou d'évangélisation des pauvres forcés par les pauvres volontaires dans La Vie catholique. Cette idée se trouve déjà dans Augustin (voir ci-contre).

Luc Estang en janvier 1941 dans La Croix tente d'expliquer, pense Hervé Serry, la réception de cet écrivain d'un seul livre, tant à partir de « l'aura qui l'entoure », que « des difficultés rencontrées pour sa réception ». Pour Luc Estang, il accordait à ses projets d'écriture simultanés, que cite Serry, la « même patience, jamais satisfaite », un « labeur scrupuleux », d'où la longueur de la rédaction, d'autant plus qu'elle fait l'objet de « reprises successives [...], signe d’un respect de l’écrivain pour son travail et ses lecteurs caractéristiques des authentiques auteurs [citant Estang] : « seuls les médiocres se contentent du premier jet. » ». Serry ajoute que « cette attitude scrupuleuse peut avoir des effets secondaires négatifs. Malègue refusait de transiger sur la forme de son œuvre pour la « rendre plus assimilable » par des lecteurs ou lectrices. » Serry signale aussi comme « Souvent mentionnée comme le signe d’une réussite critique », la brève recension de Jean Wahl dans la NRF sur la difficulté du roman dont la « lecture est une récompense tant son érudition, l’acuité de son propos ou encore ses [citant Estang]« notations très aiguës » qui font penser à Marcel Proust, révèlent « un bel écrivain ». »
Selon Serry, Malègue, né en 1876, est contemporain des écrivains qui lancent la « renaissance littéraire catholique », soit ceux du débat entre France catholique et France laïque. Mais sa formation universitaire le rapproche de gens comme Emmanuel Mounier, né en 1905. Ses réflexions dans La Vie intellectuelle feront « sens avec les positions de ses pairs des années 1940 et 1950 ; ceux qui seront inspirés par Georges Bernanos, ceux du roman sacerdotal étudié par Frédéric Gugelot, d’abord du point de vue de l’attention portée à la responsabilité du lecteur, en complément de celle de l’écrivain. » Pour Gugelot, Malègue a eu l'intuition des prêtres ouvriers. Il se réfère à un article de 1936 (voir ci-contre). C'est aussi Largilier qui imagine un ordre religieux dont les membres adoptent « la vie de ceux qui ne savent pas utiliser leurs souffrances [...], ils seraient manœuvres, locataires de taudis, occupant les compartiments économiques [...] générateurs de souffrances... »

### Retour aux années 1930

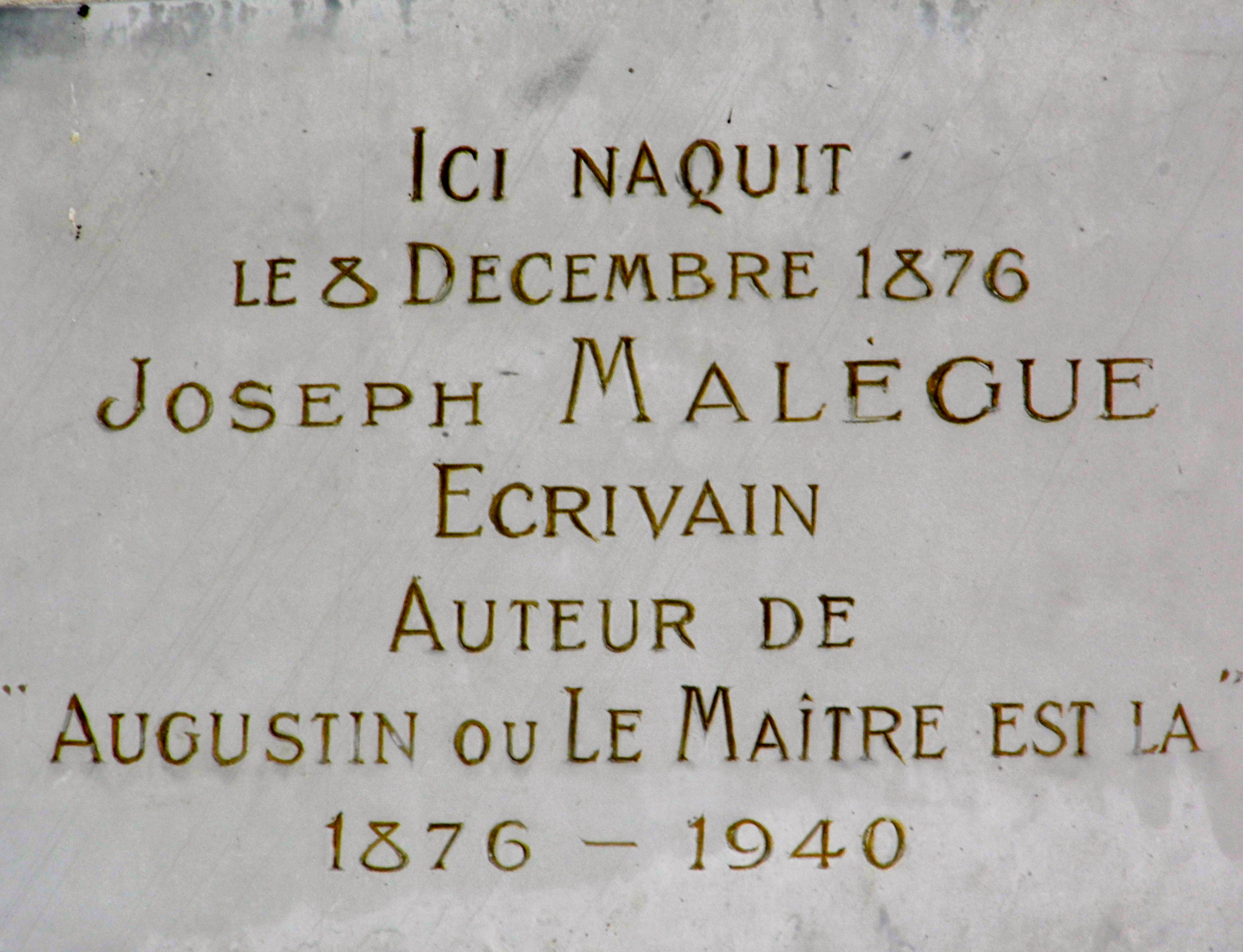
Plaque commémorative apposée début des années 1950 sur la maison natale de l'écrivain à La Tour-d'Auvergne. Seul était alors connu Augustin ou Le Maître est là. Joseph Malègue. À la (re)découverte d'une œuvre, op. cit., publie une pièce inédite Les Ogres. Zofia Litwinowicz y signale l'intérêt littéraire des Cahiers rouges, manuscrits inédits.

L’Idée libre, revue de la libre-pensée estime que Malègue, comme catholique, donne une leçon de tolérance, car il admet qu'on puisse perdre la foi pour des raisons seulement intellectuelles.
Dans l’Aftenposten d'Oslo du 25 mai 1935, Gunnar Host écrit qu'il a « la certitude absolue » que Malègue sera toujours d'actualité quand la plupart des écrivains contemporains seront oubliés, ajoutant qu'il n'a aucun doute que Malègue « soit l'un des noms les plus illustres de la littérature française de ce siècle. »
Augustin ou Le Maître est là est traduit en italien en 1935 par le secrétaire de rédaction de L'Osservatore Romano, Renzo E. de Sanctis et publié en feuilleton dans l’Illustrazione Vaticana, mais cette première traduction n'est pas intégrale. Une autre traduction, cette fois intégrale, paraît en 1960 sous le titre Agostino Méridier. Elle contient également (dans le troisième tome) l'appendice posthume intitulé Le sens d'Augustin (Il senso di Agostino Mérider). Une traduction allemande sort en 1956.
Les essais théologiques ou spirituels seront également lus attentivement et parfois bien recensés comme De L'Annonciation à la nativité en 1935 (traduit en allemand), Petite suite liturgique en 1938. Pénombres paraît en 1939.
En 1939, Hubert Colleye écrit que « les critiques catholiques paraissent avoir été les plus tièdes [...] Ils n'ont pas osé crier au chef-d'œuvre parce qu'ils ont eu peur de la contradiction et qu'ils tiennent pour impossible un chef-d'œuvre catholique. Un écrivain catholique doit être un chapon. Les chapons ne créent pas. »

### De la mort de Malègue (en 1940) à 1960

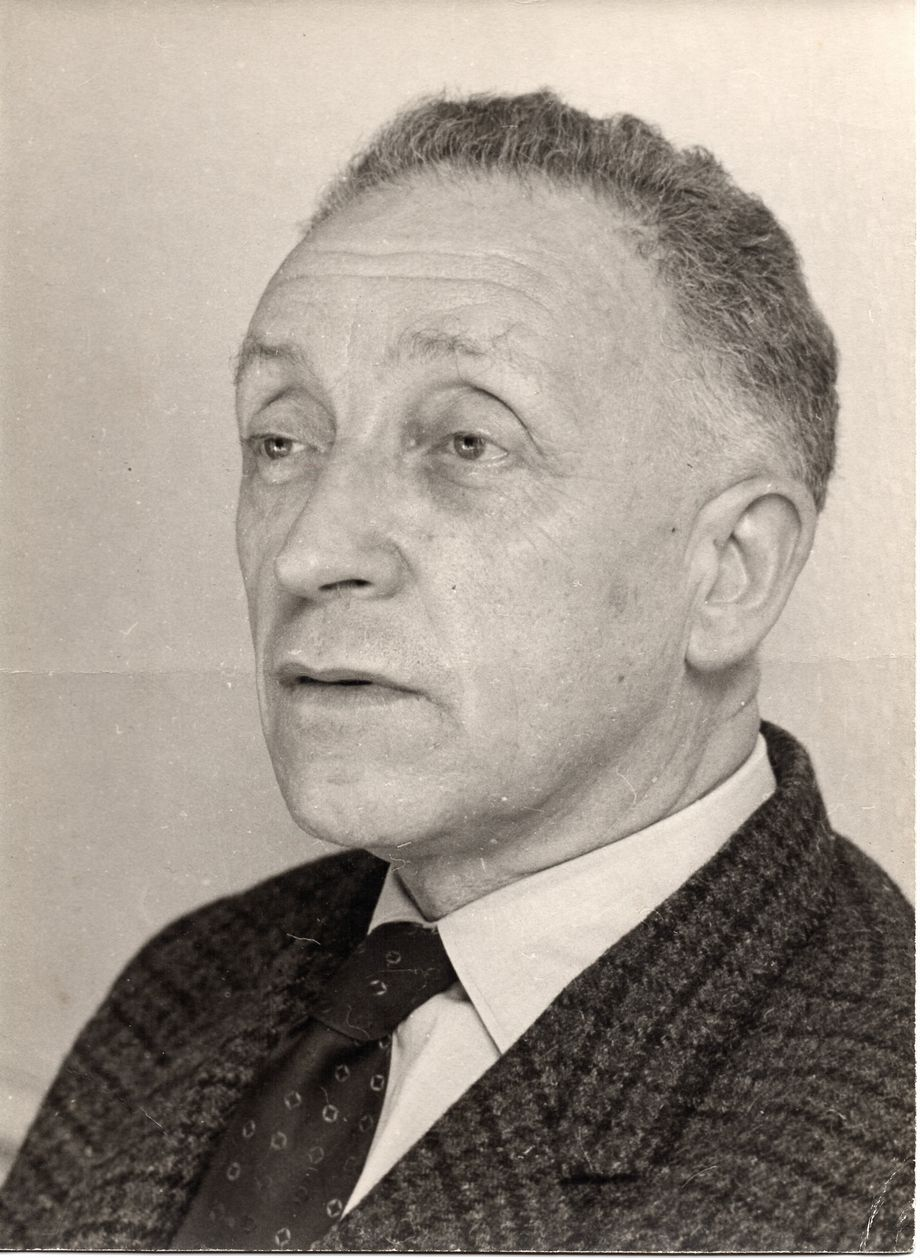
Pierre-Henri Simon (1903-1972) : « À côté de Mauriac et Bernanos, il [Malègue] a su, en intellectualisant le drame du chrétien et en approfondissant le problème de la croyance, construire une œuvre valable qui ne leur devait rien ».»

Augustin ou Le Maître est là est réédité l'année de la mort de son auteur en 1940 et six fois de 1942 à 1966, soit 64 000 exemplaires : sur ce laps de temps suivant son décès, les trois-quarts du tirage total.
Louis Chaigne cite Malègue et son Augustin dans son Anthologie de la littérature spirituelle (Paris, Alsatia, 1941). Paul Warlomont publie à Bruxelles en 1942 un recueil (d'extraits d’Augustin) intitulé La Foi dans l'œuvre de Joseph Malègue aux éditions de La Cité chrétienne. Joris Eeckhout (1945) applique le mot de Barrès sur Proust à Malègue : une « incroyable surabondance des enregistrements » et est l'un des premiers à dire qu’Augustin est « l'œuvre d'un penseur et d'un artiste. » Roger Aubert dans Le problème de l'acte de foi (1945) acquiesce à la vision de l'acte de foi d'Augustin.
En 1947, la veuve de Malègue publie un ouvrage qui lie extraits de textes publiés ou inédits autour de « sept thèmes essentiels. » Henri Clouard, quelque peu de l'avis de Loisy, regrette de voir l'ampleur descriptive du modernisme déboucher sur « la foi du charbonnier. »
Germain Varin (1953) publie la première grande monographie consacrée à Augustin et y évoque Proust. Comme Charles Moeller, auteur la même année d'une lecture théologique et philosophique d'Augustin. Une première biographie paraît en 1957, œuvre d'une protestante américaine.
En 1958, sort le roman inachevé Pierres noires : Les Classes moyennes du Salut. Aurillac n'en est plus le centre, mais Peyrenère-le-Vieil (ville fictive, mélange de plusieurs localités d'Auvergne). Le roman, abouti, aurait constitué avec Augustin « une vaste fresque. » Le lycée de M. Méridier est éloigné de Peyrenère-le-Haut: Jean-Paul Vaton (le narrateur) qui habite Peyrenère y est interne. Victor-Henry Debidour, Pierre-Henri Simon, Jacques Madaule, Pierre de Boisdeffre, consacrent de substantielles critiques au roman, reprennent à leur compte la comparaison avec Proust, récurrente chez quasi tous les critiques depuis 1933. Jean d'Ormesson parle d'un livre « un peu terne, un peu ennuyeux, très beau » où tout est emporté dans un « subtil piétinement. »
Jean Lebrec en signale 80 recensions dont celle de Robert Coiplet dans Le Monde qui choque ses lecteurs : le critique n'évoque pas Augustin. Surpris, Robert Coiplet pose la question de la postérité littéraire dans un nouvel article : « la vraie influence des auteurs » se mesurerait selon lui au « souvenir étonnant » que laissent certains d'entre eux à quelques-uns, souvenir qu'il oppose au bruit qu'ont fait certains auteurs en leur temps. Revenant sur le sujet un mois plus tard, Robert Coiplet (après avoir lu Augustin), considère que Pierres noires : Les Classes moyennes du Salut lui est supérieur : « Le progrès que montrait Pierres noires fait encore plus regretter que l'auteur ne l'eût pas achevé. »

### De 1960 jusqu'à la veille de la réédition du roman (2014)

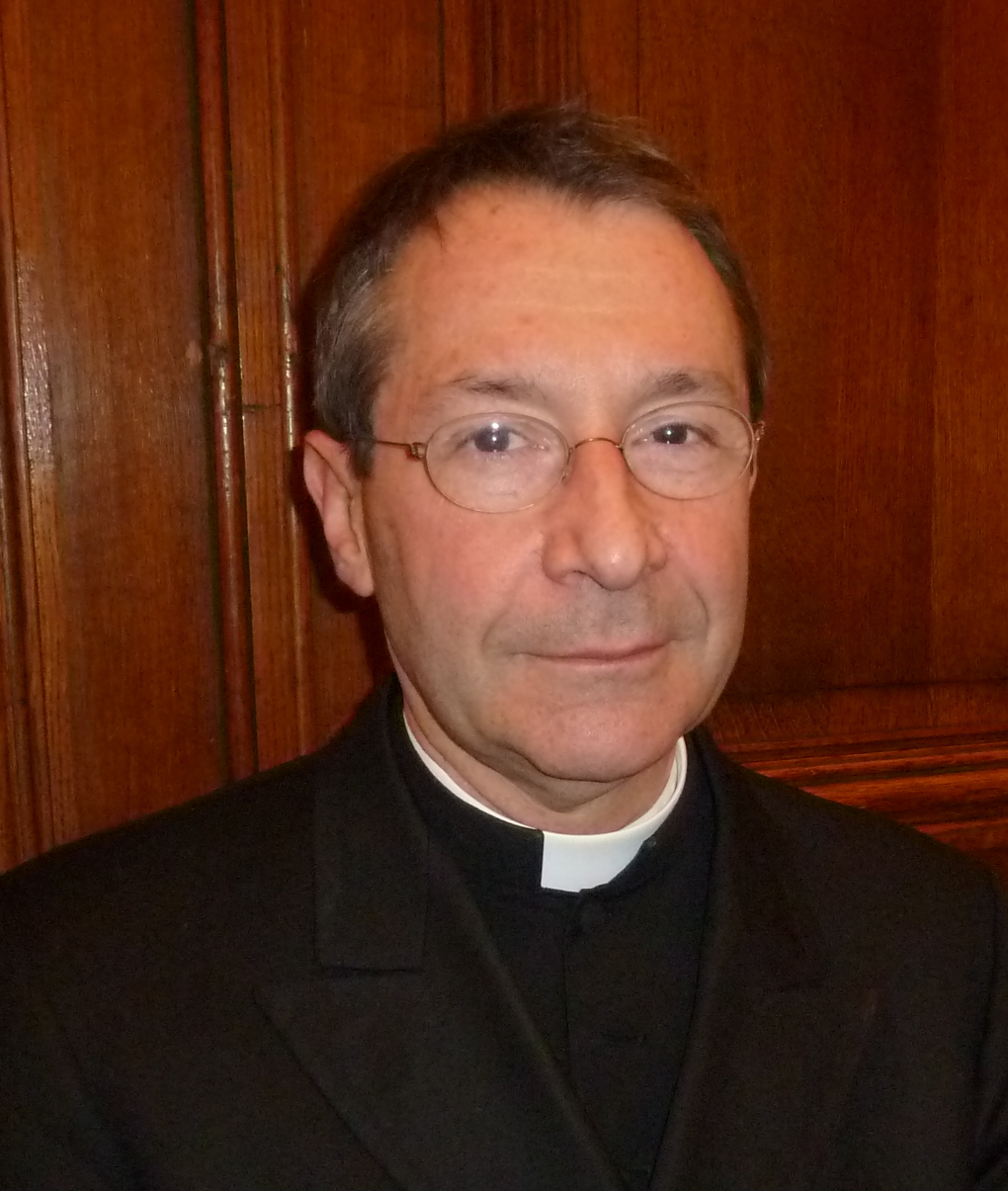
Claude Barthe (2004) : un style presque cinématographique.

Jean Calvet dans son Histoire de la littérature française place Augustin dans les « grands romans religieux », le jugeant « une œuvre profonde et compacte » qui s'impose « par la solidité de pensée et la justesse de l'expression. »
Léon Émery traite des deux romans de Malègue sous un titre qui évoque l'oubli ou l'ignorance de Malègue, Joseph Malègue, romancier inactuel.
Francesco Casnati, professeur à l'Université catholique du Sacré-Cœur de Milan préface la traduction d'Augustin en italien. Pour lui, la vérité d'un roman vient de sa parenté avec la poésie, pas nécessairement épique, pouvant être celle d'une douce musique, « ce à quoi fait penser continuellement Augustin de la première à la dernière ligne. »
Daniel-Rops en 1963, « au terme d'une longue série de jugements enthousiastes », selon Goichot oppose Le Démon de midi (de Paul Bourget), où le modernisme est mal compris selon lui, à Augustin « qui a analysé avec une rare lucidité la crise intellectuelle que le modernisme déclencha chez de nombreux croyants. » En 1967, Moeller ajoute à son étude d'Augustin, celle de Pierres noires dans une nouvelle édition de son livre.
Le plus important ouvrage sur Malègue est celui de Jean Lebrec en 1969. Si 200 des 464 pages in octavo sont directement consacrées à Augustin, l'ensemble s'y réfère de façon indirecte. La critique italienne W. Rupolo salue Lebrec en 1985 (mettant en cause aussi des défauts du style maléguien : images fausses, abus d'abstractions, formulations obscures, car il traite à fond de la valeur littéraire de l'œuvre, son style, sa place dans l'histoire littéraire, sa structure narrative), que trop de commentateurs négligent, trop préoccupés par ses enjeux « idéologiques ». Ils ignorent ainsi ce que W. Rupolo croit devoir souligner : réalisme, humour, ironie, sens de la durée, des couleurs, odeurs, sons ajustés aux divers moments de l'intrigue par un écrivain d'exception. W. Marceau (1987) publie à la Stanford University son livre où le « penseur » Malègue est longuement comparé à Bergson.

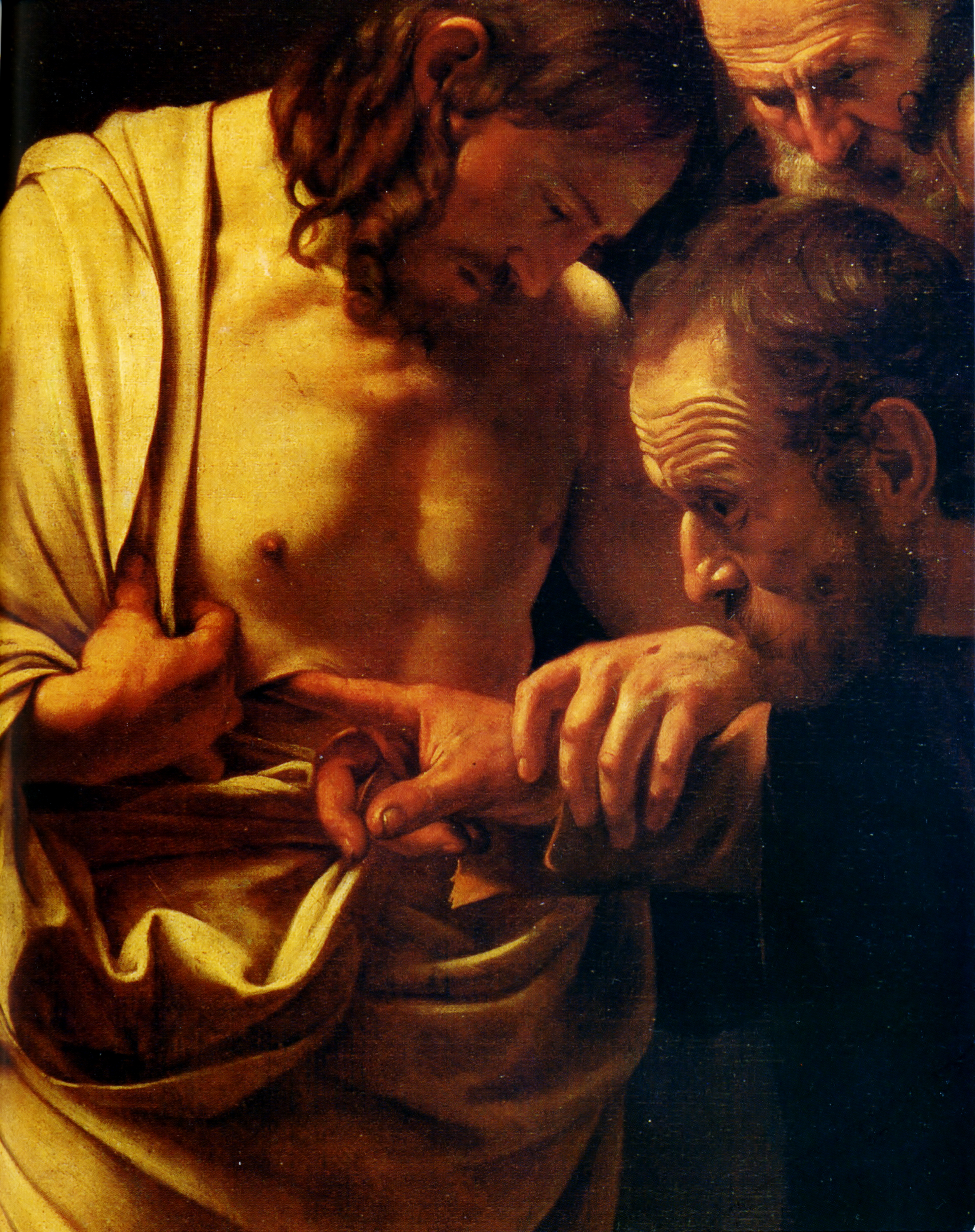
L'incrédulité de Thomas d'après Le Caravage (détail). Page de couverture de la réédition d'Augustin ou le Maître est là par les éditions du Cerf en 2014.

Émile Goichot est réservé à l'égard du catholicisme de Malègue. Il estime (1988) que, dans la renaissance intellectuelle et littéraire chrétienne des années 1920 -1930, Malègue a, sans le voir en cette euphorie, dépeint un univers catholique intellectuellement démembré, ce que révèlera la crise d'après 1960.
De même que Cécile Vanderpelen-Diagre (2004), pour qui la « surabondance des enregistrements » qu'opère Malègue sur le monde catholique, révèle sa fermeture tant sur le plan des mœurs que celui des idées.
Pauline Bruley (en 2011) distingue le catholicisme sentimental de Jean Barois du catholicisme intelligent de Malègue, dissèque de façon réservée et technique les procédés littéraires dont use Malègue pour évoquer les expériences religieuses ou mystiques dans Augustin. En revanche, Geneviève Mosseray défend (en 1996) ce qui fait à ses yeux l'évidente actualité philosophique et culturelle d'Augustin.
Attentif à la « floraison proustienne des métaphores » chez Malègue, aux couleurs liées aux « couleurs de l'âme, » Claude Barthe (2004), admire les « phrases rythmiques pleines de ramifications psychologiques » qui nourrissent aussi, dans Pierres noires, une description « presque cinématographique, » de la célèbre Fin des notables de Daniel Halévy.

## Nouvelles publications, rééditions et traductions depuis 2013

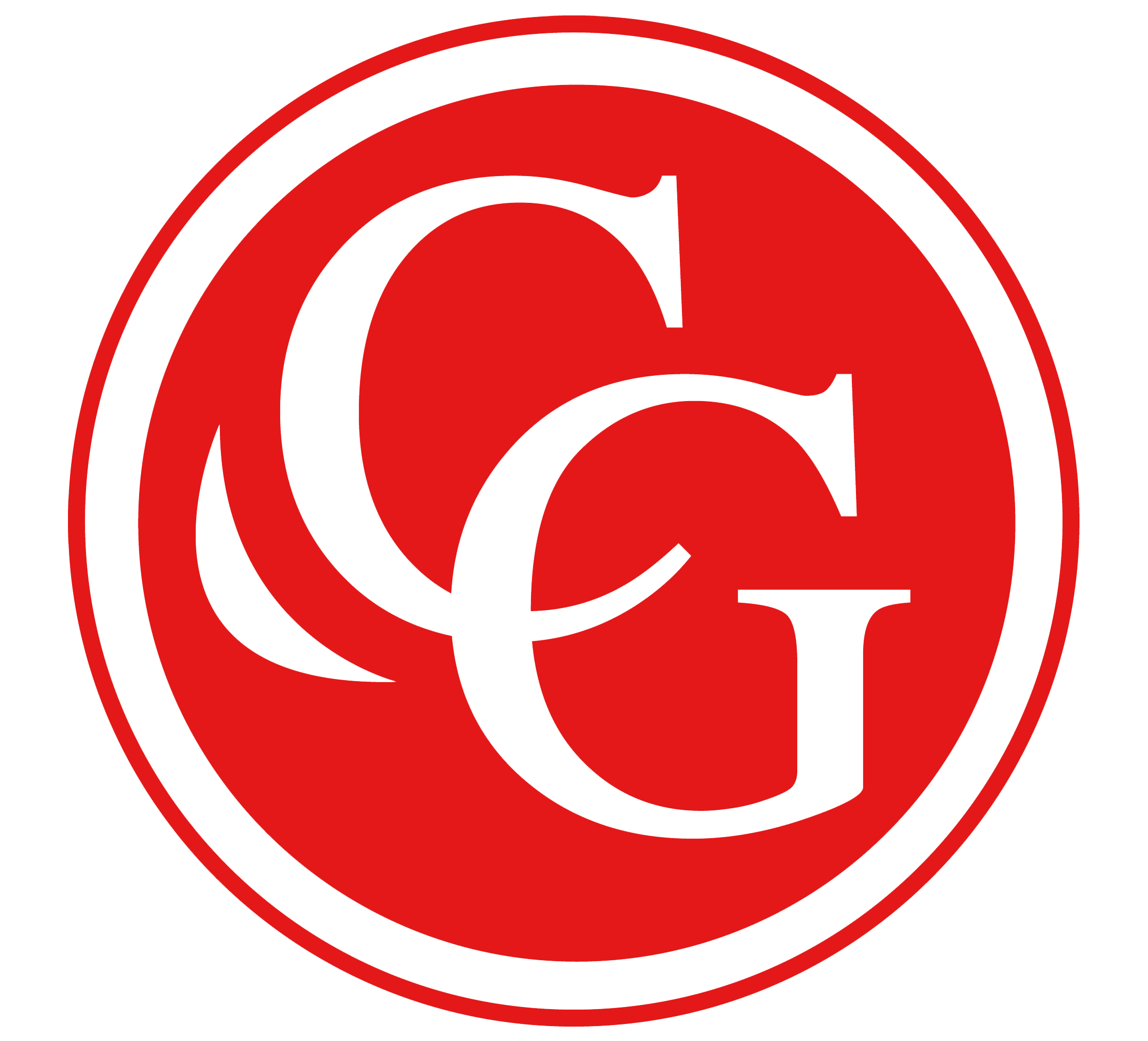
Logo des Classiques Garnier.

Replaçant en 2013 le roman dans le contexte européen, Yves Chevrel aux Classiques Garnier considère que, au moment où il est publié en 1933, Augustin est « le point d'orgue » d'une série de romans qui abordent des controverses religieuses comme Mary Augusta Ward (pour Robert Elsmere traitant d'un modernisme avant la lettre relié pourtant au modernisme proprement dit selon ce critique), Antonio Fogazzaro (pour Il Santo), Émile Zola (pour Rome), Paul Bourget (pour Le Démon de midi), Roger Martin du Gard (pour Jean Barois), Albert Autin (pour L'Anathème), Édouard Estaunié (pour L'Empreinte), Joris-Karl Huysmans (pour L'Oblat).
Bernard Gendrel, « spécialiste du roman de conversion ». toujours aux Classiques Garnier considère Augustin comme « le chef-d'œuvre » de ce genre.

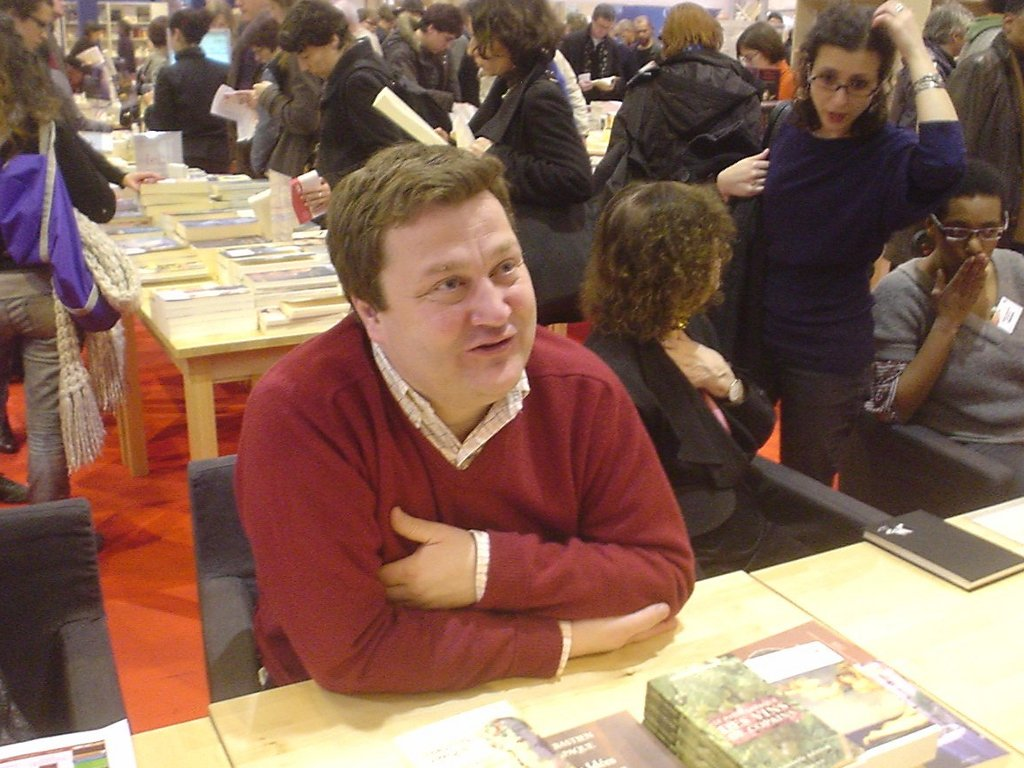
Sébastien Lapaque, critique au Figaro littéraire : Malègue est tout aussi génial mais moins connu que les grands noms de la Renaissance littéraire catholique.

Dans Le Figaro littéraire du 23 janvier 2014, Sébastien Lapaque situe Malègue à partir de réflexions de José Cabanis dans Mauriac, le roman et Dieu. Cabanis laisse de côté, selon Lapaque, « les sous-produits de la littérature du salut publiés à la chaîne par les « 3 B » (Bourget, Bazin, Bordeaux), à l'époque où la dévotion payait ». Il relit ceux que Jacques Julliard appellera les « flamboyants » dans L’Argent, Dieu et le Diable : Face au monde moderne avec Péguy, Bernanos, Claudel Flammarion, Paris, 2008. Méditant sur leur relatif oubli, le critique littéraire du Figaro estime que Joseph Malègue est « tout aussi génial mais moins connu. »
Pour Francine de Martinoir, dans La Croix du 27 février 2014, ce qui rapproche Malègue de Proust est le contenu des deux œuvres : le Paradis perdu de l'enfance (à Aurillac et à la ferme du Grand domaine), chez Malègue, est analogue selon elle au Combray de À la recherche du temps perdu.

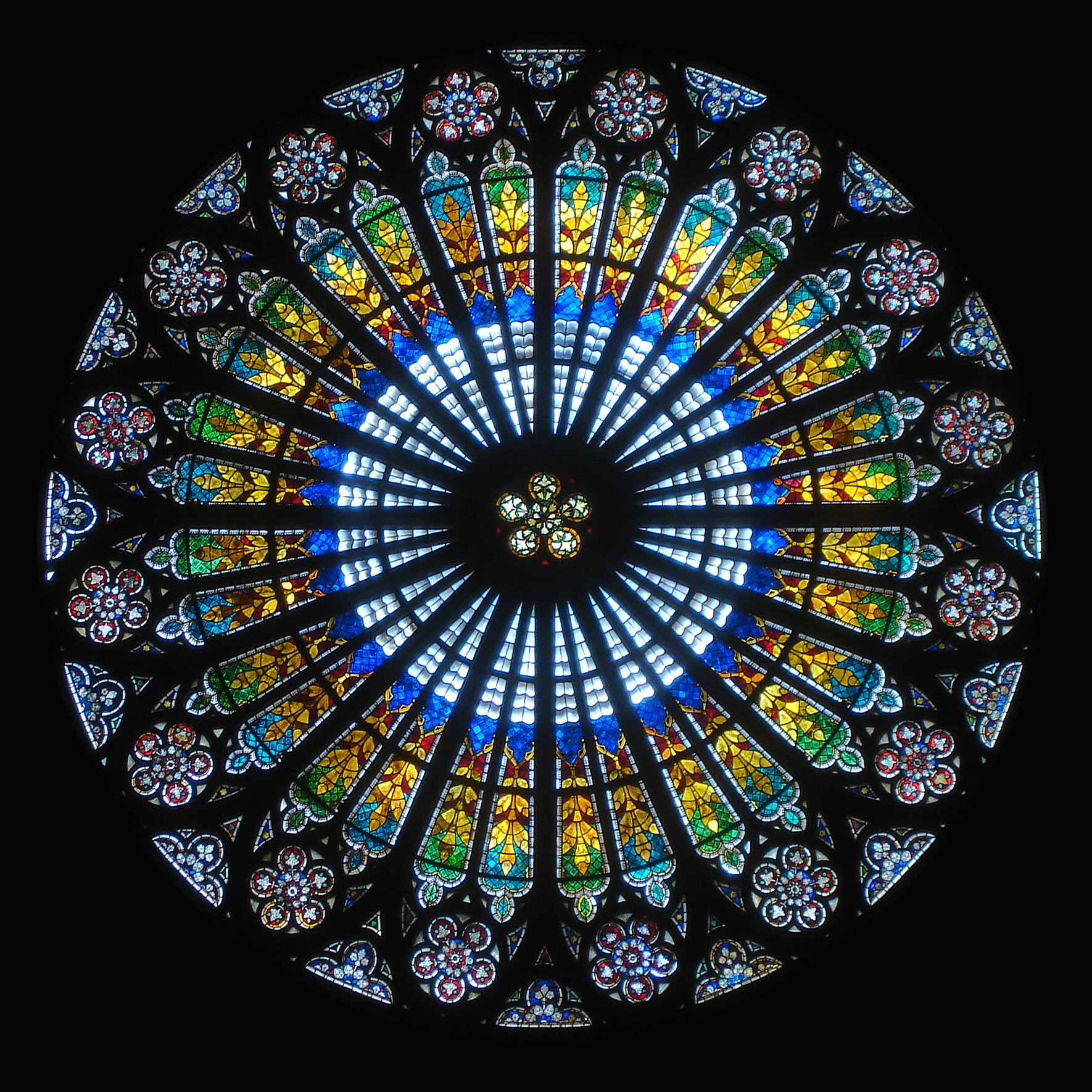
Rosace de la cathédrale de Strasbourg en couverture de la traduction en polonais en préparation Augustyn albo Pan jest tu.

Dans La Libre Belgique du 6 février 2014, Jacques Franck, considère, comme S. Lapaque, que Malègue est un écrivain du même genre que François Mauriac, Julien Green ou Joris-Karl Huysmans.
Ces écrivains catholiques, dans l'esprit de Jacques Maritain, ont toujours voulu garder leur autonomie vis-à-vis des milieux cléricaux et refusé la littérature édifiante : « Joseph Malègue s'inscrit dans cette lignée ». Il considère Augustin ou Le Maître est là comme un « roman hors du commun. »
Augustin ou Le Maître est là a été traduit en polonais en 2017 par Urszula Dąmbska-Prokop à compte d'auteur. Titre polonais de la traduction : Augustyn albo Pan jest tu.

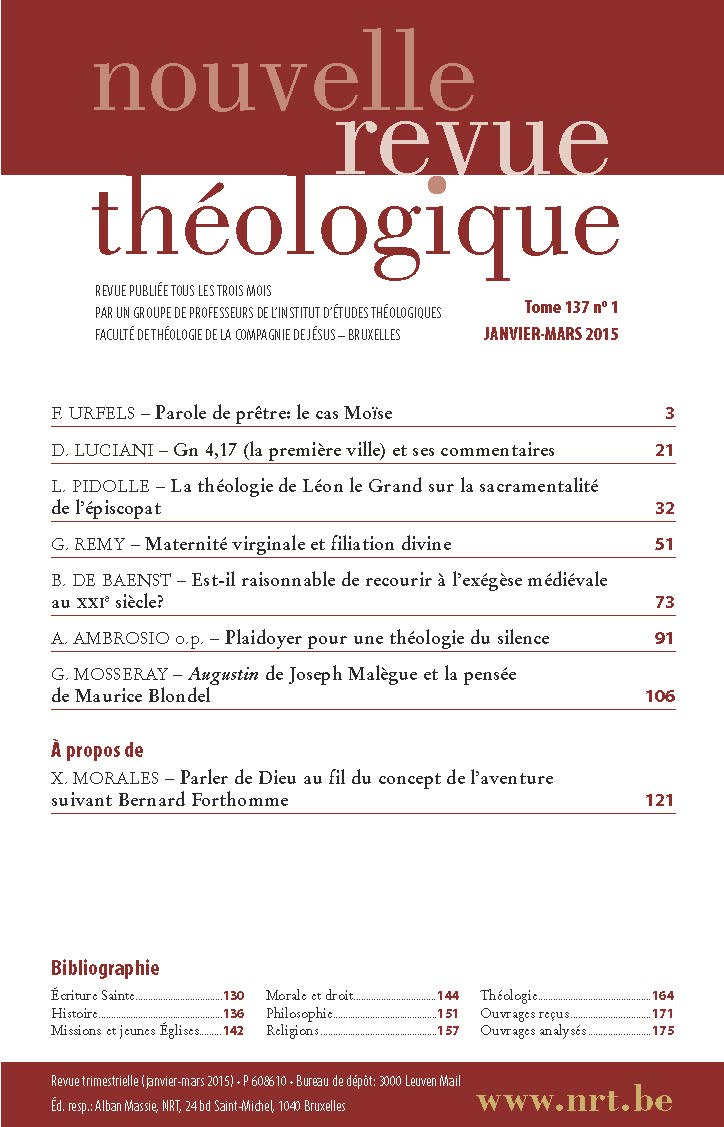
Deux articles sur Malègue et Blondel en 2015 et 2019.

Il est traduit la même année en espagnol par Antonio Millán Alba, traduction qui paraît aux éditions Biblioteca de Autores Cristianos, et intitulée Augustin o el maestro está ahí et a suscité des commentaires dès sa parution'.
En 2015 Geneviève Mosseray publie dans Nouvelle Revue théologique « Augustin et la pensée de Maurice Blondel,» résumé comme suit : « Cet article veut montrer que l’itinéraire du héros du livre de Malègue [...] correspond point par point à l’article « Histoire et Dogme » de M. Blondel, dans lequel le philosophe montre les impasses de la pensée dans la crise moderniste, et le chemin pour les dépasser. »

### Premier colloque international et ouvrage collectif sur le seul Malègue depuis 1933
En 2019, Fontaine revient, dans la même revue, sur la présence de Blondel dans Augustin ou Le Maître est là.». Pour lui, la scène de la conversion in extremis d'Augustin dans l'avant-dernier chapitre du roman « Jacob et l'ange » est une transposition du processus de la conversion chez Blondel : un « décalque sublimé,» de pages de la cinquième partie de L’Action ». Résumé de la revue : « [...] Malègue recrée un passage capital de L’Action de Blondel [...] dans Augustin ou Le Maître est là, décidant de son sens entier. La réponse de Blondel à Loisy, « Histoire et dogme », nourrit l’action d’Augustin, sans qu’il ne quitte le genre romanesque, devenant ainsi relecture créatrice profonde et mystique du modernisme[...]. »

Article de Jean Mercier dans La Vie le 9 janvier 2014 : « Malègue sort du purgatoire ».

Les 18 et 19 mars 2021 l'Université Paris-Est-Créteil-Val-de-Marne organise un colloque international pour les 80 ans de la mort de l'écrivain (en 1940). Il donne lieu au premier livre collectif consacré exclusivement à Malègue depuis nonante ans.
On lit dans la quatrième page de couverture : « Des littéraires, des historiens, des philosophes, des théologiens, de France, d'Italie, de Belgique, de Pologne et du Canada tentent de cerner ici la spécificité du cas de Malègue dans l'histoire des idées et de la littérature.»
L'ouvrage contient également une pièce de théâtre inédite de Malègue : Les Ogres ou Les Samsons aveugles se situant au cours de la Révolution française.
Jean Mercier avait écrit dans La Vie en janvier 2014 un article intitulé « Malègue sort du purgatoire ».

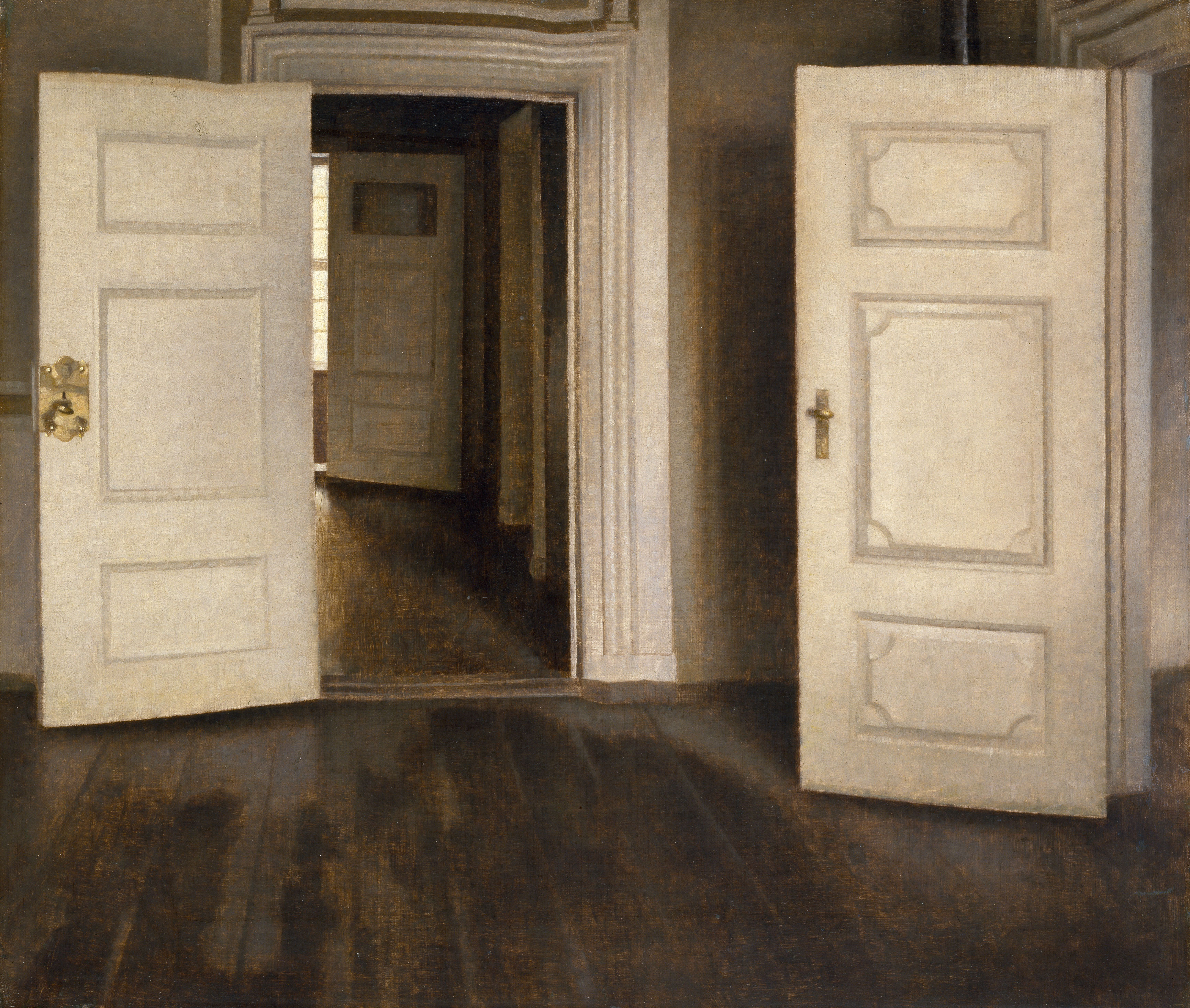
Weiße Türen, offene Türen, 1905 de Vilhelm Hammershøi Portes blanches, portes ouvertes page de couverture de J. Fontaine, B. Gendrel (dir.) Joseph Malègue. À la (re)découverte d'une œuvre Cerf, Paris 2023.Contributions de littéraires, pjilosophes, historiens, théologiens de France, Pologne, Italie, Belgique et Canada

Pour lui, Augustin ou Le Maître est là est «l’un des grands jalons de la littérature française, une odyssée envoûtante aux frontières de la psychologie et de la mystique.»
Il ajoute «Produit d’un travail de 20 années, Augustin est un fleuve d’ampleur amazonienne, s’écoulant sans souci de rebondissements, charriant d’un tempo lourd des images d’une lancinante beauté. Un roman si atypique que Malègue avait dû, la première fois, le publier à compte d’auteur, car aucun éditeur ne pariait sur des ventes… Le titre est lui-même énigmatique... ».
Hervé Serry nuance. « Auteur de Naissance de l'intellectuel catholique, Paris, La Découverte, 2004, il publie : « Augustin ou Le Maître est là le plus « singulier roman » des « lettres catholiques »? » dans Joseph Malègue. À la (re)découverte d'une œuvre».
Il conclut que « le « mouvement de renaissance catholique comme il l'analyse, engendrant nouveaux positionnements et questionnements «n'est pas étranger à « Une autre présence de l'écrivain et de l'intellectuel catholique dont Malègue est à la fois le représentant modeste et hors-norme.«
Luc Courtois critique les articles de Mosseray et Fontaine dans Nouvelle Revue théologique. Il doute que Malègue ait pu lire L'Action de Blondel « faute d'une attestation documentaire ». Blondel s'était opposé à la réédition de L'Action, parfois recopiée à la main dans certain réseau, mais, dit-il « dont Malègue n'était pas ».
Selon Jean Lebrec, Malègue avait avec Émile Boutroux, directeur de la thèse de Blondel L'Action, une parenté commune, Geneviève Haller, épouse de son frère Frank. Cousine de la femme de Boutroux, elle témoigne de longues conversations, lors des réunions familiales, de Boutroux, directeur de la Fondation Thiers avec Malègue. Il l'invite aux réceptions de la Fondation. « L'Action et « Histoire et dogme » chez Joseph Malègue » cite Revue pratique d'apologétique où Blondel illustre sa pensée par le geste du Père de Ravignan, invitant ceux qui le visitent à se confesser, identique à celui de Largilier dans « Jacob et l'ange », avant-dernier chapitre d' Augustin où se produit sa conversion.
L'historien Luc Courtois publie, en annexe de son article, un relevé complet de la correspondance entre Blondel et Malègue aux Archives Blondel de Louvain-la-neuve. Il reprend aussi le constat d'Émile Poulat sur le dialogue entre Alfred Loisy et Blondel : ils occupent des domaines « qui ne se recouvrent pas » et dès lors ils « ne se contredisent pas, ils s'ignorent. »

### L'avis de l'auteure d'une thèse sur Malègue en 2022

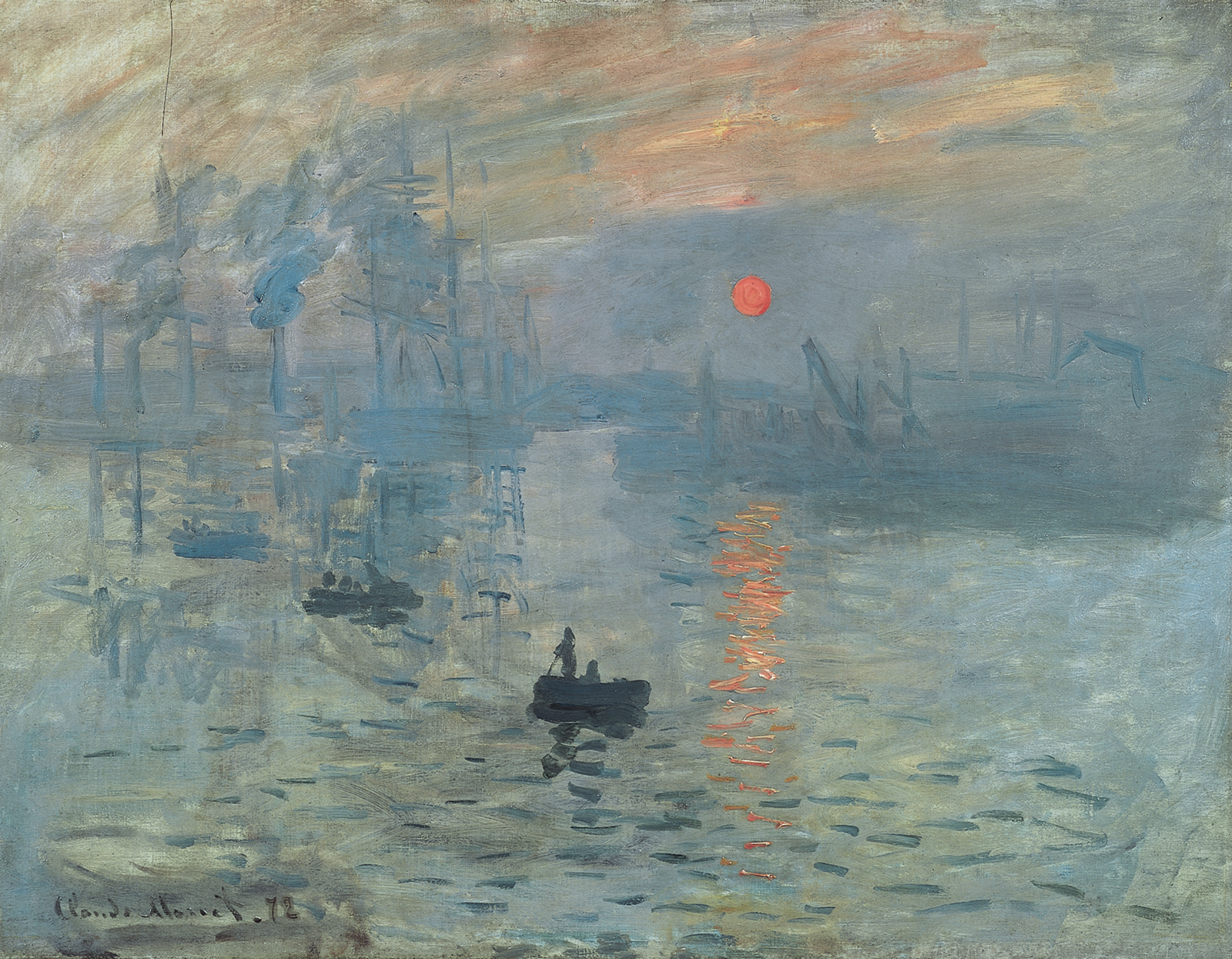
Claude Monet: Impression, Soleil Levant, 1872, Musée Marmottan, Paris

Zofia Litwinowicz-Krutnik accède en octobre 2022 au grade de docteure en littérature française avec la thèse Joseph Malègue dans l'histoire religieuse et littéraire de son temps. De la pensée à l'écriture soutenue en co-tutelle à la Sorbonne et à l'Université de Varsovie.
Pour elle, trop de travaux sur le romancier tendent à négliger sa dimension littéraire.» ou son caractère impressionniste. Elle a dépouillé les archives Malègue et en particulier les Carnets rouges (dix-neuf cahiers de notes manuscrites), très difficiles à déchiffrer.
Malègue y notait régulièrement (sans se préoccuper de chronologie) ses observations sur les couleurs ou les peintres. Selon elle, il a perçu chez Auguste Renoir « le caractère « fugace » d'une « présence mystérieuse », ainsi que la notion du « vague lointain » qu'il est possible de saisir « au milieu du précis »—ce qui converge dans son emploi, avec la notion-clé du mouvement lancé par Impression soleil levant.
Il y réfléchit beaucoup « sur les notions de lumière et de couleur— deux autres notions-bases du mouvement —, ainsi que sur les paysages, ce qui n'est pas sans une certaine tonalité impressionniste.»
Zofia Litwinowicz accorde une très grande importance au premier texte de Malègue L'Orage publié en 1903 particulièrement riche en lumières. Mais, écrit-elle, « À la fin, toutes les impressions, les sensations, les polyphonies de couleurs et les lumières éblouissantes, toutes les images poétiques de Malègue reposant sur les présupposés impressionnistes, ne deviennent qu’une minceur devant le temps et l’espace qui s’approfondissent. Malègue, dans toute sa sensibilité « impressionniste » aux couleurs, aux synesthésies, aux impressions et aux sensations, sait dépasser les limites de la littérature impressionniste et s’ouvre à l’éternel.»

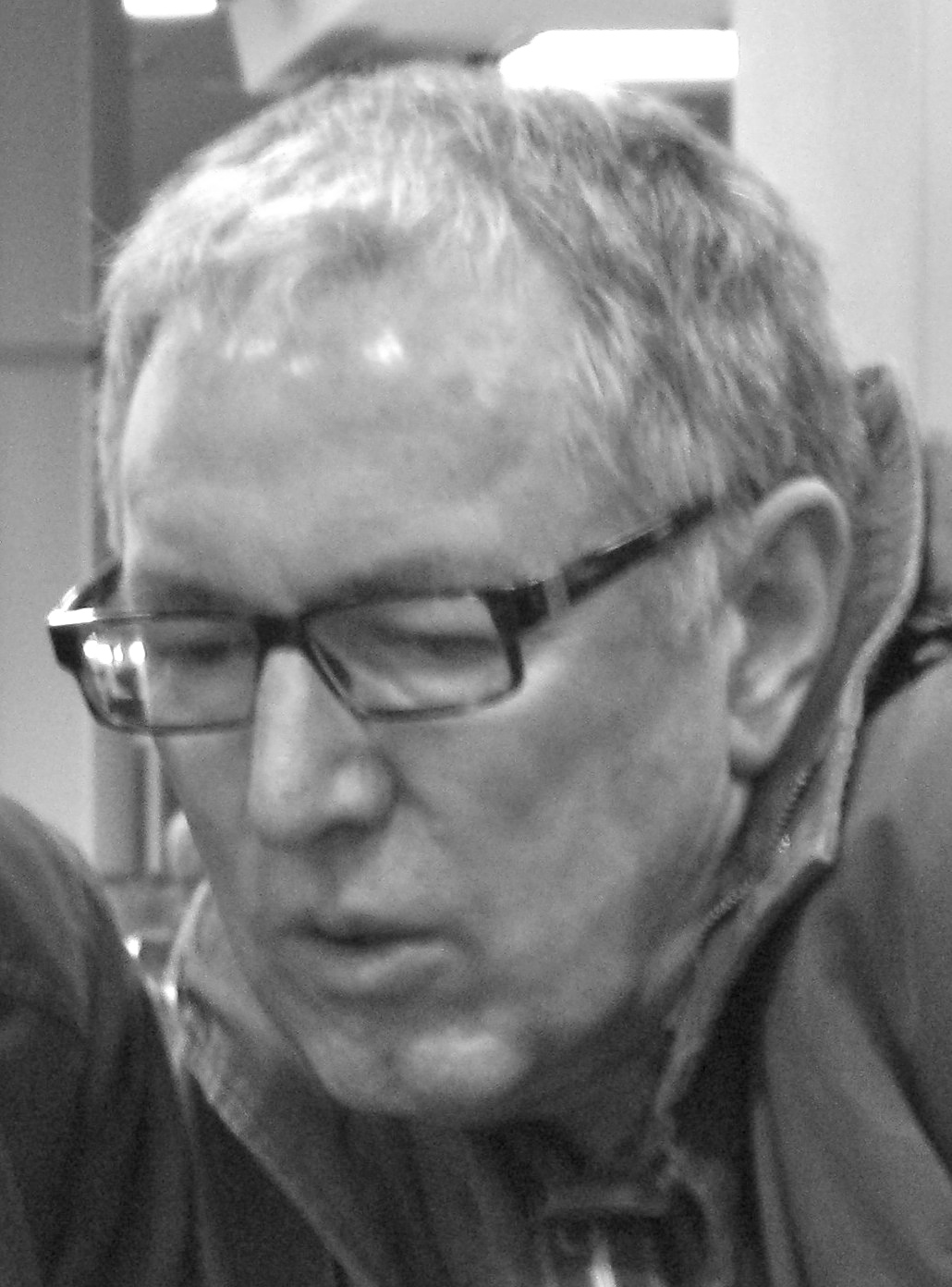
Yvon Tranvouez en octobre 2011. Sa contribution « Malègue au temps du Christ-Roi.», le situe au cœur du catholicisme français des années 1930 : « Assez durkheimien pour être conscient du poids des déterminismes collectifs et s’intéresser aux cadres sociaux de la croyance, Joseph Malègue n’a jamais cru pour autant à l’utilité sociale de la foi. »

Pour Bernard Gendrel, spécialiste du roman de conversion «Augustin ou Le Maître est là bouscule les codes du genre, donnant à l’instant et à la sensation une importance qu’ils n’avaient guère jusque-là dans cette tradition littéraire, mais arrivant malgré tout, à travers cet émiettement du temps, à construire une véritable intrigue romanesque.»
Pour lui, les romans de conversion ont tendance, à des fins de clarification, à devenir des romans à thèse, tandis que Malègue cherche plus à monter qu'à démontrer. Les « modèles unificateurs » du temps « émietté » s'englobent les uns dans les autres de sorte que chaque instant garde une « épaisseur considérable ».
Wojciech Kudyba (pl) montre en Augustin l'entrelacement de plusieurs genres romanesques qu'il précise et exemplifie. Le Bildungsroman, comme le Jean-Christophe de Romain Rolland. Le Roman psychologique comme Les Confessions d'Augustin d'Hippone. Le Roman d'idées comme La Montagne magique de Thomas Mann.
Et l'Épopée (Jean Mercier parle d'odyssée), «sans le déterminisme épique qui laisserait se jouer le destin du héros entre les mains des dieux. » Pour lui, Augustin est plus qu'une épopée. Mais rien ne dépasse l'épopée dans la hiérarchie des genres littéraires.
Pour Yvon Tranvouez, il y a une ambiguïté, une dualité qui peut nuire à Malègue. IL est comme Jean Lebrec l'a dit à la fois « romancier et penseur », de sorte que les uns trouvent « que la densité intellectuelle d’Augustin affaiblit ses qualités romanesques et les autres que la forme romanesque nuit à la précision de la pensée. » L'historien du catholicisme français situe Malègue dans les complexités de la période. L'« Introduction » à l'ouvrage écrit que ses auteurs « pensent les deux [romancier et penseur] ensemble.»

### L'influence du Père Pouget sur Malègue

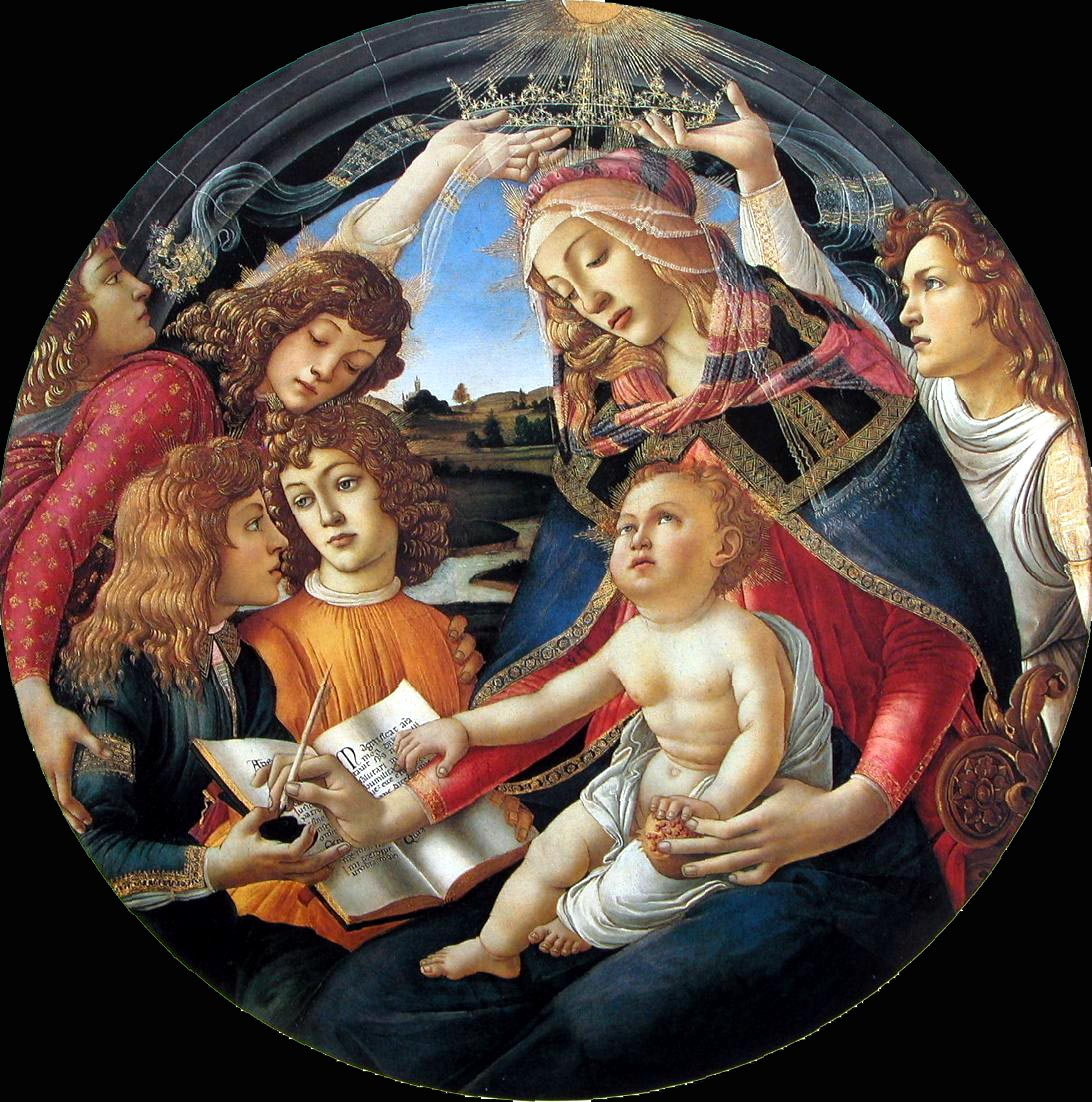
La Vierge de Sandro Botticelli écrivant le Magnificat, représentation naïve des écrits chrétiens fondateurs. Dans Augustin ou Le Maître est là, deux prêtres revenant d'une conférence « moderniste » doutent: L'un d'eux s'écrie, désespéré : Alors ton âme ne magnifiera plus le Seigneur, ô Vierge sainte et douce, concluant à propos de Désormais toutes les générations me diront bienheureuses : et maintenant voici que c’est fini

Erminio Antonnello, prêtre lazariste italien est l'auteur d'une biographie du Père Pouget non traduite en français, langue dans laquelle l'on ne dispose pas d'un ouvrage équivalent même si l'on a les livres de Jean Guitton sur le personnage : Guillaume Pouget (1847-1933). Testimone del rinnovammento teologico all'inizio del secolo XX .
Il collabore au premier ouvrage collectif consacré à Malègue depuis 1933 avec un article intitulé « La pensée de Guillaume Pouget à l'époque moderniste : contacts et liens avec Malègue». Antonnello rappelle un élément qu'il dit un peu oublié derrière les controverses intellectuelles et abstraites : « les consciences déchirées » auxquelles, écrit-il, Malègue donne « chair et sang.» Les deux hommes sont tous deux originaires d'Auvergne, l'un du Cantal, l'autre du Puy-de-Dôme.
Ils ont en commun d'avoir dû «relever le défi du passage d’une foi conventionnelle, enracinée dans le monde paysan, à une foi critique et raisonnée.» Antonnello note que Jacques Chevalier que Malègue a discuté de son roman avec le Père Pouget.
Le Père Pouget comprit, dit Antonello, que le problème moderniste était une question d'herméneutique : la différence entre « les vérités de la foi » et « la manière dont elles sont énoncées ». Cette distinction est celle de Jean XXIII dans son discours d'ouverture du Deuxième concile du Vatican : « Une chose est le dépôt de la foi en soi, c’est-à-dire les vérités contenues dans notre vénérable doctrine ; une autre est la manière dont elles sont énoncées, pour autant que celle-ci soit fidèle au sens et à l’intention.» Le secrétaire personnel du pape, Loris Capovilla, écrit que le pape avait trouvé cette idée dans les ouvrages de Jean Guitton sur Pouget.

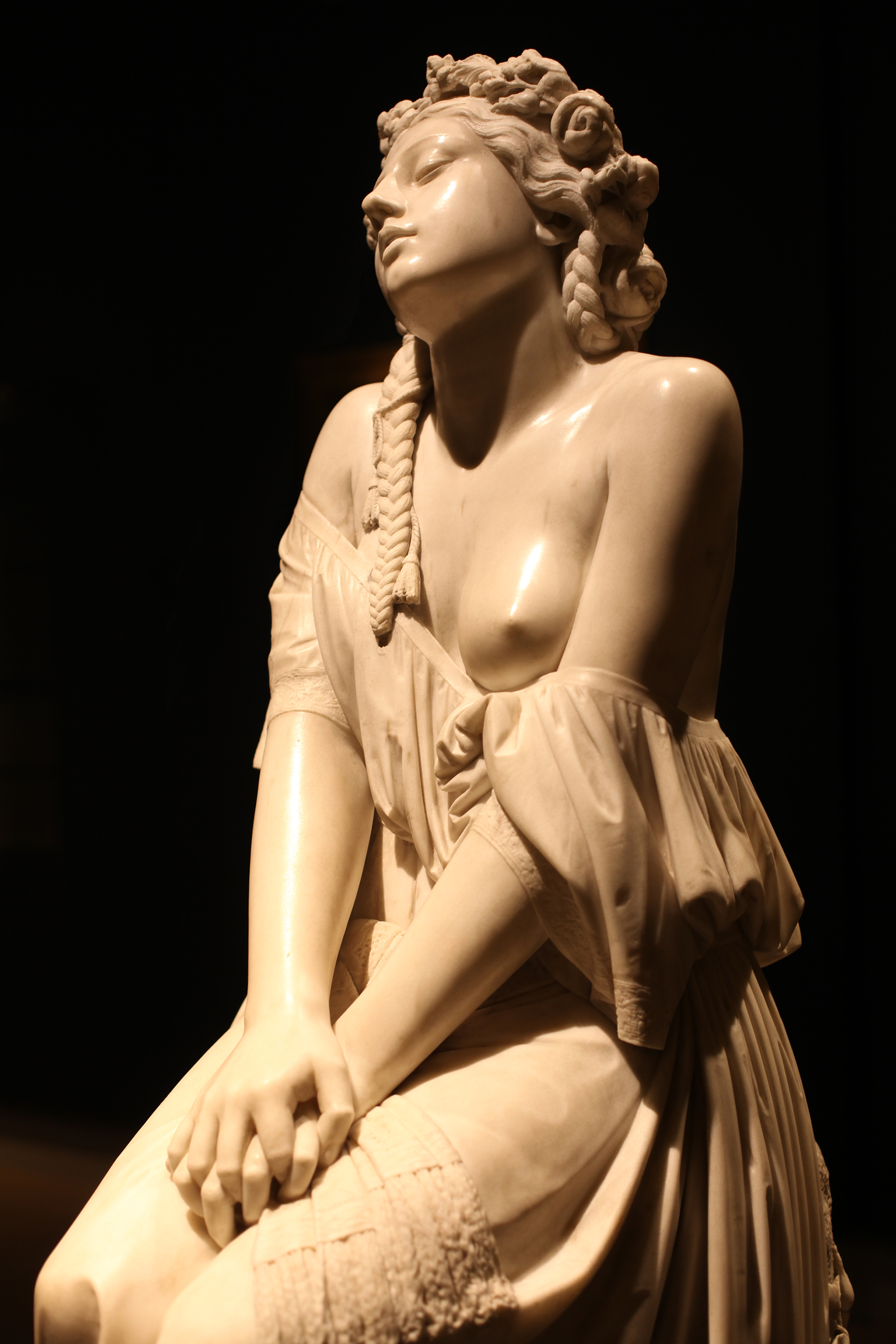
Gaetano Motelli La sposa dei Sacri Cantici (1854) dettaglio di tre quarti. Augustin voit en Anne l'épouse du Cantique des cantiques. E. Antonello signale le livre qu'écrivent à ce sujet Pouget et Guitton qui n'en nient pas le sens littéral sans nuire à sa portée spirituelle :Le Cantique des cantiques, Paris, Gabalda, Paris, 1934.

Le Père Pouget avait écrit un court texte La Connaissance du singulier, exposé de son épistémologie. Le respect du singulier impose de rejeter les  a priori avec lesquels « le rationalisme positiviste introduit dans la méthode historique appliquée à l’Écriture.»
La chose est reconnue par Augustin, pense Antonello, dans ses discussions avec l'abbé Bourret : « «... il n’y a pas – dit Augustin en dialogue avec Bourret – « une » méthode historique. Et que « penser avec les règles de la méthode historique » a peu de sens, si on ne précise laquelle. Ménageons l’individualité des cas. – L’abbé fit : “Ah !” [...] – De plus, j’y analyse quelques paralogismes nés de l’oubli de cette maxime. Ou si vous préférez, en termes moins pédants, quelques cas-types, où l’exégèse dite rationaliste exagère la portée de sa critique » !.»
Autre critique de Pouget à Loisy : exagérer « l'action créatrice de la communauté primitive.» on en a un écho dans le roman quand Augustin discute avec l'évêque Hertzog (en réalité le Père Pouget), que cite Antonello (qui cite l'édition du Cerf, nous citons les deux autres comme dans toute cette page) : « L’histoire, disait Augustin, comme telle, est indifférente au miracle. Nul exégète positif... ne l’affirme [...] le terrain miraculeux joint aux lacunes historiques des exposés évangéliques est le diagnostic même des créations légendaires et mythiques ».
Pour Antonello Pouget, face à la crise moderniste, entend « démasquer les a priori à travers lesquels la pensée positiviste aborde le témoignage évangélique. Sans nier la valeur de l’approche historico-critique qui favorise le passage d’une vision conservatrice de la tradition à un retour aux racines de l’Évangile, Malègue met en scène ce même « changement d’époque ».» Autres  a priori dénoncés par Pouget : négation des faits lors de discordances entre les récits ; quand le récit inclut le surnaturel : on dit que le fait a été inventé pour le valider. L' Introduction au livre  Joseph Malègue. À la (re)découverte d'une œuvre signale que « vraisemblablement » Pouget a influencé Malègue sur l'interprétation qu'il donne du Cantique des cantiques, qui n'en efface pas le sens littéral érotique, livre que signale Antonello.

## Résumé du roman
Dans Communio en 2023, Bernard Gendrel, qualifie le roman d'« œuvre majeure de la littérature française du XXe siècle ». Il relève « l'apparente absence de trame du roman », l' « l'émiettement » de « l'information » ou « du temps » qui ne l'empêche pas de construire une véritable intrigue romanesque. Ce qui met « le lecteur à peu près dans la même position que le héros devant l'inconnu de sa vie ».

### I. «Matines». II. «Le Temps des rameaux nus». III. «L'Arbre de science»

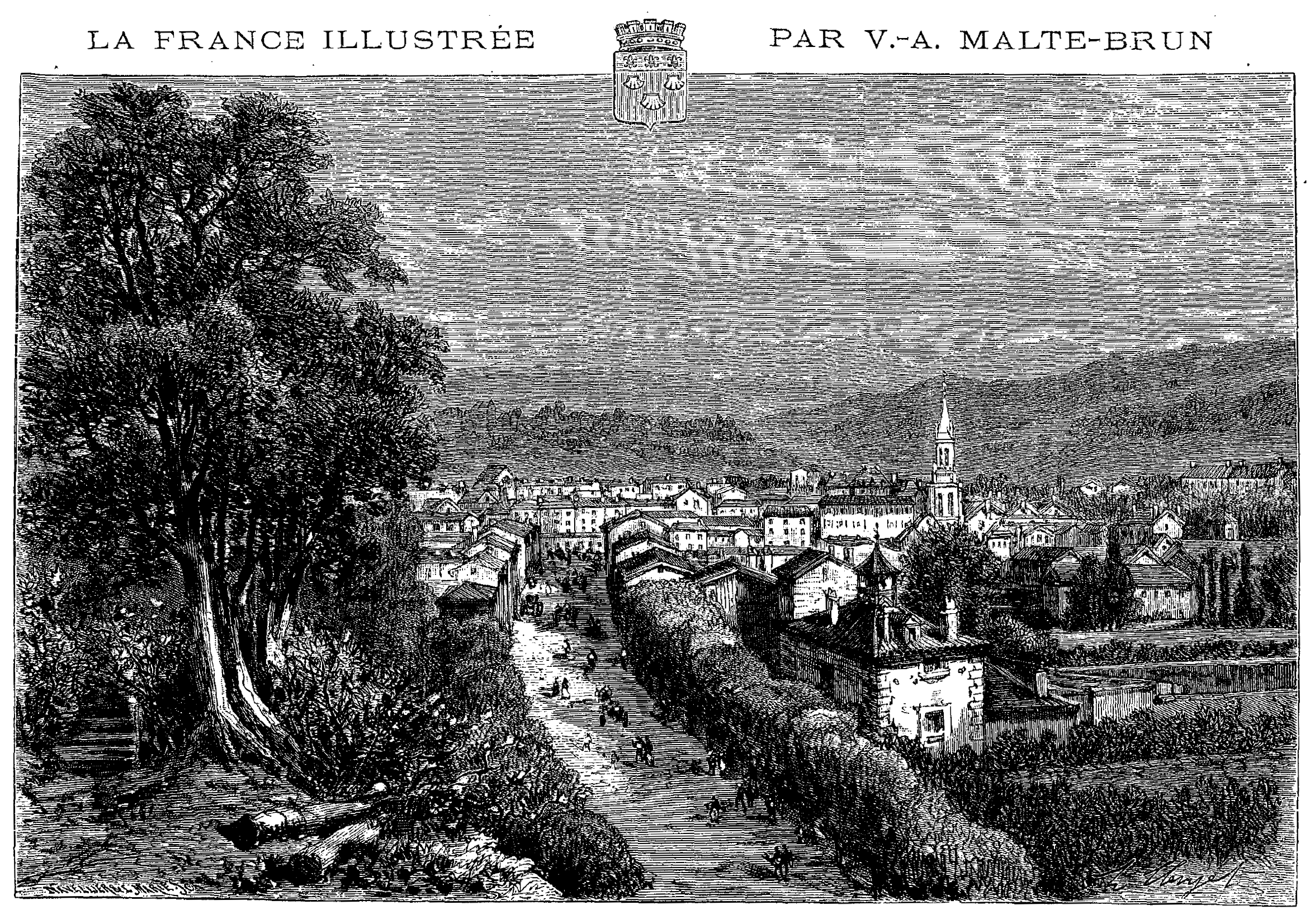
Aurillac en 1897, soit au temps d'Augustin enfant, compte 17000 habitants. L'église Saint-Géraud d'Aurillac au centre est la grande abbatiale présente dès la première page.

Augustin naît dans une ville de province identifiable à Aurillac. Son père, professeur agrégé, issu d'une famille d'instituteurs pauvres, d'une grande intelligence, mais de peu de fermeté subit l'indiscipline de ses élèves de Seconde. Sa carrière peu brillante contraste avec sa grande culture et ses dons exceptionnels. Sa mère, d'un dévouement sans limite, issue d'une famille de paysans riches, est une femme à la foi profonde qu'elle transmet à ses enfants.
Il éprouve ses premiers élans de piété, soit lors des dimanches matin à Aurillac soit dans la traversée des gorges du Cantal sur route du « Grand domaine », la ferme des cousins de sa maman, où les Méridier vont en vacances, quand la famille s'arrête pour prier à la chapelle de la Font-Sainte. Augustin est touché à jamais par l'éclat de rire d'une jeune fille de 18 ans [Élisabeth de Préfailles], lors d'une de ses visites avec son père à son hôtel.
Augustin va de succès scolaires en succès scolaires à la joie de son père qui voit en son fils celui qui le « vengera » de sa carrière trop médiocre. Au terme du secondaire, Augustin a en philosophie M. Rubensohn et ses doutes sur la métaphysique traditionnelle. Durant une maladie et le loisir qu'elle lui donne, il lit le Mystère de Jésus de Pascal et éprouve le sentiment d'un appel à la sainteté, au don total à Dieu. Il s'y dérobe. À la lecture de la Vie de Jésus d'Ernest Renan, il subit sa première grande crise de la foi. Il prépare deux ans, au lycée Henri-IV, le concours d'entrée à l'École normale supérieure, tirant profit des leçons d'exégèse de l'abbé Hertzog. Il est reçu cacique au concours.

### IV. «Le Grand domaine»
Pour Henri Lemaître, 

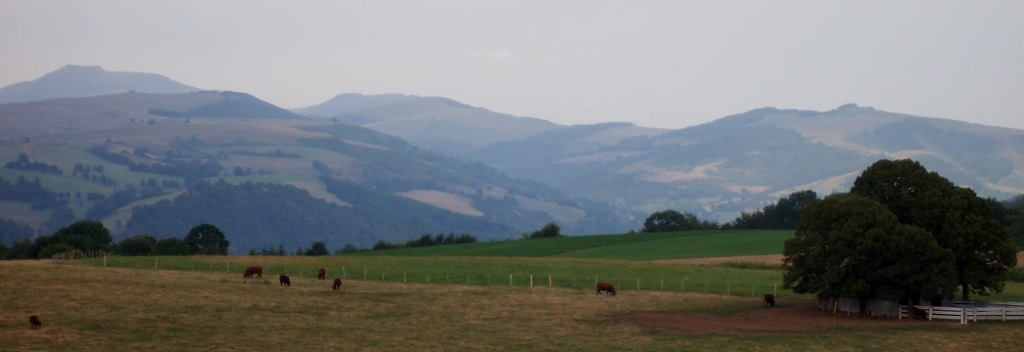
Vue panoramique depuis le plateau de Saint-Cernin avec les montagnes du col de Légal à droite et au centre et le puy Chavaroche à gauche.

« originaire de la Haute-Auvergne, Malègue trouve, dans les paysages de son terroir et dans leurs relations profondes avec les êtres, la source d'une exceptionnelle synthèse de réalisme, de symbolisme et de spiritualité [...] celle d'un christianisme redécouvert dans sa pureté. »

Cette brève partie du roman, nouvelle visite à la ferme des cousins de madame Méridier, réveille de nombreux souvenirs de vacances et d'enfance, servant d'adieu à celle-ci ainsi qu'à la Marie-de-chez-nous dont Augustin rêveusement amoureux apprend qu'elle rentre au couvent. La ferme est maintenant tenue par le « cousin Jules », paysan rusé et maître implacable. Les « esprits positifs » de Jules et son fils (l'abbé Bourret) qui sent Dieu aussi simplement que son père « ses intérêts terrestres », s'opposent à ceux de gens comme Marie. Tant pendant la visite du « Grand domaine » dont Jules fait faire le tour du propriétaire à Augustin, que pendant le pèlerinage à la Font-Sainte auxquels participent les « esprits positifs », soucieux malgré tout des atouts contre « le grand risque éternel ».

### V.Paradise Lost(«Le Paradis perdu»)
Les problèmes d'exégèse des évangiles semblent insurmontables à Augustin. En deuxième année de l'École normale, « les cruciales années 1907-1908 », écrit Jean Lebrec (le sommet de la crise moderniste avec l'excommunication d'Alfred Loisy qui s'annonce), la foi d'Augustin s'effondre au cours d'une nuit de désespoir et de larmes, à l'issue de laquelle son grand ami Pierre Largilier le surprend sans qu'Augustin ne s'en formalise (« Devant toi mon vieux, ça m'est égal »). Jean Lebrec montre qu'Augustin ne parvient que difficilement à choisir entre foi et agnosticisme. Mais cette dernière tendance l'emporte. Largilier lui dit que Dieu ne laisse pas errer jusqu'à la fin ceux qui le cherchent sincèrement, il enverrait plutôt un ange. Élisabeth de Préfailles (devenue madame Desgrès des Sablons), invite Augustin dans son appartement de Paris en vue d'une mission : on lui demande d'accompagner son neveu par alliance Jacques Desgrès en Angleterre pour enrichir sa culture générale à la veille de son bac. Anne de Préfailles est présente, « enfant de dix à douze ans à la beauté câline et sérieuse. » Augustin joue le rôle temporaire d'un précepteur. Au retour de ce voyage heureux, il apprend que son père est mort et n'en peut plus de chagrin. Le « Paradis perdu » de la foi sereine est aussi celui d'une enfance marquée par l'immense amour réciproque entre « Le Père et L'Enfant » (Chapitre I de la Partie II « Le Temps des rameaux nus »).

### VI.Canticum Canticorum(«Cantique des Cantiques»)
Dès le début de la Grande guerre, Augustin est fait prisonnier avec sa Compagnie non loin de Charleroi, emmené blessé en Allemagne, examiné par le médecin d'un pays neutre (un ancien collègue), et envoyé par lui à Lausanne pour raisons de santé. Nous le retrouvons une décennie plus tard, dans les années 1920, au début de la VIe partie du livre, la plus longue, « Canticum Canticorum » (« Cantique des Cantiques »), texte biblique où est chanté un amour humain passionné comme celui que va vivre Augustin.

#### «Paralogismes de la critique biblique» (Augustin)
Auparavant, Augustin réalise ses travaux de thèse à la Fondation Thiers, devient professeur associé à Harvard et Heidelberg, puis Maître de conférences à l'Université de Lyon et sur le point de le devenir à la Sorbonne. Dans un article publié dans les proceedings d'Harvard, « Les Paralogismes de la critique biblique », il juge d'un simple point de vue logique la critique moderniste de la Bible : se voulant sans a priori, elle ne voit pas le sien un contre le surnaturel et commet l'erreur d'ériger l'histoire technique en seul juge de ce qu'est le Christ et de ce que valent les dogmes chrétiens.
Selon Geneviève Mosseray, c'est la démarche de Blondel. Elle le fonde en partie sur l'étude des archives de Blondel qui conservent la correspondance de Malègue et du philosophe à ce sujet, pour lequel, les faits observables ne signifient rien sans une idée qui les organise. Dans « Histoire et Dogme », il note que les différentes étapes du christianisme reconstituées par l’historien ne s’enchaînent pas de manière déterministe. À chacune de ces étapes on peut faire des choix. À la mort du Christ, les disciples surmontent leur déception à la suite de sa résurrection, puis l'autre déception, quand le Christ ne revient pas comme attendu. Est-ce dû à l’enthousiasme des disciples ou (écrit G. Mosseray commentant Blondel), « à la volonté de Jésus » ? Elle souligne, dans son article de 2015 dans la Nouvelle Revue théologique : « L’historien est tenté de répondre que, n’ayant pas accès à la conscience de Jésus, il est en quelque sorte forcé de chercher une explication naturelle. Mais n’est-ce pas là avouer un préjugé injustifié, à savoir que seule l’explication déterministe est intelligible ? »
À l'approche des vacances, Augustin, toujours célibataire, retourne à Aurillac passer l'été. Les premières lignes de « Canticum Canticorum », décrivent ses retrouvailles avec sa vieille maman et sa sœur Christine. Cette dernière a épousé un invalide de guerre volage l'ayant quittée pour une autre dès la naissance de Bébé, l'enfant de leur union, resté sans prénom dans le roman alors qu'il y intervient à maintes reprises.

#### Un amour humain à en crier
Quelques jours après ce retour à Aurillac, lors des oraux de licence de juillet, le professeur Méridier interroge à Lyon une étudiante en philosophie, la nièce d'Élisabeth de Préfailles, Anne, dont Augustin tombe amoureux. Lors de l'examen, ils débattent de la notion qu'obsède Augustin, d'« expérience religieuse ».
Il est ensuite reçu plusieurs fois au château des Sablons où Anne réside avec sa tante. De plus en plus épris de la jeune fille, son caractère, le fait qu'il n'a jamais aimé et qu'il n'ose espérer l'être en retour l'empêchent de se déclarer.
Sa dernière rencontre avec Anne « dans la gracieuse intimité des Sablons, » se déroule en présence de l'abbé Hertzog, son ancien aumônier de Normale, devenu évêque. Anne et sa famille, sentant qu'Augustin ne se déclarera pas, chargent Mgr Hertzog de lui faire savoir qu'une demande de sa part ne sera pas refusée, même si des fiançailles officielles ne sont pas envisagées dans l'immédiat. L'évêque s'acquitte de sa mission dans la voiture qui le mène à la gare où il doit poster des lettres et qui reconduit le possible fiancé chez lui.
Augustin en éprouve une « effrayante joie ».

### VII. «L'Office des morts». VIII. «Sacrificium vespertinum» («Sacrifice du soir»)

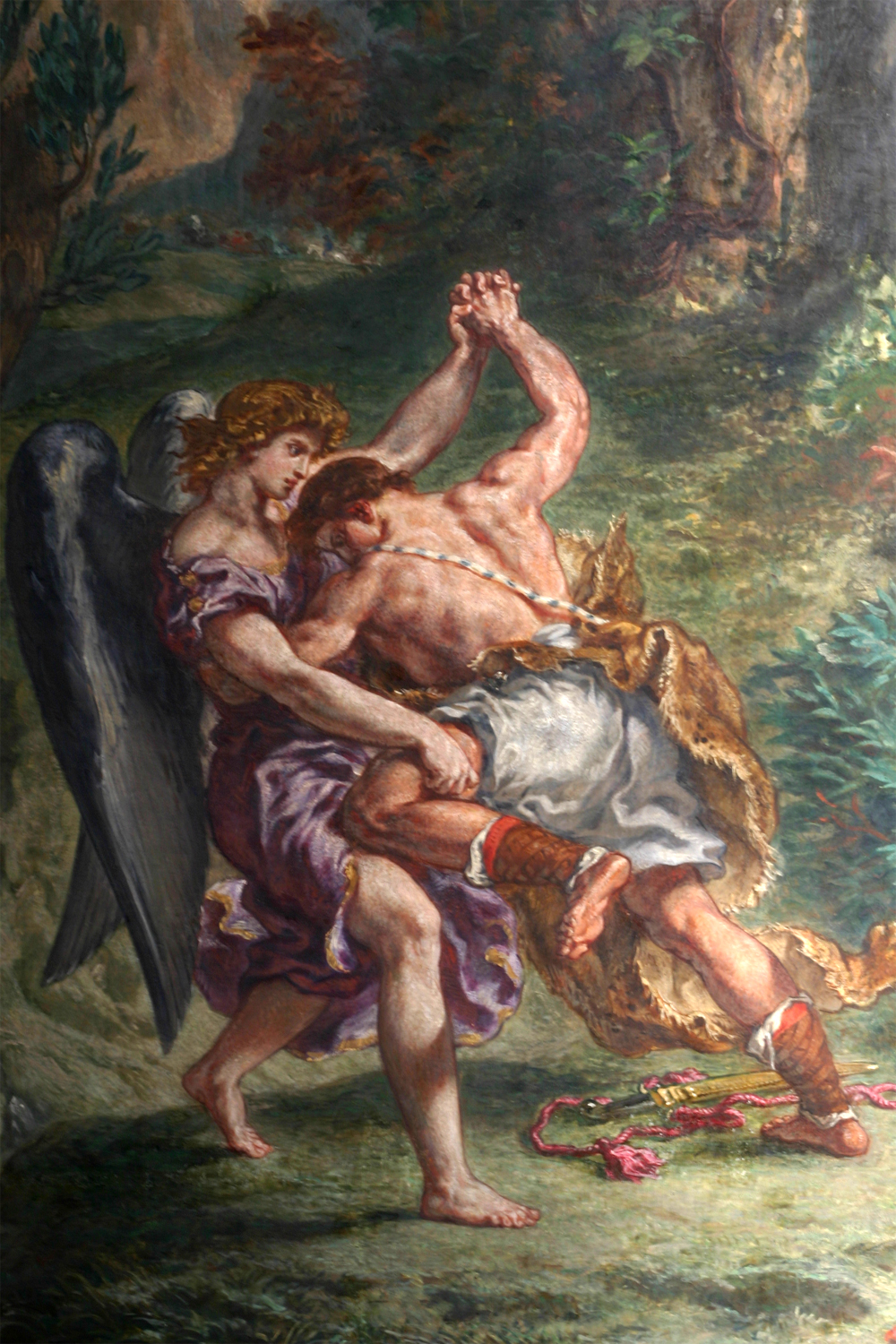
Lutte de Jacob avec l'Ange d'Eugène Delacroix, Pour D. Ménager, une des meilleures représentations de ce récit énigmatique. Charles Baudelaire (sur le tableau) : deux personnes luttent chacune avec leur nature, naturelle, surnaturelle. Martin Luther : la théologie admet que nous puissions vaincre Dieu. Ménager conclut : Jacob « restera toujours étranger aux tenants d’une piété fade [...] parlera bien davantage aux agnostiques et même aux incroyants. Exception faite de Luther[...].» Ménager cite Thomas Mann. Pour ce dernier, grâce à l'esprit humain, Dieu atteint à sa « dignité » et Jacob sort « ennobli » de Sa rencontre. Augustin est alors aussi agnostique. Il rentre à l'appartement de ses parents, monte l'escalier qui y conduit en portant les roses remises aux Sablons à l'intention de sa mère et de sa sœur. Leur parfum enivrant s'associe pour toujours à son amour. Il passe la nuit à méditer, quand, vers quatre heures du matin, retentit dans la nuit le cri effrayant de Bébé. Le médecin diagnostique une méningite tuberculeuse

Pour porter l'analyse de la ponction faite par le docteur sur l'enfant et prendre l'express de Brioude où se situe le laboratoire, Augustin requiert les services de la voiture d'Antoine Bourret, riche marchand de bestiaux. Il est accompagné de son frère l'abbé qu'Augustin consulta lors de ses questions sur la critique biblique. L'abbé lui annonce qu'il a perdu la foi depuis longtemps du fait du modernisme et qu'il se prépare à quitter le sacerdoce pour « rattraper le temps perdu ».
Bébé souffre bien du mal diagnostiqué. La maladie cardiaque de madame Méridier s'aggrave. Augustin et sa sœur Christine se relaient aux chevets des deux malades. Qui meurent. La mère d'Augustin lui dit son espérance de le revoir après la mort, avec son père. Augustin est aussi témoin de la foi de sa sœur face à la mort de Bébé qui la brise à tel point qu'elle s'évanouit deux fois. Élisabeth de Préfailles est aux funérailles des deux bien-aimés, dont les cercueils sont placés sous le même catafalque. Avec Anne. Augustin ne la reverra cependant jamais. Le lendemain, il vomit du sang, symptôme clair de la tuberculose pulmonaire dont il était porteur sans le savoir. Il considère comme son « strict devoir » de renoncer à Anne. Mais renonce en quelque sorte aussi à la vie, malgré le pronostic favorable des médecins.
Son ami Largilier vient le voir au sanatorium de Leysin où Augustin va mourir. Leur dialogue sera la Lutte de Jacob avec l'Ange (titre de ce chapitre). Augustin ne veut voir en lui que l'ami, non le prêtre. Il lui parle de son grand amour, de sa méfiance à l'égard de la critique biblique, de la sainteté qu'il voit en sa sœur. Largilier lui parle de l'Incarnation en s'inspirant du mot d'un athée converti : « Loin que le Christ me soit inintelligible s'il est Dieu, c'est Dieu qui m'est étrange s'il n'est le Christ. »
Augustin, philosophiquement fasciné toute sa carrière par l'expérience religieuse est conquis par l'intelligence de la formule de Largilier liée à sa souffrance, à son désir de trouver « l'absolu dans l'expérimental », par l'analogie entre la fragilité des témoignages bibliques et la mort du Christ, par la sainteté de Largilier lui-même. Il renoue avec la foi, démarche à laquelle sa vive intelligence consent pleinement, librement, à tel point qu'il retravaille son article d'Harvard sur la critique biblique et rédige une note de psychologie religieuse sur l'expérience qu'il vient de vivre.

## Personnages
Malègue, conscients que l'on ne peut faire vivre les personnages de manière superficielle, possède le don de pénétrer dans les âmes à l'aide d'une « très subtile sympathie exploratrice » et d'une sorte de « mimétisme spontané des âmes » à l'égal de « Proust et Newman », pense Lebrec. L'écoulement du temps sert, poursuit-il, à éclairer le rythme de la durée intérieure : « cadence tranquille des parties d'exposition, précipitation à l'intérieur des péripéties et du dénouement. »

### Personnages principaux

#### Augustin Méridier

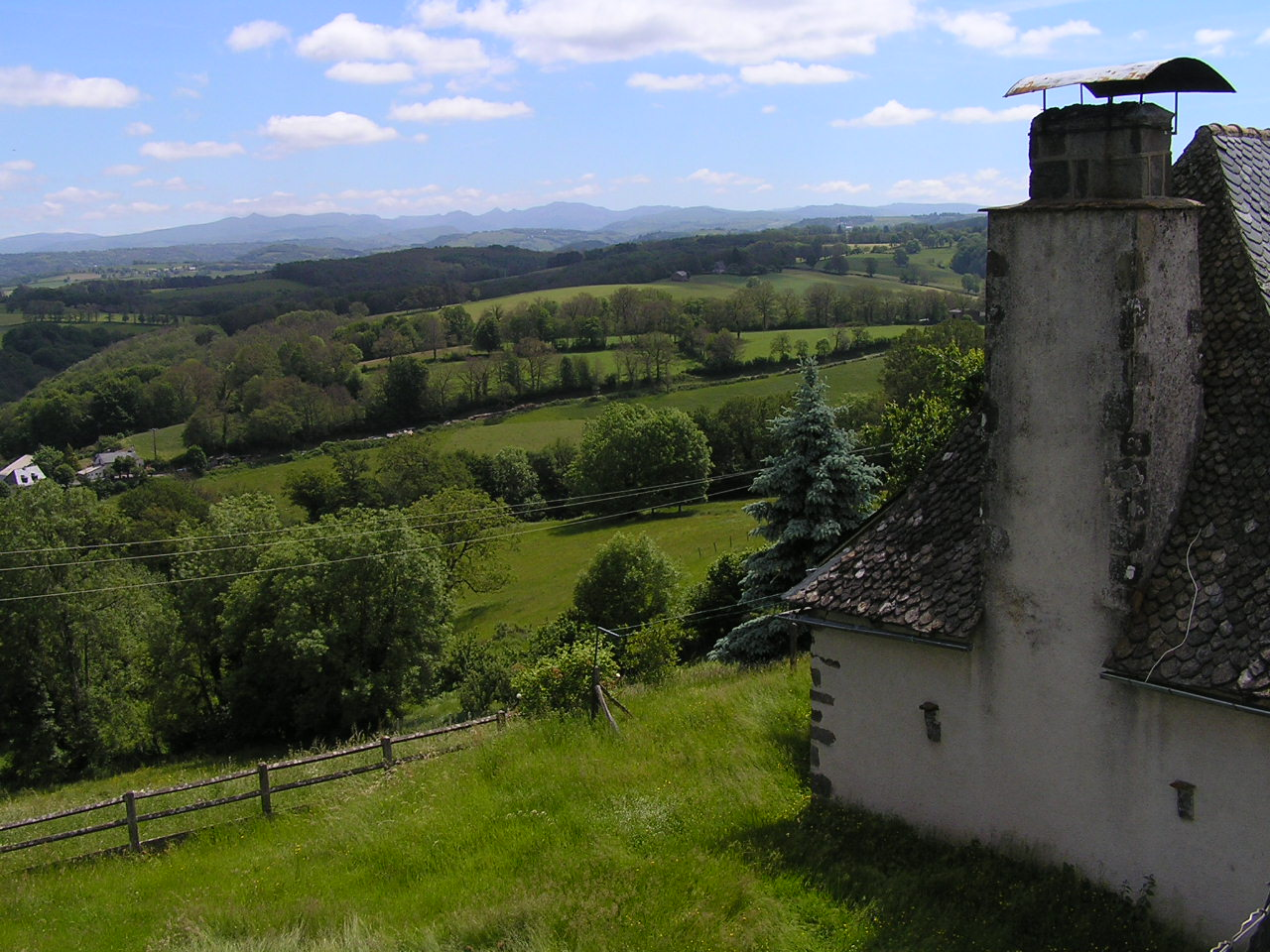
À l'avant-plan de cette photo, à droite, de bas en haut sauf un morceau de ciel, l'arrière d'une maison auvergnate au toit triangulaire la recouvrant presque toute, la cheminée et sa chambre en forme de parallélépipède rectangle dressée vers le haut et émergeant du mur des pièces du bas jusqu'à dépasser le faîte de la toiture dont elle est entièrement détachée. S'étendent ensuite au flanc d'une douce pente, des bandes grossièrement rectangulaires de prairies très verdoyantes (presque l'ensemble de la vue), parallèles, séparées par des lignes d'arbres au vert plus sombre, plus loin une forêt, plus loin les premiers contreforts d'un gris bleu des monts du Cantal. La ligne plus bleue de ceux-ci forment l'horizon, sous un ciel d'azur parsemé de quelques nuages blancs. (Les Monts du Cantal vus de Saint-Illide)

Seul portrait physique d'Augustin selon Lebrec : teint assez terne, lèvres charnues, ombre de moustache — ensemble sans charme —, mais « deux yeux noirs magnifiques, brillants d'intelligence et de culture. » Elizabeth Michaël note le dédain avec lequel il transmet ses vieux jouets aux plus jeunes. Il est initié par son père aux disciplines précises et sa mère lui transmet un sens moral élevé.
Idéaliste, solitaire, intelligent et orgueilleux, selon W. Rupolo, Augustin est, enfant, studieux, scrupuleux, avec une fierté qui était « sa manière d'avoir dix ans. » Son père reporte sur lui ses espoirs de réussite. Il est d'une « extrême distinction ascétique et ardente, » hérite d'ancêtres paysans cantaliens une certaine ivresse de la réussite sociale, une raide assurance, la volonté de chercher seul les solutions aux problèmes. Sa souffrance, d'abord intellectuelle, le marque d'une « incontestable distinction morale. » Sa tristesse est « une de ces tristesses qui n'aiment pas être consolées. »
Il éprouve le sentiment (Lebrec) de s'être élevé au niveau « des intérêts éternels » (orgueil qui plaît à beaucoup de lecteurs), quand il est Cacique (premier) au concours d'entrée à Normale. Éprouvant pour les siens une gratitude immense, il se cache pour pleurer, veut leur envoyer un télégramme avec les mots « immense tendresse », mais se ravise, par crainte que les employés du télégraphe ne les lisent. Le jour même, son camarade Zeller rentre au Grand séminaire, par dégoût pour l'idole de « la haute culture ».
Philosophe jusqu'à sa mort, il rédige peu avant celle-ci une note de psychologie religieuse intitulée « Deux cas de devancement pratiques de la certitude ». Elle rapproche le fait qu'il ait consenti à se confesser à Largilier du pari de Pascal, les deux démarches présupposant à ses yeux une humilité de l'ordre de la conduite intelligente, renouvelant aussi la manière de comprendre le pari selon Lebrec. Il réécrit aussi sa critique de la critique biblique.
Il meurt peu après avoir éprouvé un malaise habituel à son état dont il pressent que plus personne ne le débarrassera. « Cette faiblesse eut l'idée de s'offrir à Dieu, comme lui-même avait appris à le faire de ses peines autrefois, » écrit Malègue, chose que désirait ardemment Augustin et qui s'accomplit au plus profond au moment d'entrer « dans la douce et miséricordieuse mort, » une façon, selon Lebrec, de donner suite à l'appel de Dieu à se donner tout entier qu'il avait entendu à 16 ans.

#### Monsieur et madame Méridier
Le père d'Augustin Méridier est un brillant intellectuel : dépourvu d'autorité dans sa classe, embarrassé de son corps, il se tient à la frontière de la foi chrétienne, fume pendant la prière du soir familiale. Il manque du sens pratique dont madame Méridier, profondément croyante, est dotée en même temps que du sens des autres. Lors de la pleurésie dont souffre Augustin à 16 ans, Wanda Rupolo cite ce passage démontrant à ses yeux l'excellence du style de Malègue avec son insistance sur les mains de personnages : celles du père d'Augustin ne sachant porter ni tasses ni remèdes qui pourtant « s'embarrassaient néanmoins dans l'air comme si elles les portaient », alors que même au repos celles de sa mère « restaient actives, subtiles, douces et pleines de force. »
Pour J. Lebrec, « Monsieur Méridier adore en Augustin un enfant dont il sait qu'il va mieux réussir que lui. » Il cite le passage mis également en évidence par Elizabeth Michaël où s'exprime l'amour qui gonfle le cœur du professeur malheureux, interrogé par un collègue sur la joie que lui procure son fils et qui lui répond affirmativement, surtout soucieux d'en laisser paraître le moins possible « de l'air brusque, hâtif et confus dont on mange un gâteau qu'on ne partagera pas. » Moeller a bien vu que M. Méridier est enchanté de la ferveur de son fils pour les humanités gréco-latines et qu'entre eux se tissent un amour immense plein de respect réciproque. Quand Augustin apprend que son père est chahuté il défie avec mépris des élèves plus âgés qui l'en ont informé. Entre le père et le fils ce drame reste un secret paradoxal : « Aucun d'eux ne le dit jamais à l'autre mais il savait qu'il le savait. »
Quand madame Méridier agonise, elle dialogue avec son fils, dialogue essoufflé du fait de sa maladie cardiaque, entrecoupé de silences où l'on n'entend que les souffles de la malade. Elle dit à Augustin qu'ils se reverront bientôt, en ajoutant le « Tu verras » qu'elle utilisait quand elle préparait des surprises pour l'enfant Augustin ce qui crève le cœur de l'adulte (qui, à cette époque, n'est plus croyant).

#### Christine Méridier
Christine Méridier fait ses humanités chez des religieuses, ce qui lui attire les moqueries d'Augustin, étudiant dans le public. Malègue décrit ses « vastes yeux » ouverts dans une « figure ronde » tenant à la main un paroissien plein d'images de première Communion de ses amies et « tassée contre sa mère. » Devenue sévrienne, elle épouse un blessé de guerre qui la quitte pour une autre lui laissant « en gage, comme à pigeon vole, un petit garçon de trois semaines ».
Quand, au début de « Canticum Canticorum », Augustin rejoint sa famille, l'enfant a maintenant plus d'un an. Augustin, selon Malègue, comprend que sa sœur ne garde plus trace de cet abandon car « Cette soif de tendresse avait enfin trouvé où boire. » Mais son enfant meurt, Augustin l'ayant contaminé de la tuberculose qu'il couve mais qui ne s'est pas encore déclarée chez lui. Christine l'habille somptueusement, puis s'écrie « Mon petit enfant bien-aimé ! », ce qui la fait s'évanouir. Elle s'évanouira une seconde fois après la mort de madame Méridier. Elle accompagne Augustin jusqu'à sa mort et le roman se conclut sur sa grande détresse, fidèle à Dieu malgré son silence, se sentant (derniers mots du roman) « prodigieusement seule. »

#### Élisabeth de Préfailles

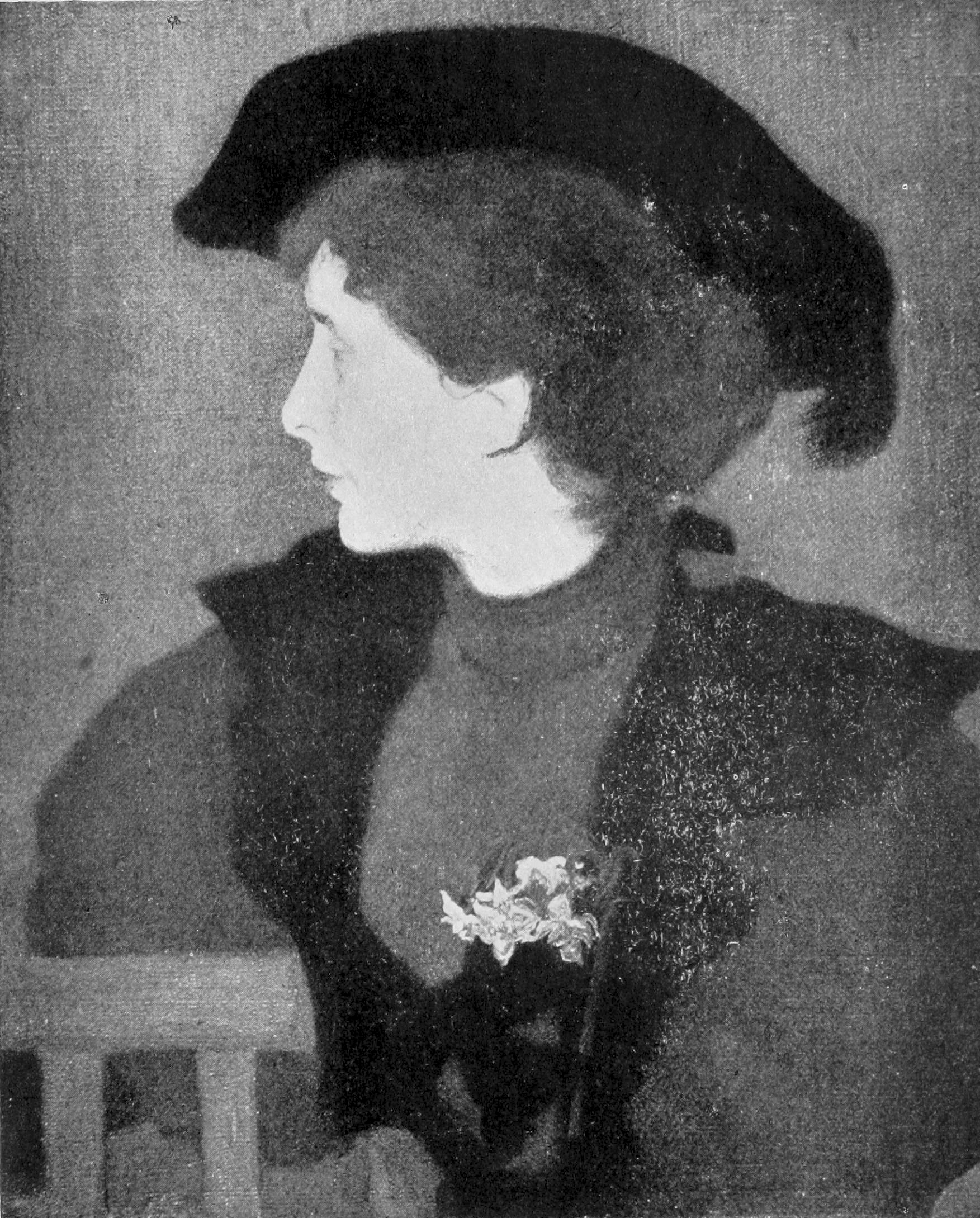
(Charles Wellington Furse: Portrait of a Lady (1894))

Augustin a sept ans quand il rencontre Élisabeth de Préfailles, âgée de 18 ans. À la sortie de la messe. Mais sa timidité se refuse à la saluer. Lors d'une visite avec son père à l'hôtel des Préfailles. Où la jeune fille fait entendre de loin : « un éclat de rire d'une grâce mordante, » arrive, prend Augustin dans ses bras, lui procurant plaisir et bonheur inédits : « le capturant, le ravissant. » Paralysé par la timidité durant la brève conversation qu'elle a avec lui et son père, il se retourne quand elle s'en va pour la voir encore : elle le salue de sa main gantée de blanc provoquant en lui joie et confusion.
W. Rupolo signale que Malègue rappelle cet ancien « rire d'une grâce mordante » quand Augustin à 20 ans se retrouve à Paris face à Élisabeth alors mariée, dans l'hôtel qu'elle y occupe. Pour Lebrec, les émois de l'enfant et de l'adolescent auront des répercussions dans la passion qu'il nourrira pour Anne, la nièce d'Élisabeth. Augustin le laisse entendre par « certaines paroles qui entrouvrent des abîmes, » quand il avoue à Pierre Largilier sur son lit de mort qu'il avait aimé Anne depuis son enfance « bien que les émotions dont elle était le centre ne s'appliquassent pas initialement à elle. » Elle est, dit Jacques Vier, « la révélation du monde où Anne doit naître. » Lorsque Augustin veut définir la beauté de sa nièce qui hérite de sa grâce il hésite longtemps pour le faire entre Antoine Watteau ou Charles Wellington Furse.

#### Pierre Largilier
À l'École Normale, Largilier entretient avec Bernier, Zeller et surtout Augustin une amitié très profonde. Léon Émery considère que, pour eux, prendre position « à l'égard de la science et de la foi. », constitue la préoccupation principale. Mais leurs discussions, pense Malègue, se perdent dans l'irréel de débats détachés de l'expérience et la dureté de la vie dont ils sont conscients, surtout Largilier : « « Dans notre enfance », disait Largilier, « nous jouions à l'explorateur et au soldat. Nous continuons de jouer ». » Largilier, est passé des mathématiques à la section de physique et de chimie. Dans les discussions qui opposent libre-penseurs et croyants, les affirmations partent des premiers et les répliques viennent des croyants, les positions des libre-penseurs étant naturellement enclines à se décliner publiquement que celles des croyants surgies de quelque chose de plus intime.
Lebrec voit en Largilier « un mystique en même temps qu'un savant. » De petite taille, il a des « yeux bleu de lin, curieusement lointains et idéalistes, en retrait des spectacles immédiats, réservés pour des technicités très élaborées », un sourire les rendant « pénétrants et doux », ce qui le met de plain-pied avec tout interlocuteur, les cheveux blonds coupés ras d'un frère convers. Il pose sur la table ses deux poings fermés « aux poignets osseux », exposant ainsi « ingénument des boutons de manchettes pauvres. » Il assimile les cours avec une aisance prodigieuse, se fait jésuite mais la Compagnie lui demande de poursuivre ses travaux scientifiques : on imagine qu'il pourrait recevoir le Prix Nobel.

#### Anne de Préfailles

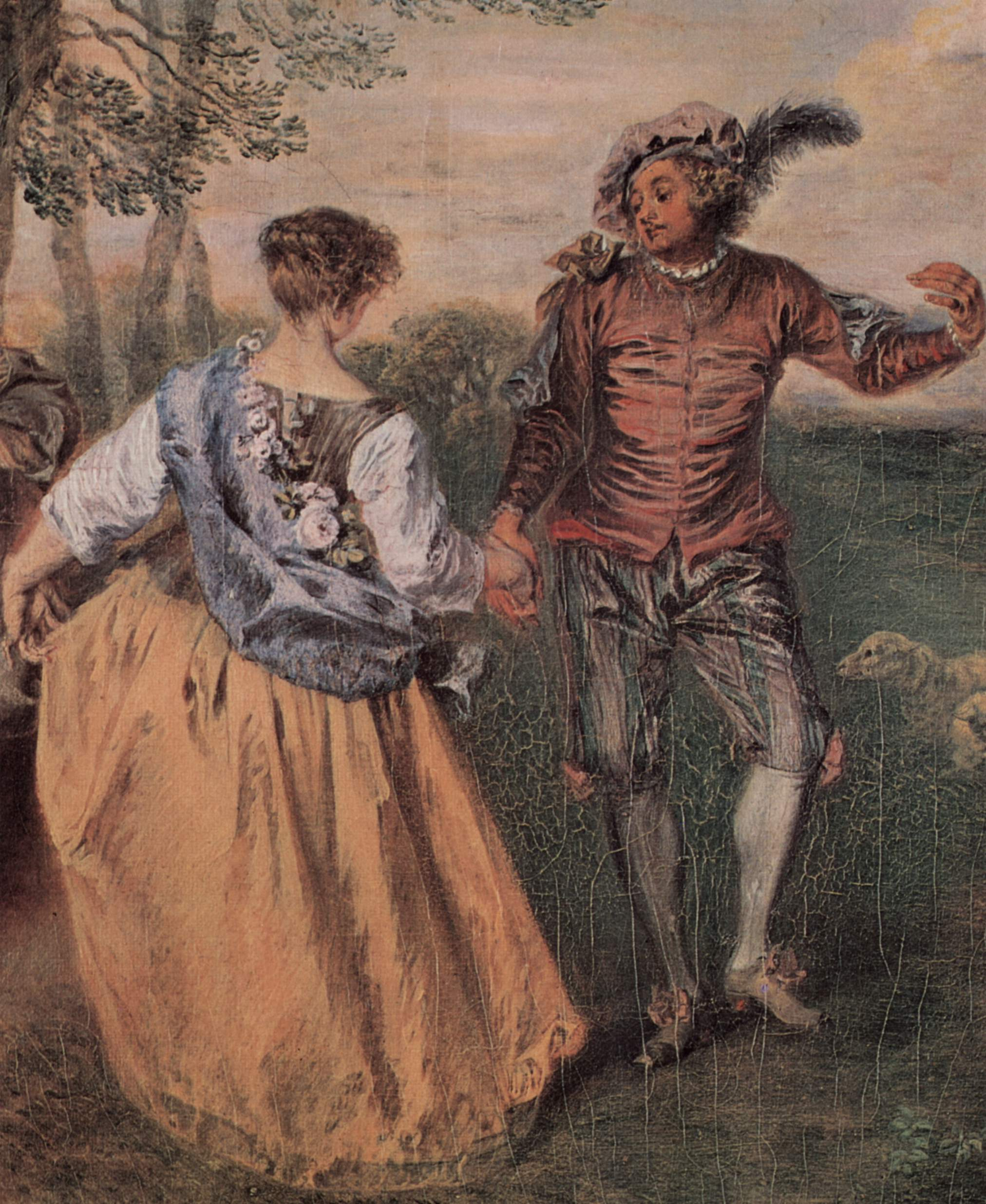
(Antoine Watteau, Les Bergers, (détail au centre du tableau dont il est tiré))

Nièce d'Élisabeth de Préfailles, orpheline de mère et de père, Anne considère sa tante comme sa mère qui la considère comme sa fille.
Elle a entre 20 et 25 ans quand elle présente un examen chez Augustin, « fine et grave. » Jean Lebrec la décrit au physique : elle est réserve et hauteur, avec quelque chose de jeune et de fléchissant « dans les longues lignes de sa beauté », des cheveux châtains « aux courbes tendres » réunies en chignon, un visage de « rêveuse et désespérante réserve », deux yeux bleu sombre, « de fines lèvres volontaires. »
Le physique se retrouve au moral, pense-t-il : elle est « décision et dédaigneuse grâce », rêverie et « glaciale ardeur », réserve et « sûreté de soi » teintée d'« idéalisme nostalgique. » Francesco Casnati écrit pour elle :
| « Lascio ai lettori di dilettarsi nelle luminose pagine che presentano questa creatura, in cui appare qualcosa insieme di altero e di malinconico, un involontario splendore, un silenzio di principessa prigioniera, un'aria di reserva e di ardore, un'alta attrattiva inaccessibile. » | « Je laisse aux lecteurs la joie de découvrir les pages lumineuses qui décrivent cette femme, en qui apparaît quelque chose à la fois d'altier et de mélancolique, une involontaire splendeur, un silence de princesse captive, un air de réserve et d'ardeur, une haute attirance inaccessible. » |  |

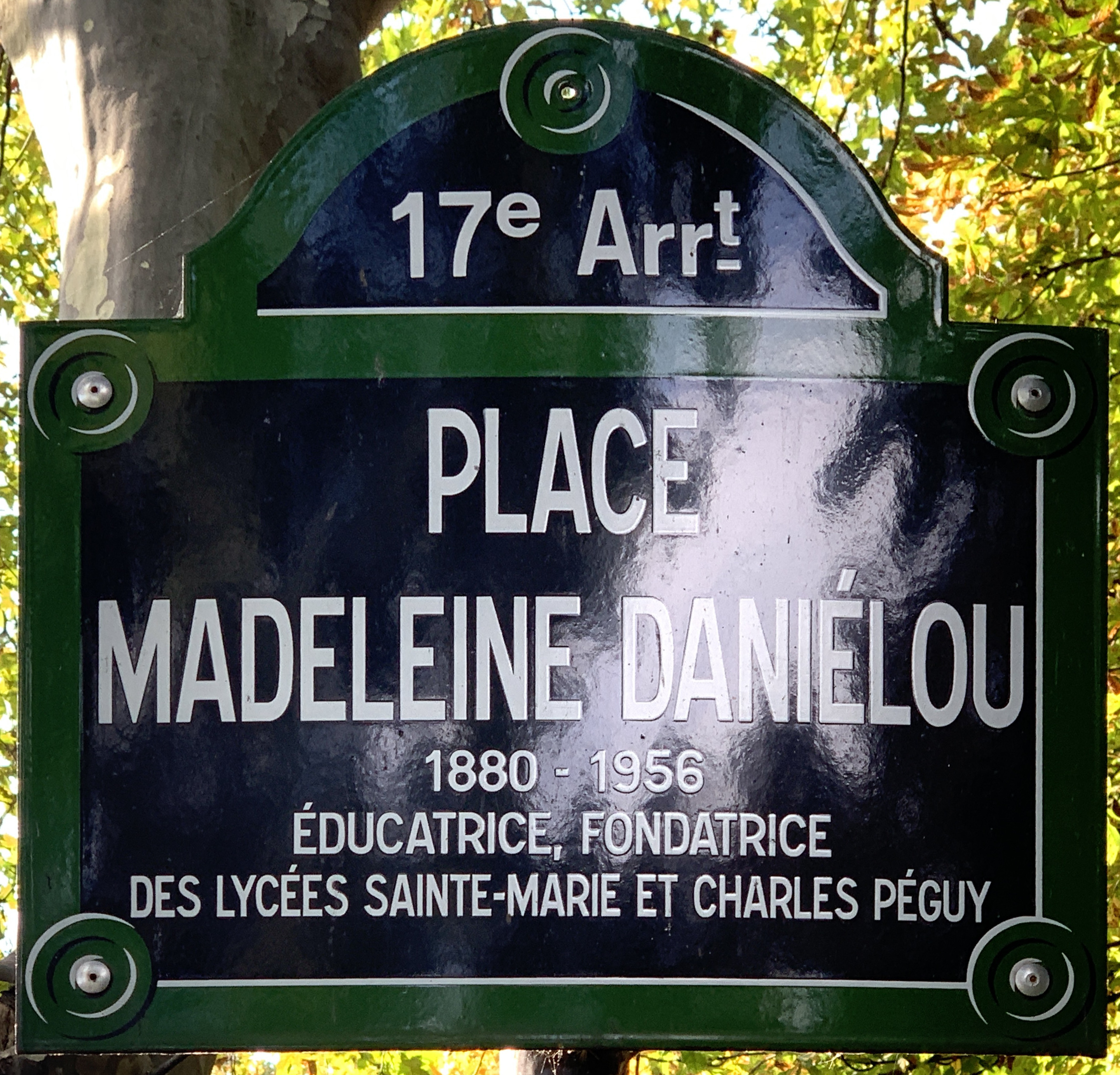
Le nom de Madeleine Daniélou a été donné à une place à cheval sur Paris et Neuilly-sur-Seine, inaugurée selon Le Parisen du 7 juillet 2010, en présence de Fatma Latem, militante laïque et féministe et adjointe au maire de Paris.

 Elle parle peu, mais avec détermination, « pleine de Dieu », dit Malègue, comme à son examen chez Augustin. Elle veut fonder une École normale secondaire d'enseignement libre de jeunes filles, sur le modèle de celles de Madeleine Daniélou pense Lebrec. Sa réserve marque l'attrait qu'elle a pour Augustin, « sachant », dit Lebrec, « qu'elle y engage sa vie spirituelle elle-même. ». Tout ceci entrecoupé de beaux sourires, de chaleureuses conversations et, quand elle complote avec tante et oncle la mission réservée à Mgr Hertzog de faire savoir son début de consentement à Augustin, d'une « timidité heureuse ». Augustin, après avoir appris qu'il est tuberculeux, lui fait parvenir à elle et sa tante une lettre sèche et froide, sorte de lettre de rupture, mais dont la justification pourrait être l'impossibilité dans laquelle Augustin se voit de lui imposer d'attendre un rétablissement qui prendra peut-être deux ou trois ans (Christine n'approuve pas cette façon de voir contrairement à Largilier, plus tard quand Augustin est déjà condamné). Lebrec observe alors que le romancier l'abandonne au mystère d'où elle émerge sans jamais tout à fait en sortir. Son nom vient de la ville de Préfailles. Lebrec la compare à Yvonne de Galais dans Le Grand Meaulnes d'Alain-Fournier, mais elle a plus d'épaisseur, se montre active et généreuse, trait du réalisme maléguien selon Lebrec. Anne, femme active, correspond à ce que dit Blandine D. Berger de Madeleine Daniélou, croyante et attachée à« la tradition universitaire française. »

#### L'abbé Bourret
Au cours de ses doutes sur la foi, Augustin va consulter le fils du cousin Jules (du « Grand Domaine ») exégète, l'abbé Bourret. Il fait penser à Loisy selon Claude Barthe. Mais aussi à l'abbé Cénabre de L'Imposture de Georges Bernanos (ou encore Joseph Turmel d'après Lebrec). Ce prêtre moderniste envisage de quitter l'Église, mais exercera son ministère jusqu'à sa dernière apparition dans Augustin, avec les apparences de la conviction et la résolution de le quitter le plus tôt possible. Loisy, dans le texte confié à Jean Guitton remis à Malègue, est choqué par ce personnage qui va jusqu'à proposer à Augustin (qui sait son incroyance) d'administrer les derniers sacrements à sa mère. Il souligne l'invraisemblance de ce représentant du modernisme. Dès la première rencontre avec lui, Augustin sent qu'il ne lui apportera rien.
L'abbé Bourret réapparaît lors d'un déplacement d'Augustin et lui-même dans la voiture du frère de l'abbé, marchand de bestiaux. Aux arrêts parfois fort longs sur les hauts plateaux surplombant les gorges du Cantal (les affaires du conducteur avec les fermiers le long de la route), l'abbé se confie longuement. Formé aux méthodes positives de l'exégèse, il avoue à Augustin que, pour lui, l'éclairage de la mystique est vain. Mais il se sent « déraciné de son passé », raconte à Augustin la nuit d'insomnie où il a perdu la foi, l'angoisse qui a monté avec le souvenir des conversations pieuses de sa jeunesse au Grand-Séminaire de Saint-Flour. Il en est vite venu à une incroyance sereine et la dernière visite qu'il rendra à Augustin sera pour solliciter sa bienveillance lors de la défense de sa thèse (Augustin devait faire partie du jury), qui lui vaudrait une maîtrise de conférence dans une université de province l'aidant à se libérer matériellement de son état ecclésiastique. Le roman laisse dans l'ombre ce que sera sa destinée. Le personnage est complexe. Pour Émile Goichot, la mention honorable qu'il obtient pour sa thèse lui ferme très probablement les portes de l'université qu'il avait espéré entrouvrir. Malègue, selon Goichot, met du côté de celui [Augustin] qui renoue avec la foi, intelligence, haute culture, inquiétude métaphysique, noblesse morale et, du côté de celui qui la renie [Bourret], savoir étriqué, vulgarité d'âme, calculs médiocres, de sorte, que « les dés étaient pipés. »

### Autres personnages

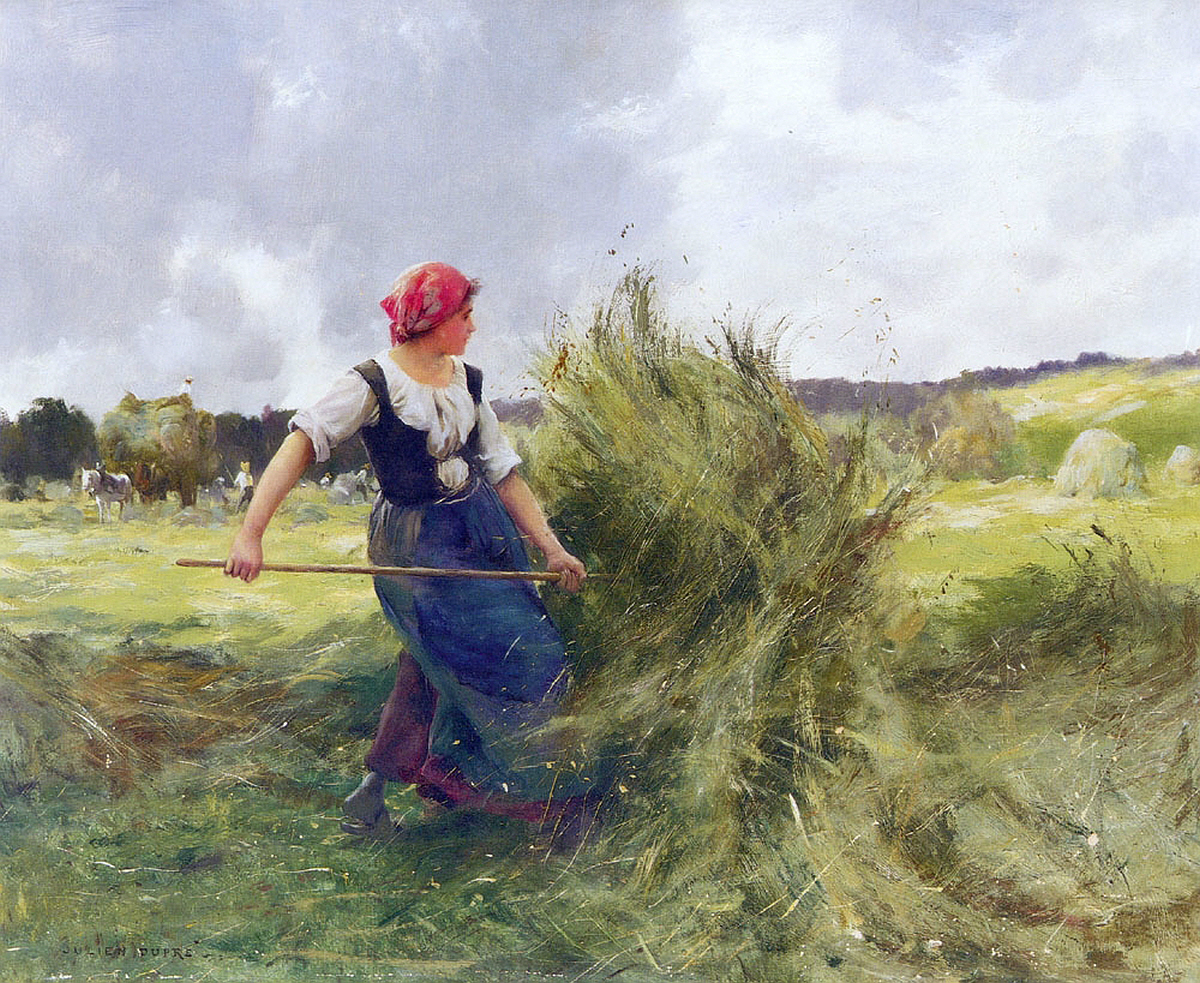
La faneuse de Julien Dupré: comme la Marie de chez nous dans Le grand domaine.

#### Des acteurs discrets mais de poids
L'arrière-grand-mère d'Augustin, l'abbé Amplepuis de son enfance pieuse, les condisciples du lycée ou de Normale, le Président Marguillier, grand politique local, de nombreux médecins, Rubensohn, le professeur de philosophie, la Marie-de-chez-nous, belle jeune fille, farouche et toute donnée à Dieu, le frère de l'abbé Bourret donnent eux aussi son épaisseur au récit.
Comme la Mère Rambaud, une dentellière, discrètement efficace durant « L'Office des morts » et aux débuts de la maladie qui emportera Augustin, vieille femme « pleine de peine, de pitié et de la notion nette des irréductibles choses matérielles », vivant avec une voisine « toutes portes ouvertes, dans le communisme de la pauvreté, » humble par conviction religieuse, distinguée, possédant le sens du malheur.
Sur Henri Desgrès, personnage de la haute finance, « une de ces puissances dont [...] peut dépendre à l'occasion la vie des peuples », Louis Platet, caissier honoraire à la Banque de France, assura Malègue avoir rencontré cette sorte de personnage. Quand Augustin reçoit la mission d'accompagner un de ses neveux en Angleterre, il observe le « regard concentré, triste et persistant dont il entourait madame Desgrès des Sablons » (Élisabeth de Préfailles mariée au frère d'Henri, Paul).
Bien plus tard, quand il voit Anne aux Sablons, Augustin constate la persistance de l'étrange relation de cet homme, veuf depuis longtemps, avec Élisabeth, leur tendresse inassouvie en même temps satisfaite d'être côte à côte, muée en dévouement absolu, toute autre solution étant impossible pour diverses raisons et à cause de Anne leur nièce, quasiment leur fille (nièce d'Élisabeth et par alliance d'Henri). Désespérant de faire d'Anne son épouse, Augustin, convaincu qu'il ne pourra se passer d'elle, imagine avec elle un compagnonnage du même type. Quand Mgr Hertzog fait savoir à Augustin le début de consentement d'Anne, il lui rapporte les paroles d'Henri Desgrès : « Ce jeune homme ne parlera jamais. La première démarche doit venir d'ici. »

#### Les grands professeurs
Durant ses difficultés spirituelles, Augustin pense aller voir son professeur de philosophie Victor Delbos. Augustin veut mais ne peut lui parler : réticence à mêler un tiers à ses débats intérieurs ? Pensant qu'il ne pouvait résoudre son problème? Parce que Delbos chrétien convaincu et professeur scrupuleux distingue convictions et vie professionnelle?

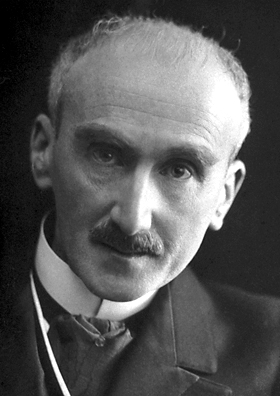
Le visage de Bergson - cheveux rares, visage au large front, regard doux, moustache avec, au-dessous, l'éternel col cassé blanc - envahit presque tout le cadre de cette photo de 1927.
(Henri Bergson (1859-1941))

 Malègue décrit Augustin assistant à la leçon d'un professeur qui se déroule en présence d'une assistance mondaine et avec le rituel propre aux leçons de Bergson au Collège de France : (l'abat-jour, les notes dont il ne se sert jamais). Jean Lebrec pense plutôt qu'il s'agit de Frédéric Rauh. Bergson est constamment présent dans ce roman.
Jules Lachelier apparaît sous ce nom lors de sa dernière année d'inspection générale et à la question que lui pose Lachelier sur Œdipe roi, Augustin répond qu'il connaît par cœur la fameuse strophe chantée par les vieillards thébains sur le seul bonheur de l'homme qui est de se croire heureux. Lebrec rapproche ou identifie Guillaume Pouget à Mgr Hertzog. Il estime que le Père Pouget (comme on désigne Guillaume Pouget) joua de façon plus efficace auprès de Malègue lui-même ou d'amis de Malègue comme Jacques Chevalier et Robert Hertz le rôle supposé bienfaisant de l'abbé Hertzog [futur Mgr Hertzog] du Lycée Henri-IV auprès d'Augustin, un échec pour le héros du roman.

## Structure narrative
Augustin ou Le Maître est là  participe, selon Lebrec, du roman tragique qui, sous l'influence de Tolstoï, a succédé au roman de mœurs en France en 1920 (Jules Romains ou Roger Martin du Gard). Selon Lebrec, par l'acuité des observations et des analyses, Malègue est comparable à Marcel Proust.
Au départ (en 1912 et 1913), Malègue faisait commencer le roman avec la Partie VI « Canticum, Canticorum » suivie de « L'Office des morts » et de « Sacrificium vespertinum » (intitulées autrement).
Malègue comptait, en cette première ébauche, au long d'un roman qui aurait commencé avec le chapitre I de « Canticum Canticorum », intitulé « Le Retour », seulement évoquer l'enfance et la jeunesse d'Augustin. Par le procédé du retour en arrière ou de l'analepse (le flashback au cinéma). 15 pages manuscrites de cette ébauche (de 1912) sont le début de « Le Retour ».
L'épouse de Malègue le persuada d'évoquer enfance et jeunesse directement. Ce sont les cinq premières parties de la version définitive d'Augustin ou Le Maître est là : « Matines », « Le Temps des rameaux nus », « l'Arbre de science » « Paradise lost » « Le Grand domaine ».

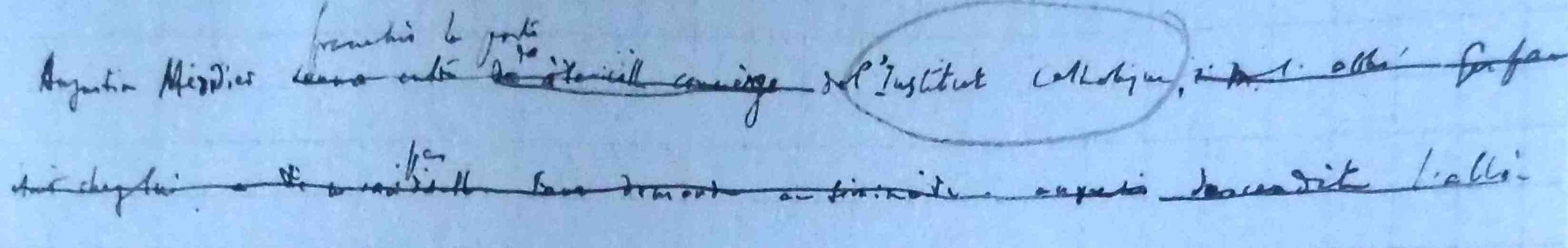
Première mention manuscrite d'Augustin Méridier février 1912 dans le « Registre bleu », Londres, 21 décembre 1911-11 février 1912, première ébauche d’Augustin.

Elles couvrent toute la vie d'Augustin sauf les quelques mois qui le mènent d'un grand amour à la mort. Le roman a été totalement refondu au cours d'une dizaine d'années de travail intense, mais ces cinq premières parties ont une tonalité différente des trois dernières : l'allure du récit n'y est pas forcée, alors qu'elle l'est dès « Le Cri dans la nuit », premier chapitre de « L'Office des morts » qui, brutalement, succède à « Canticum Canticorum ».
Wanda Rupolo se plaint de ce que le roman a été trop examiné au point de vue idéologique, par théologiens, philosophes et prêtres, un chrétien laïc engagé comme Léopold Levaux y voit d'abord un « roman d'amour », un « amour humain à crier. », rejoint par le Père Carré, longtemps après, qui intitule les pages consacrées à l'Augustin de Malègue : « L'amour et la mort. »

### Caractère déterminant de l'intrigue amoureuse. La simili-résignation

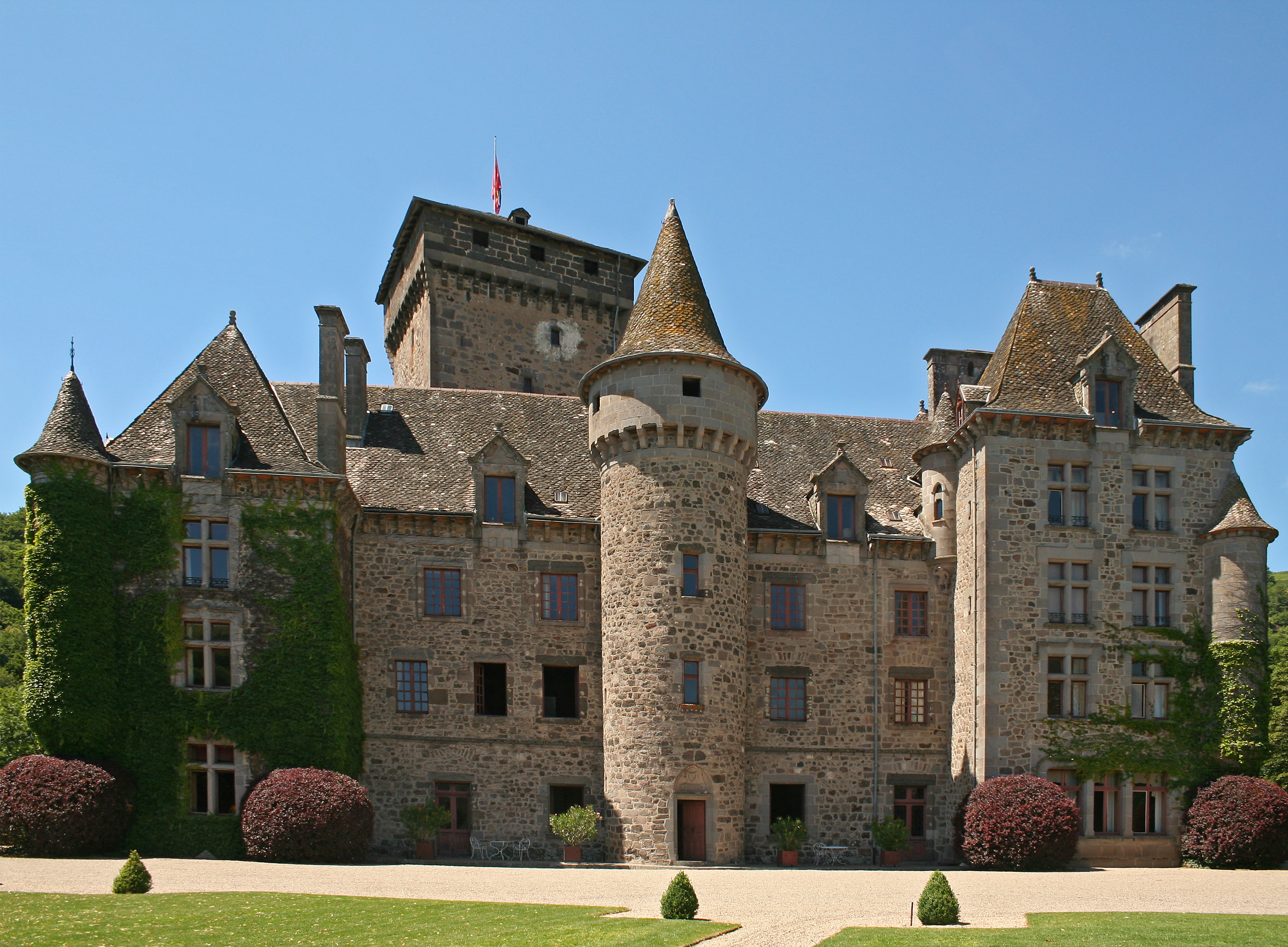
Le Château de Pesteils, bâtisse aux parties très anciennes et aux vastes toits compliqués, à la même distance d'Aurillac que les Sablons.

L'intrigue amoureuse est au centre du récit. Chevalier prétend que lorsque Malègue lui fait lire le manuscrit le 2 juillet 1930, il lui donne des conseils à la suite desquels l'écrivain « développa le chamant épisode d'Anne de Préfailles. » Or dans une lettre à un lecteur citée par Lebrec, Malègue affirme avoir toujours voulu faire de cet amour « le centre sentimental » du roman, ce qui, selon Lebrec, contredit l'assertion de Chevalier.
Ce lien entre les deux femmes s'enracine au plus profond du cœur d'Augustin, mais, par un nouveau surcroît venu d'Élisabeth, celui-ci sent, fortement, en la mystérieuse et chaste relation qui la lie passionnément à son beau-frère, Henri Desgrès, ce qui pourrait fonder, au-delà de son désespoir d'avoir jamais Anne, un rapport avec elle éloigné justement de toute possession.
Augustin, prend clairement conscience dans la VIe Partie du livre « Canticum, Canticorum » - la plus longue - que ses émotions les plus belles ont toujours tourné autour des Sablons, le château des deux femmes. Fondant l'intuition du Père Carré qui avait « deviné dès le début que l'échec surviendrait, » Jean Lebrec remarque que Malègue fait dire à Augustin que sans Anne il avait le sentiment que la vie lui serait « mort et tombeau » de sorte que, pense Lebrec, lorsqu'il perd Anne du fait de la maladie qui va l'éloigner d'elle au moins plusieurs années (les soins nécessités par sa tuberculose), il renonce à vivre : « il a bu le philtre dont effectivement il mourra. »
Par une lettre vague d'une grande sécheresse, Augustin laisse entendre à Anne et sa tante qu'il ne peut plus poursuivre les relations qu'il entretenait avec elles. À laquelle la seule Élisabeth répond sur le même ton. Suit alors ce que Malègue appellera plus tard la « simili-résignation » d'Augustin à la suite de ces deux lettres exprimant à mots couverts une rupture.

### Le roman mis en abyme
L'auteur d'Augustin nous donne un des principes de composition du roman via son personnage central. Celui-ci décrit sa destinée quand il se sait condamné. Il la décline en trois « Actes », mise en abyme relevée par Lebrec et Mosseray qui y voit la clé blondélienne de l'œuvre.
L' « Acte I », ce sont les quatre premières parties : impressions d'enfance dans la « petite cité » (Aurillac) ou sur les « hautes terres » (les Monts du Cantal) ; découverte de la sexualité et du désir ; premiers doutes sur la foi (surmontés); l'appel (refusé) à donner tout ; la lecture de Renan ; une nouvelle rencontre avec Élisabeth de Préfailles âgée de 27 ans. Puis la vocation religieuse de la « Marie de chez nous ». Malègue, pense Lebrec, en ces tableaux successifs à la Flaubert recrée à chaque fois une « atmosphère nouvelle. »
L' « Acte II », ce sont « Paradise lost » (perte de la foi), « Canticum Canticorum » (Anne de Préfailles) et « L'Office des morts » (mort de Bébé et de madame Méridier, Augustin qui apprend qu'il a la tuberculose). La perte de la foi précède de peu la mort de monsieur Méridier, ce qui lie les « paradis perdus » de la foi sereine et de l'enfance. La carrière universitaire interrompue par la Grande Guerre. sépare « Paradise lost » de « Canticum Canticorum » (premier chapitre : « Le Retour »).
L' « Acte II » a deux tableaux : a. la perte de la foi due à la critique biblique, b. la remise en cause de cette critique d'un point de vue logique dans l'article d'Harvard « Les Paralogismes de la critique biblique ». L'article « Paralogismes » souligne 1. la contradiction de l'exégèse rationaliste, se voulant sans a priori, qui en nourrit un contre le surnaturel, 2. l'errur de croire que les faits historiques bruts puissent à eux seuls donner le sens profond du christianisme. Il faut voir ici l'influence du Père Lagrange et du Père Pouget. L'amour pour Anne, montée vers les « hauts sommets » du bonheur humain (Lebrec) s'interrompt brutalement avec le « Cri dans la nuit », révélant que l'inquiétude de Christine pour la vie de Bébé est fondée, « L'Office des morts ».
L' « Acte III », commence avec la dernière partie (« Sacrificium vespertinum », le sacrifice du soir). Le destin d'Augustin est près de prendre forme avec sa mort, qu'il élimine par dérison : « apparition de l’Ange » [Anne de Préfailles] qui (ironie) « reconquiert le jeune héros » avec Mgr Hertzog qui bénit son union avec Anne.
Selon G. Mosseray, le deuxième tableau de l' « Acte II », c'est ce que dit Blondel de l'impuissance de la critique historique - à elle seule - de dire qui est le Christ (Augustin pense, lui, à l'« Acte II » - c'en est proche - que cette critique ne peut déterminer ni en faveur, ni en défaveur de la foi. Comprendre le Christ suppose la Tradition - vie, expérience, prière, amour, intelligence de ceux qui ont foi en lui depuis 2 000 ans. Elle est incarnée dans le roman par Christine Méridier, sa mère, Anne ainsi que Largilier qui, Ange non prévu dans la mise en abyme, va la rendre opératoire (retour d'Augustin à la foi), à la fin de l' « Acte III ».

### Échos intérieurs et rapprochements progressifs

#### Échos intérieurs
Ce principe de composition met en jeu, selon Jean Lebrec, par exemple deux séries de personnages, ceux qui font de leur vie la réponse à un appel mystique (Christine, Largilier) ; les esprits positifs fermés au spirituel (le cousin Jules, l'abbé Bourret, son frère, Paul Desgrès des Sablons (mari d'Élisabeth de Préfailles). Le héros se trouve entre les deux genres.
Dans le rêve d'Augustin en son très court sommeil dans la nuit de la perte de la foi, la lune est, comme au soir de la lecture de Musset, « rousse et blonde », les Sablons présents de même qu'Élisabeth et son bras nu sur le palissandre de couleur sombre d'un piano à queue, ou celui de la jeune femme vue auprès d'elle aux Sablons, une parente. Les deux femmes ont été entrevues à nouveau quelques semaines avant dans Paris, alors qu'Augustin est avec Jean-Paul Vaton, un ancien du lycée d'Aurillac.
L'explication du charme de la danse inspirée de Bergson trouve son écho dans une méditation sur la beauté humaine, laquelle fait écho à la celle d'Anne en présence de qui Augustin disserte (écho si évident qu'aussitôt qu'il le provique, Augustin terrifié à l'idée de se trahir, s'en veut beaucoup).
La méditation pascalienne d'Augustin adolescent (Le Mystère de Jésus), et celle d'Augustin mourant. Le récit de la perte de la foi presque sans drame chez l'abbé Bourret et la crise douloureuse qu'a subie Augustin.
La rhapsodie de Liszt entendue aux Sablons en compagnie d'Anne et la même musique entendue par Augustin venant d'une chambre voisine au soir de sa vie.
Les roses qu'il demande à Christine la veille de sa mort et celles reçues peu avant qu'Anne lui fasse savoir qu'elle peut consentir : Christine, qui ignore pourquoi son frère les souhaite, demande à la vendeuse que leur parfum ne soit pas trop fort, car destinées à un malade, en contraste avec celles reçues avant qu'Hertzog lui apprenne qu'Anne pourrait répondre à son amour : dans sa conversation avec Largilier, Augustin fait coïncider ce parfum avec la plus grande joie de sa vie.
Wanda Rupolo parle aussi de Malègue comme se soumettant « à la loi de la dualité » : à l'Angélus de Matines, correspond le glas de « Sacrificium vespertinum »; au « Cri dans la nuit » (premier chapitre de « L'Office des morts »), les cauchemars de Christine avant qu'il ne retentisse dans la réalité.
Moeller souligne que les montagnes sont toujours associées à des expériences religieuses : les « Hautes terres » des vacances au « Grand domaine », le dialogue entre Bourret et Augustin vers Issoire sur les plateaux surplombant les gorges du Cantal dans « L'Office des morts », le Mont blanc, toile de fond au dialogue avec Largilier avec le héros qui réconcilie avec Dieu. Le roman va des « Hautes terres » au point culminant de l'Europe.

#### Rapprochements progressifs
Élisabeth Michaël parle de « blocs de temps, des souvenirs précis et récurrents, se déplaçant ensemble à travers le récit ». Lebrec nomme cela « la technique proustienne des pierres d'attente » qui concernent plusieurs épisodes et plusieurs personnages.

##### Anne de Préfailles et l'abbé Bourret
E. Michaël cite la répartie, en présence d'Augustin, d'Anne de Préfailles encore enfant lorsque sa famille lui annonce un voyage à Rome pour y voir de belles choses, exigeant qu'on lui explique pourquoi elles le sont. Au chapitre III de « Canticum Canticorum », Augustin s'en souvient sans rien dire. Plus loin, il le rappelle à Anne qui s'en étonne, car elle l'a oublié, mais son oncle le lui rappelle. Quelques pages plus loin, elle se le rappelle enfin, demandant si cela a frappé Augustin qui rit « d'une joie surveillée et surabondante, [...] de grand amour. »
Lebrec appelle également cela les « rapprochements progressifs ». La photo de l'abbé Bourret, jeune prêtre nouvellement ordonné, orne le « salon » des cousins chez qui madame Méridier emmène ses enfants en vacances d'été. Dans « Le Grand Domaine », le cousin Jules, paysan rusé, cupide, exclusivement préoccupé de son vaste domaine, évoque ce fils aîné qui est : « quelque chose au séminaire Saint-Sulpice ; sa mère sait la chose juste. » Normalien, Augustin va le trouver précisément à Saint-Sulpice quand il s'interroge sur l'historicité des évangiles. L'abbé conduit Mgr Hertzog jusqu'à l'appartement des Méridier à Aurillac dans « Canticum Canticorum ». Il y prépare ainsi les contacts pris plus tard avec Augustin en vue de se reconvertir dans l'enseignement supérieur après sa rupture avec l'Église. Ce n'est que dans le chapitre de « L'Office des morts » intitulé « Sacerdos in aeternum » (« Prêtre pour l'éternité »), qu'il avoue ce projet en vue duquel il verra encore Augustin avant le départ de celui-ci pour Leysin où l'on apprendra que le médiocre résultat à la défense de sa thèse ne lui permettra pas de briguer un poste d'enseignant universitaire.

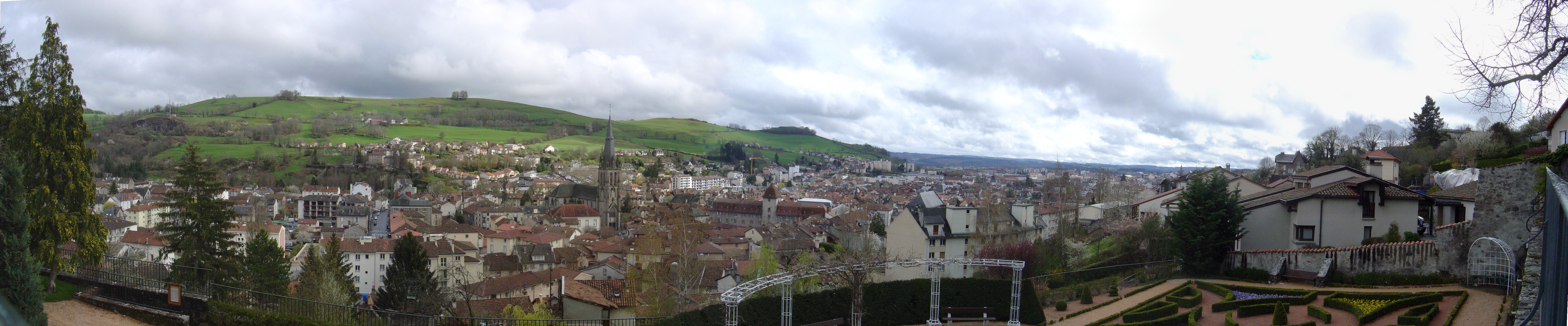
Panorama d'Aurillac Du côté de la préfecture d'Aurillac.

##### Élisabeth de Préfailles et Dieu
Le charme et la beauté d'Élisabeth de Préfailles marquent les « Matines » de son « rire de cristal » et de sa « grâce mordante », de sa main gantée de blanc qui le salue quand Augustin se retourne pour la voir qui s'en va. Ils marquent aussi, indirectement, « Le Temps des rameaux nus » avec le son du cor venu des Sablons après les Nuits de Musset et marquent enfin « L'Arbre de science » directement lors d'une visite avec son père aux Sablons quand il compare leurs deux âges comme s'il imaginait une liaison possible ; Anne de Préfailles petite fille est d'ailleurs présente. Au début de la courte Partie IV « Le Grand Domaine », la veille du départ pour la ferme des cousins, Augustin reçoit une carte de Suisse d'Élisabeth qui le félicite pour ses succès scolaires et d'être « assez heureux pour faire tout ce qu'il veut. » Ils sont là deux fois dans « Paradise lost », fugitivement quand Augustin l'aperçoit dans Paris à bord d'une voiture électrique et plus longuement quand il est reçu dans son hôtel avant d'accompagner son neveu Jacques en Angleterre. Ils chaperonnent constamment Anne dans « Canticum Canticorum». Ils participent au tragique « Office des morts » et même « Sacrificium Vespertinum » : Augustin confie à Largilier le rôle d'initiatrice à l'amour humain qu'Élisabeth a joué dans toute son existence.
Le sentiment de la présence de Dieu chez l'enfant Augustin s'exprime devant la grande forêt surplombant les gorges du Cantal avec les premiers troncs d'arbre qui ont l'air de cligner de l'œil suggérant les enfoncements derrière eux, puis derrière ceux-ci encore autre chose, puis plus loin encore, plus loin, au-delà (les arbres « parlent » avec de nombreux points de suspension) un insondable mystère. Quand Largilier vient de lui donner l'absolution Augustin se sent le grain de sable biblique face au rivage avec au-delà toute la mer, puis au-delà la Planète, au-delà l'énormité démente de l'espace et, dans le suprême au-delà, « le Roi de tous les Absolus. »

### Le temps, la durée proustienne

#### Le temps
Malègue utilise l'écoulement du temps pour éclairer une durée intérieure : il ne force pas l'allure comme dans les deux-cents pages de l' « Acte I ». où Augustin passe de l'enfance à l'âge adulte révélant tous les aspects de sa personnalité. Décrire les transitions au cours de l'enfance et de l'adolescence équivaut, écrit Wanda Rupolo, à vouloir « arrêter la lumière, non pas dans la fixité de midi, mais dans la lente progression de l'aube. » Soit, pense-t-elle, quelque chose d'indicible, entendant par là que Malègue parvient à l'exprimer comme le pense aussi Jacques Madaule. Pour celui-vi, Malègue n'accumule pas des éléments distincts les uns des autres seulement unis parce que liés à la personne du héros. Il introduit au cœur de l'être où ces éléments se fondent. Ce qui lui permet de pénétrer jusqu'à l'intime de la personnalité de son héros qui demeure la même malgré toutes les modifications imposées par les circonstances de la vie et l'écoulement du temps.
Selon Wanda Rupolo, présent et passé se confondent parfois et le temps « paraît se concentrer en un instant pour ne donner lieu qu'au seul miracle d'exister » Le « miracle d'exister » se produit lors du retour d'Augustin auprès de sa mère et sa sœur au début de « Canticum Canticorum  », période au cours de laquelle les heures s'écoulent comme au temps de « Matines » : « Tout n'était que paroles basses, blancheur du linge au creux des paniers, petit bruit que font les aiguilles. Ces heures-là n'auraient pas eu de date, sans le cadran de la pendule. Leur intimité rappelait les journées d'autrefois [...] Elles n'avaient pas de place fixe sur l'échelle du temps. »
En revanche, dans la VIIe partie, « L'Office des morts » (mort de Bébé et de madame Méridier), le rythme du récit change du fait de la concentration du temps autour d'un au-delà de celui-ci « agent de dissolution, d'obsolescence, de mort » selon Wanda Rupolo. Malègue parle du silence et du vide de ces heures, le fait que l'on sente le temps s'y écouler contre quelque chose de plus profond dissimulé derrière la durée et qui balaye tout ce qui est sans rapport avec elle. « Le temps » écrit Wanda Rupolo « est une réalité dont le chronomètre ne peut rendre compte » en écho à la remarque identique d'Augustin sur cet instrument et ajoutant, inspiré par Bergson, que : « Le temps [...] a ses raisons morales de s'étirer et de se contracter. »

#### La durée proustienne

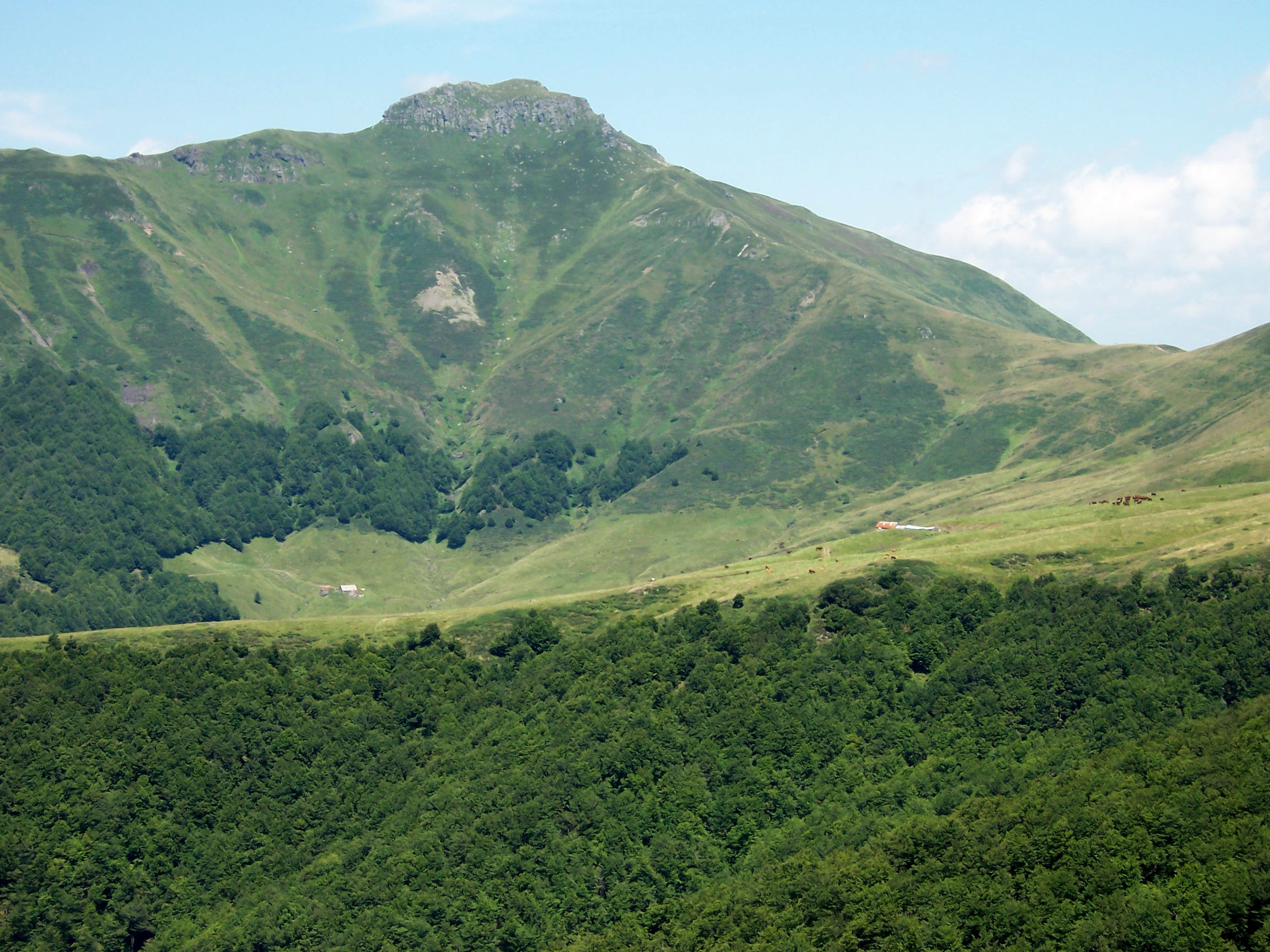
Face Sud du Le Puy de Peyre-Arse (Cantal) Il fut traversé par le souvenir vif et parfumé de coups de vent sur les hautes prairies

Pour Claude Barthe, l'incipit d’Augustin, déploie l'analogie de « du côté de chez Swann » et « du côté de Guermantes », en un « du côté de la préfecture de province » (la ville où enseigne monsieur Méridier) et du « côté des Planèzes » (« Le Grand Domaine »). Francesco Casnati parle aussi d'un nouveau Côté de Guermantes et le transforme en un du côté des Sablons.

##### Vieillissement, temps et éternité
Pour Lebrec, chez Proust, le temps se mesure au vieillissement des êtres, accablés par leur durée. Malègue rapporte que lorsque Augustin retrouve sa mère au chapitre I de « Canticum Canticorum », il scrute son vieux visage devant lequel son cœur se serre : sa mère tente de faire comme si ce temps ne s'était pas écoulé depuis le passé des tout petits et le moment présent, comme si le temps n'était « qu'indifférent bain neutre, qui ne peut changer les êtres chéris. »
Pour Lebrec toujours, suivant ici Jacques Madaule, se révèle dans les dernières lignes de l'œuvre un sens du temps plus pascalien que proustien mué en éternité, en particulier quand Augustin récite un dernier Je vous salue Marie surpris que le « maintenant » et le « et à l'heure de notre mort » puissent se confondre.

##### UneMadeleine dans une tasse de thé, uneSonate à Vinteuil

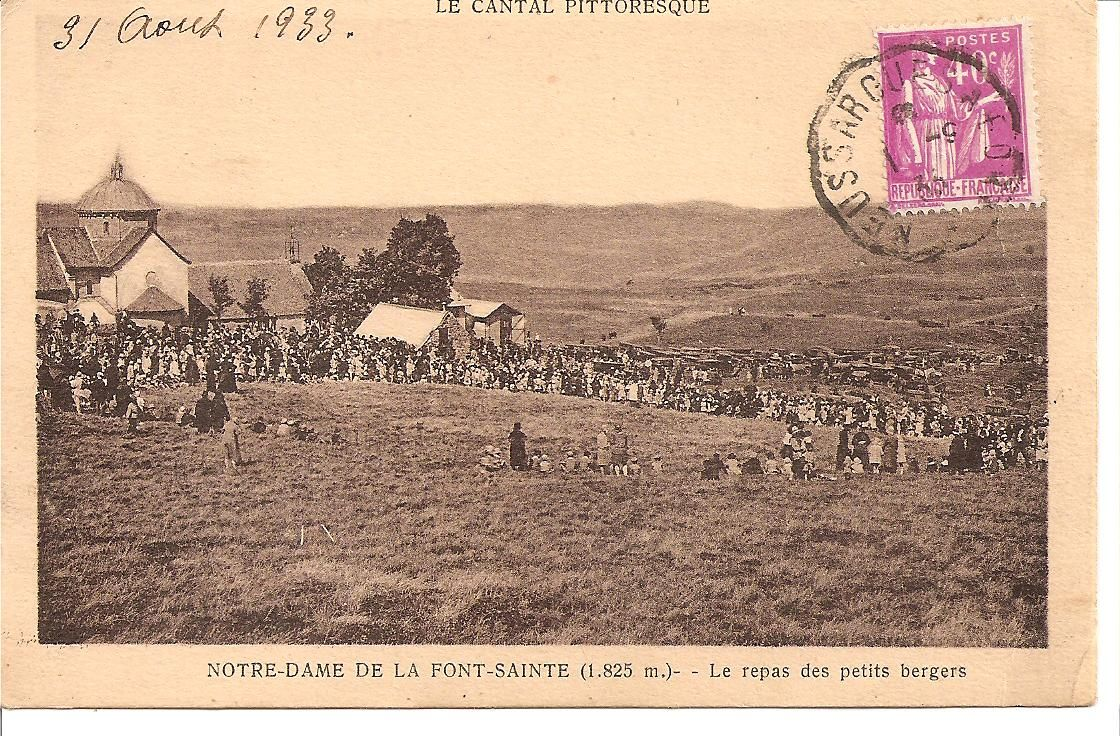
L'année même de la parution dAugustin ce qui se rapproche sans doute le plus du pèlerinage décrit dans le roman à Saint-Hyppolyte

Malègue, à l'égal de Proust selon Varin, possède l'art de plonger dans le passé, d'en ressusciter la mémoire vive dans un objet, une saveur, une odeur, de donner aux souvenirs, comme le dit André Maurois, « le support d'une sensation présente » qui leur fait reprendre vie.
La nuit où Augustin perd la foi, il est soudain à sa grande surprise « traversé par le souvenir vif et parfumé de coups de vent sur les hautes prairies » sentant à ce point l'air pur et le foin coupé que sa turne lui semble irréelle. Cette impression vient d'un thé très fort et refroidi qui, lorsqu'il le boit, dégage une saveur métallique et de foin coupé, et c'est peut-être lui « venu jusqu'à ses narines, déguisé, jouant l'odeur de prairie et les souvenirs de la Font-Sainte, » par lequel s'impose le souvenir de la Partie V du roman, « Le Grand Domaine ». Varin rapproche ceci de la célèbre madeleine dans une tasse de thé de Proust.
Pour l'auteur de La Gloire secrète de Joseph Malègue, Malègue remploie des expériences comme les extases de mémoire ou les rencontres de l'art qui constituent la « matrioce poétique et « proustienne » » du roman. Mais il récuse le cliché, peu fondé selon lui, que Malègue serait un « Proust chrétien ». Il remploie des expériences dont Proust n'est pas le seul à s'être servi en littérature : il « remet sur le métier l'ouvrage d'autrui et le retravaille sans pour cela être un « Proust chrétien ». »
Swann était poursuivi par la Sonate de Vinteuil, emblème musical de son amour défunt. Au sanatorium de Leysin, selon Lebrec, Augustin entendrait à nouveau venant d'un gramophone de la chambre voisine, la ballade de Chopin écoutée avec Anne le soir où elle lui fit savoir son consentement via Mgr Hertzog, ballade comparée à la célèbre Sonate par Lebrec et par Eeckhout. Lebrec et Eeckhout ont bien vu son rôle proustien de rappel d'un amour défunt, mais Lebrec s'est trompé sur le titre exact de la musique qui joue ce rôle à la mort d'Augustin.

##### Les roses, la simili-résignation et le désespoir, l'apaisement
Car en réalité, ce n'est pas la ballade de Chopin mais la rhapsodie hongroise de Franz Liszt (en fait Lebrec, dans son livre, neuf pages après avoir cité Chopin, désigne bien Liszt, contradiction qu'il n'a sans doute constatée qu'après publication), jouée aussi lors de la fameuse soirée, qu'Augustin réentend au sanatorium de Leysin, ravagé d'un désespoir que Christine surprend. Lebrec signale alors, le visage qu'il montre à sœur« ravagé de souffrance et de désespoir, comme aux pires jours du Cantal, au moment des deux lettres avant la simili-résignation. »
Elle ne comprend pas qu'ensuite Augustin réclame des roses, qui comme Liszt sont emblématiques d'Anne. Sur la page de couverture de la traduction italienne, on voit un Augustin stylisé suivi d'une Anne également stylisée porteuse de ces roses.
Augustin lui demande qu'elle invite la chambre voisine à faire réentendre Liszt et Chopin. On lui prête le gramophone. Le frère et la sœur écoutent Liszt. Puis Christine à Augustin : « Veux-tu du Chopin ? » Il y en a, mais pas la musique des Sablons : Augustin fait non de la tête. Christine prend pour caprices de malade toutes ces demandes (Chopin, Liszt, les roses), car il n'en donne pas les raisons. Il les donnera le lendemain lui disant pourquoi Liszt l'a ravagé de désespoir puisque associé à son amour (comme les roses, supports du souvenir ambivalents : ils l'éprouvent mais l'attirent aussi). Il affirme, en ce surlendemain de Noël, supporter le choc subi la veille. De sorte que Lebrec peut penser qu'il y a là une victoire du souvenir sur la souffrance et un retour apaisé à cette dernière soirée passée avec Anne marquée par Liszt et les roses.
Ce jour est aussi celui où « vers six heures du soir » Augustin entre « dans la douce et miséricordieuse mort. »
D'autres rapprochements sont possibles avec Proust, portant en particulier sur des situations de ce type à la fois matériellement et psychologiquement complexes.
Pour José Fontaine et Bernard Forthomme, il arrive aussi que Malègue remploie des expériences popularisées par Proust dans La Recherche, mais avec plus de force encore, conférant ainsi à son œuvre une bien plus grande unité.

## Style
Pour Lebrec, le style de Malègue (un « grand de la littérature » selon Barthe), permet de reconnaître immédiatement une page de cet auteur.

### Manières d'écrire qui ont heurté
Lebrec déplore l'abus des « néologismes », par exemple « allusionnelle bonhomie » ; avec lui, André Bellessort regrette les « abstractions » qui sentent, écrit-il, « la logomachie des cours de philosophie. ». Il admire cependant une fécondité d'images rappelant celles de Bergson. Lebrec regrette des alliances de mots discutables comme « une aisance fébricitante » (qui a de la fièvre), et l'abus de « mots négatifs », adverbes, noms ou adjectifs (insouci, infamiliarité, inintelligiblement, inatteignabilité, inrévélé, inéclairé).
Il se plaint également de l'usage appuyé des « mots rares » (Malègue est souvent cité par le Centre national de ressources textuelles et lexicales) ainsi les « délivres d'une maison en construction » (décombres), les « élations d'une vieille espérance » (orgueil naïf), et de certaines « images […] forcées et fausses. »
Il se réjouit cependant de la « foule d'images heureuses » comme ces villages qui tournent le dos à la route et « dont on ignorait toujours le commencement et la fin. », ou la philosophie comparée à « de hautes landes spéculatives, au modelé changeant suivant les souffles de l'esprit. » Il souligne que le vocabulaire est ferme et dru lorsqu'il s'agit d'exprimer les intensités intérieures mais varié pour décrire au plus juste les idées abstraites, rapporter des anecdotes, rendre des états d'âme, brosser des scènes ou des portraits.
Il ajoute que Malègue sait aussi user de verbes concrets comme lorsque Augustin sent la fatigue « abonder librement » dans les parties de son corps. Des mots sont comme magiquement associés : « le doux loisir, matière première de la vie ».
Les phrases peuvent être courtes ou très longues. Dans ces dernières, relève Lebrec, Malègue a l'art de se rapprocher graduellement du sens profond des êtres et des choses en cheminant vers lui par approximations successives. Même si le travail du style sent l'effort, jugeait dès 1933 André Bellessort, on est sûr, au hasard des pages, d'éprouver le besoin de relire n'importe lequel des passages ainsi mis sous les yeux.

### Réalisme
Germain Varin évoque le don de « faire voir » qui permet à Malègue « d'insuffler une vie authentique à ses narrations, à ses peintures, à ses portraits. » Bien des commentateurs insistent sur le réalisme de son style lorsqu'il procède par accumulation de détails.
Les préparatifs des vacances d'été par madame Méridier durant l'enfance d'Augustin jusque tard dans la nuit en relèvent, de même que le remue-ménage de malles et d'armoires ouvertes jusqu'aux petites heures qui, en s'efforçant d'être silencieux, apparaît encore plus chargé de mystères et de promesses. Augustin est réveillé à des moments qu'il ne situe pas et voit sa jeune maman circulant en pantoufles, masquant la lampe de sa main devant les petits lits et il comprend qu'un grand bonheur est arrivé « riant déjà dans cette couleur de vieille paille, distillée par la lampe à huile. »
L'imagination sans cesse renouvelée, ligne de force du style de Malègue, est une imagination qui, écrit Wanda Rupolo, garde le contact avec la réalité : « Lumières, bruits, parfums contribuent à faire émerger les images avec plus de vigueur. » Et elle se réfère à un autre épisode des vacances d'enfant d'Augustin, quand la diligence mène la famille dans le Cantal entre les villages, le soleil, la verdure, l'odeur des chevaux, leurs crins battant les croupes, l'ombre soudaine à cause d'un petit bois qu'on traverse.
Ou encore lors de l'expédition vers Issoire en compagnie de l'abbé Bourret et de son frère marchand de bestiaux quand retentit une voix de garçonnet à droite de la route, « derrière cette haie de sorbiers et de noisetiers qui ménageait un autre inconnu dans l'inconnu de la nuit. »

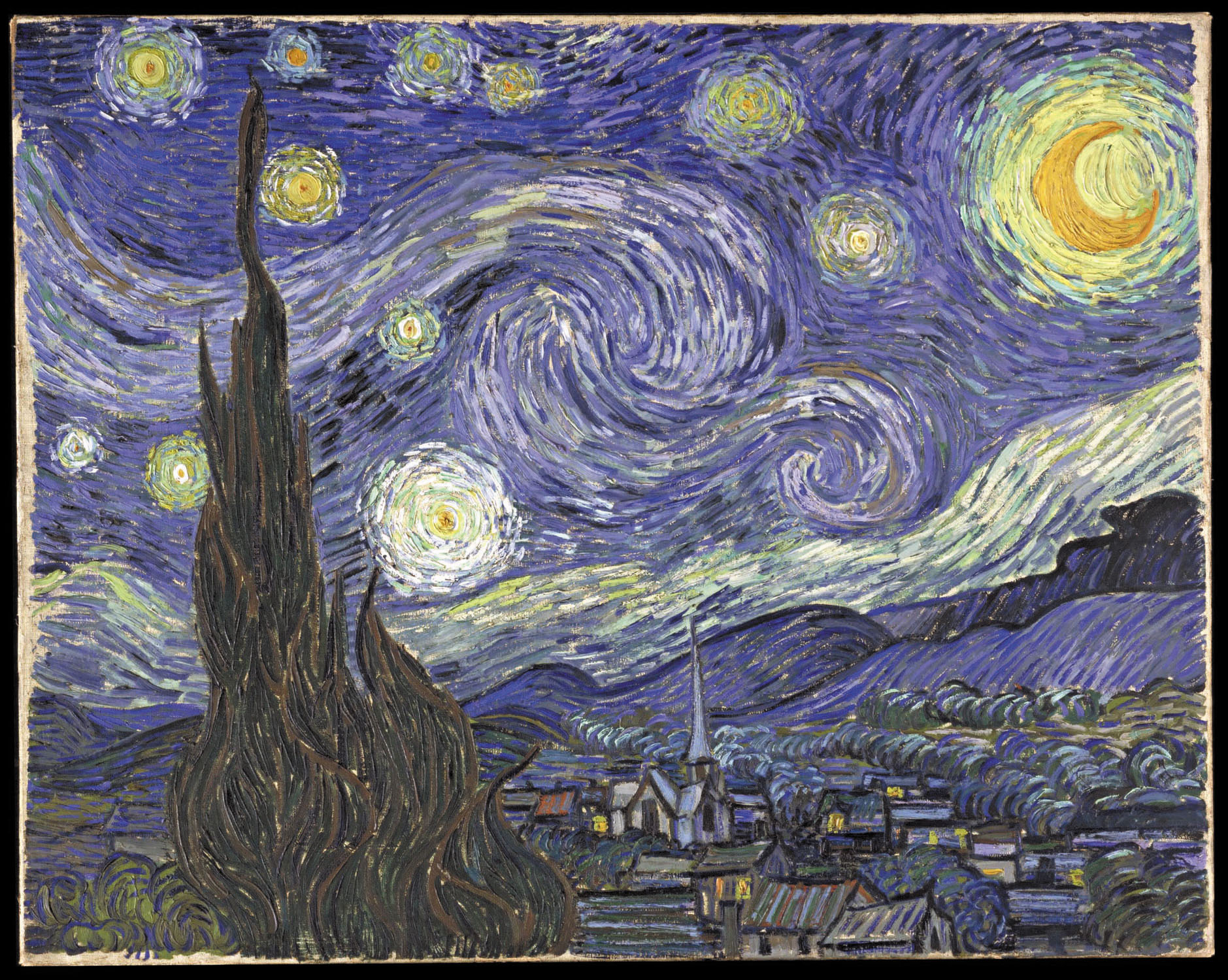
La Nuit étoilée La nuit! la belle nuit! la nuit pleine et immense!

### Lyrisme
Elizabeth Michaël remarque cependant qu'il arrive aussi à Malègue « d'émailler son texte de poussées lyriques. » Notamment quand le père d'Augustin adolescent lui lit, au cours d'une de leurs promenades du dimanche, Nuits et poèmes divers de Musset. Malègue (qui n'a pas oublié son adolescence selon E. Michaël), décrit le petit visage tendu d'Augustin « Cette frénésie d'amour a dû se sentir en passant, tomber en eau profonde », et le soir venu (peut-être à cause de la belle nuit d'été, pense Lebrec), Augustin se met à sa fenêtre. Le soir est interminable (« La nuit! la belle nuit pleine et immense! »). Le ciel garde longtemps sa couleur avant que les étoiles ne brillent. On entend venir des Sablons (où réside Élisabeth de Préfailles) une sonnerie de cor. C'est la pleine lune. Quand elle est encore derrière les maisons, elle laisse sur le sol des taches lumineuses découpées géométriquement en fonction de leurs intervalles. Puis elle finit par luire pleinement comme dans les vers d'Éviradnus. Son vague demi-jour « pénètre jusque dans la chambre, tire la serviette de l'ombre, applique sur le pot à eau convexe des lunules en vernis vif, indique onze heures un quart sur la petite montre d'acier ».

### Humour et ironie
Selon Lebrec, Malègue, non dépourvu d'humour ni d'ironie, les développe dans la vie quotidienne tant que celle-ci ne devient pas dramatique. La scène du cantique à la messe du dimanche fait songer selon lui à la leçon de catéchisme de Madame Bovary. Les enfants lors des fêtes de la Vierge chantent le chant de cette époque où l'on ira voir la Vierge au ciel dans sa « patri-i-e ». Par contraste, d'autres airs éclatent comme le triomphaliste Nous voulons Dieu à l'appel du vicaire qui en donne la référence sur le livre des chants ouvrant ainsi « les vannes d'une cataracte sonore » déferlant dans l'Abbatiale.
En philosophie ―autre passage relevé par Jean Lebrec qui pense que cette caricature, à l'instar d'autres, est « un des charmes de l'œuvre »―, Augustin a comme condisciple un maître d'études. Il est surnommé « Mort-aux-puces » dans les classes qu'il a surveillées, car il est toujours « en train de gratter quelque chose, son jarret, son avant-bras, ou même son aisselle à travers le gilet ouvert ». Pour épater ses condisciples de philo sur les chapitres à venir dans le cours, il les évoque en faisant, sur l'air de quelqu'un dans la confidence, des « clins d'œil précipités », ses deux paupières ayant alors l'air « de se gratter l'une l'autre ».
Malègue brosse certains portraits d'une ironie mordante comme celui de Paul Desgrès des Sablons, mari d'Élisabeth de Préfailles dont Lebrec affirme qu'il se prend pour Jupiter. Il fait étudier par Augustin la chaussette du personnage affalé dans un fauteuil de madame Méridier (il vient recommander sa nièce à Augustin chez qui elle va présenter un examen) : la chaussette enrobe la cheville, la cheville s'enfonce dans un pied qui, du fait de son propriétaire affalé dans le fauteuil au point d'en occuper beaucoup de place en longueur est, vers son hôte, tendue comme une main.

### Les couleurs: du jaune au gris

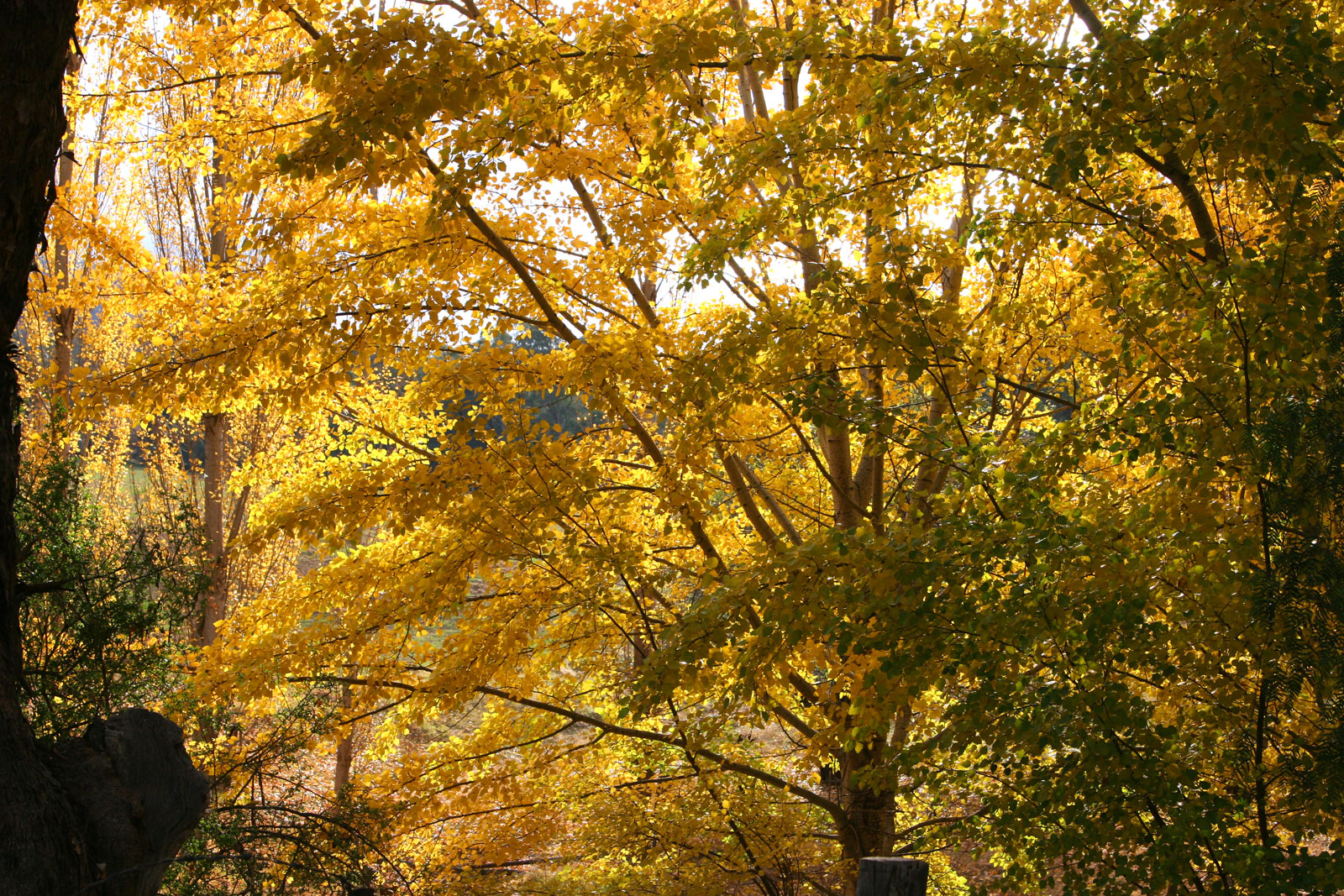
La noblesse pastorale du grand domaine s'adaptait à la lenteur solennelle d'un jour, qui, dans quelques heures, commencerait de jaunir

Les couleurs changent en fonction du récit. W. Rupolo observe la fréquence de la couleur jaune, couleur ambivalente.
Dans la première partie du roman, elle est chaude avec une nuance mystique. En été et automne, elle est signe de vitalité mais aussi annonciatrice de déclin. W. Rupolo la relève dans le tome I de la 5e édition aux pages 68, 158, 164, 171, 201, 257, 261, 272, 289, 297; dans le tome II aux pages 10, 19, 29, 36, 51, 192, 198, 239, 251, 253, 279, 345. Lorsqu'il parle du jaune, « Lo scrittore si serve di varie gradazioni di intensita » : « jaune miel », « jaune brun », « gris jaune », « jaune graisseux », « jaune cru », « jaune café au lait », « blanc jaune », « jaune paille », « jaune très pâle ».
Dans la deuxième partie du roman, on passe à la gamme blanc-gris-noir, observe encore la critique italienne, qui ne sont pas des couleurs et sont inconsciemment destinées à présager un avenir trouble. Si le gris et le noir renvoient à la puissance de l'ombre, les dernières pages insistent sur des tonalités plus claires : « les images de candeur immaculée, qui se présentent à Augustin, hospitalisé au sanatorium de Leysin, renvoient à l'attitude de détachement caractéristique de la dernière période de sa vie ».

### Couleurs et lumières dans des formes fluides
Pour Wanda Rupolo, le monde visuel de Malègue est fait de couleurs et de lumières qui s'intègrent « dans des formes fluides. », voici les exemples qu'elle cite :
- Monsieur Méridier conduit son fils au lycée Henri-IV où lui-même prépara l'École normale. Le père et le fils déambulent dans les environs peu avant de se quitter, mais contrairement à ce à quoi l'on pourrait s'attendre seul le père est désemparé : « Par-dessus le mur, des cimes d'arbres oscillaient dans un ciel jaune où couraient des vapeurs »[A 77].
- Lorsqu'avec l'abbé Bourret et la voiture de son frère marchand de bestiaux, Augustin part à Issoire chercher les résultats de l'analyse médicale de l'enfant de Christine, le véhicule parcourt d'abord l'Auvergne entre chien et loup « Aux deux côtés de la voiture filaient des apparences sans matières : troncs d'arbres, remontées de prairies, maisons pleines de soir, plantées au bord des routes : une rapide fuite sans secousse leur enlevait toute masse avec le temps de la sentir[A 78]. »
- Plus tard il atteint le fond des gorges, une prairie plate apparaît, s'étale, se laisse deviner « grasse et molle, bordée de peupliers, pleine des douces flûtes tristes de la nuit[A 79]. »
- Durant les quinze jours de la froide automne où madame Méridier et l'enfant de Christine vont mourir, Augustin observe de sa chambre le paysage qu'il aime tant, couvert des premières neiges : « Les grandes buées traînantes à la fois nacrées, mauves et roses, gonflaient et moutonnaient à la surface fumante de la neige, sous un ciel bas d'un gris éblouissant[A 80]. »

Cependant, écrit Wanda Rupolo, « La magie de la blancheur hivernale se traduit encore ailleurs à travers des impressions vibratiles » :
- Cette fois on est à Leysin (face au mont Blanc) où Augustin va mourir : « Cette hivernale splendeur d'or blanc n'était pas fixe et immobile. Elle tremblait de vibrations transparentes et se recréait à tout instant[A 81] »

Enfin, lorsqu'Augustin prend congé de l'abbé Bourret après leur première rencontre tandis que le soir est tombé, il se retrouve dans les rues de Paris devant « une noire humidité luisante. » que Wanda Rupolo oppose à un autre passage, pendant le séjour à la campagne dans « Le Grand Domaine » lors du pèlerinage à la Font-Sainte, avec la montée vers la chapelle aux premières heures dans « la splendeur déserte du matin »

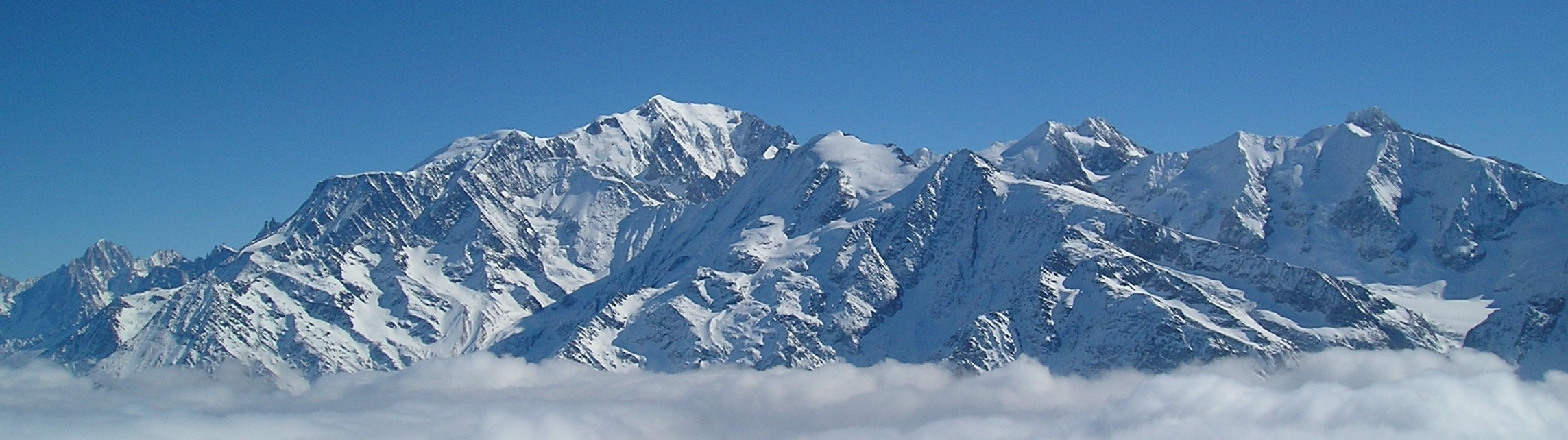
Massif du mont Blanc : Cette hivernale splendeur d'or blanc n'était pas fixe et immobile.

## Thèmes développés dans l'œuvre

### Enfance et adolescence mystiques

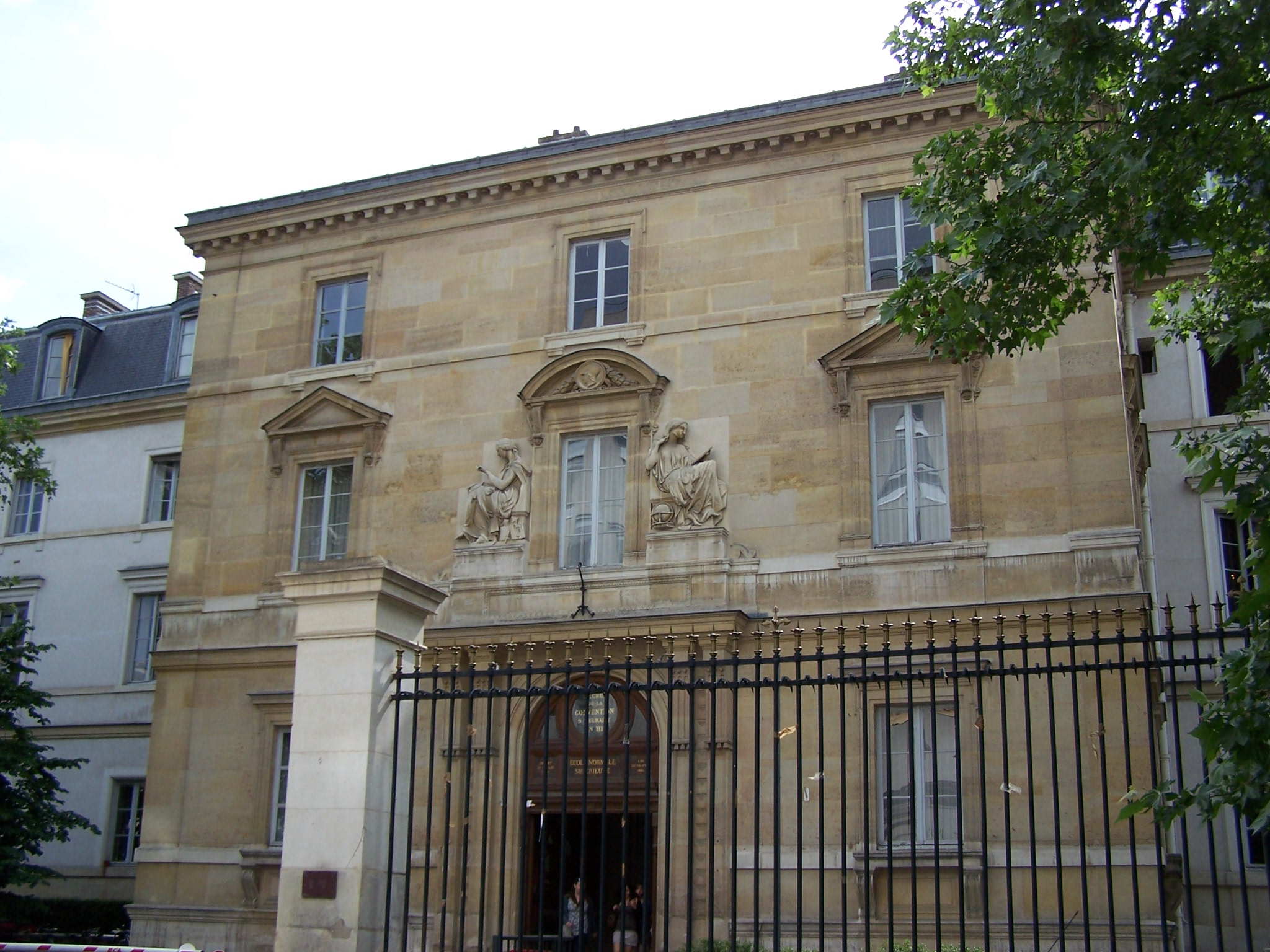
École normale supérieure rue d'Ulm à Paris

Augustin commence avec des mots qu'avec Lebrec nombre de critiques se sentent obligés de citer : « Lorsque Augustin Méridier cherchait à démêler ses plus lointaines impressions religieuses, il les trouvait, très au frais, mélangées à ses premiers souvenirs, et soigneusement classées dans deux compartiments de sa mémoire. »
Aurillac en est le premier : paix spéciale des dimanches matin liée au son des cloches, ciel bleu d'où coule un bonheur singulier, une « oisiveté heureuse ». Moeller y voit une version chrétienne des premières pages deÀ la recherche du temps perdu.
Le second c'est le Grand Domaine (des cousins de madame Méridier) et ce que ressent le petit garçon en chemin vers lui, apercevant « diffus et en suspens dans la campagne un mélange de bonheur et de bonté qui n'a besoin pour se poser d'aucun visage d'homme. », l'impression, face à la grande forêt, que les premiers troncs d'arbre lui disent qu'il existe autre chose derrière eux, « le secret de la grande forêt ». Moeller rapproche ceci du passage de Du côté de chez Swann où le narrateur, enfant, a également l'impression que les arbres veulent lui parler, révéler leur secret. D'une grande profondeur artistique chez Proust, ce secret est d'une grande profondeur religieuse chez Malègue, pense Moeller : l'amplitude silencieuse des bois va chercher en vous « quelque chose qui était peut-être bien votre âme, tant c'était profond. »
M. Méridier lit Musset dont la frénésie d'amour tombe en eau si profonde que le soir, face à la belle nuit d'été, l'adolescent ne peut s'endormir en proie aux sensations vagues et troubles qui sont celles de son âge pense E. Michaël, inexplicables, car ce sont de sourds désirs qui marquent la fin de l'enfance poursuit-elle et de citer ce passage de Malègue : « De cette langueur aveugle, de ce désir aux yeux crevés, Augustin ne peut même pas dire s'ils sont joie ou souffrance, ou les deux à la fois. » Deux ans plus tard, en lisant le Mystère de Jésus de Blaise Pascal, Augustin subit en eau plus profonde, du fait, pense Lebrec, de la pente mystique de son esprit et d'expériences religieuses entre 13 et 16 ans, une onde de choc qu'accentuent les tutoiements que Pascal met dans la bouche du Christ, notamment le « Je pensais à toi dans mon agonie ».
Il n'existe plus de différence entre l'âme d'Augustin et celle de Pascal entendant cette parole, écrit Malègue. Du fait qu'il se sent aimé personnellement, à ne pas s'y méprendre, par Dieu lui-même, Augustin éprouve « une confusion à s'évanouir ». Lorsqu'il tombe sur « Seigneur, je vous donne tout. » de Pascal, il desserre l'humble étreinte de l'Appel qu'il esquive mais qui, sous le nom d' « expérience religieuse », ne cessera de le hanter. Cet appel le poursuivra. Germain Varin estime que ce refus est à l'origine de la perte de la foi chez Augustin. Pauline Bruley voit se mettre en place une mise en scène de l'appel chez Malègue, qui reproduit la « scène intériorisée » que Pascal propose dans le Mystère de Jésus. Pour elle, la façon dont Malègue énonce les choses, mêlant voix du Christ, voix de Pascal, la sienne, celle d'Augustin, est un « brouillage de voix »manière de faire parler Dieu comme Bernanos dans La Joie.

### La perte de la foi du fait de la crise moderniste
Augustin obtient en fin de bac le premier prix de philosophie des nouveaux au concours général.

#### Les deux dimensions de la crise chez Augustin
Augustin va vivre la crise moderniste, selon un de ses spécialistes Pierre Colin, de façon comparable à Prosper Alfaric, prêtre brillant qui quittera l'Église et présidera l'Union rationaliste. Les troubles nés des mises en cause de la métaphysique (appui classique de la philosophie chrétienne) et ceux nés des mises en cause de la valeur historique des évangiles s'additionnent et se renforcent mutuellement.

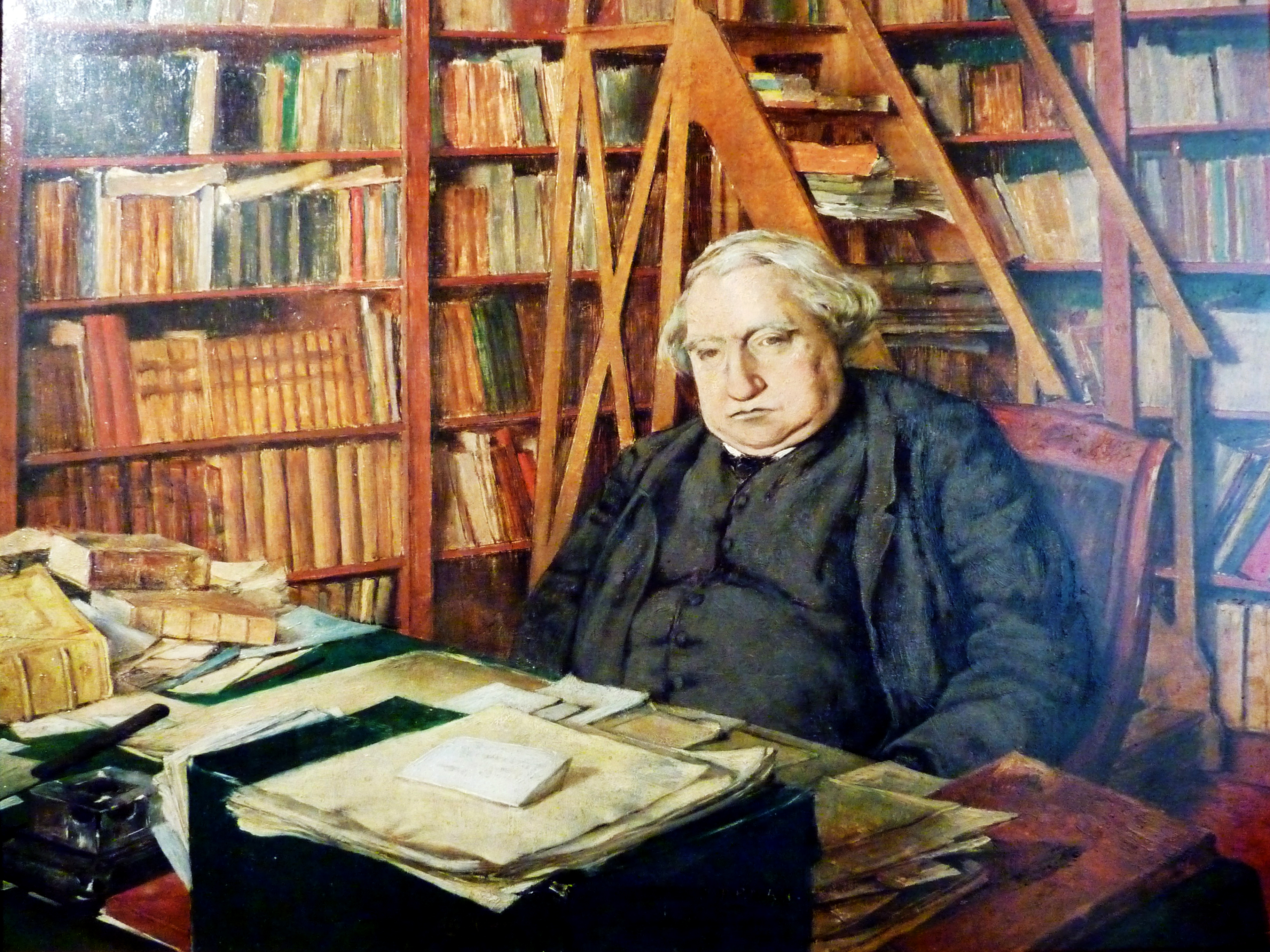
Ernest Renan, habillé de noir, vieilli, ayant pris de l'embonpoint, est assis devant son bureau le corps légèrement déporté vers la droite. Sur ce bureau, à droite et à gauche des livres en désordre, quelques feuillets devant lui et sur une grande boite noire à l'extrémité gauche. Sur sa droite et derrière lui, les hauts et vastes rayonnages d'une bibliothèque fournie dont on devine qu'ils se prolongent au-delà du tableau. Une sorte d'escalier, derrière, permet d'accéder aux volumes placés haut. (Portrait d'Ernest Renan dans son bureau, musée Ernest-Renan de Tréguier)

Ainsi, en terminale dans son lycée, Augustin a comme professeur un premier à l'agrégation, M. Rubensohn qui estime que les sciences positives « rongent » peu à peu les vieilles métaphysiques sur lesquelles beaucoup de croyants se sont appuyés et que « tout ce qui leur échappera définitivement, si ce mot a un sens, sera d'une inaccessibilité telle qu'elle ne nous intéressera plus. » Augustin dit que Dieu n'en sera que plus grand, ce à quoi acquiesce son professeur: Dieu sera moins que jamais la Vénus des carrefours.
À la lecture passionnée (au point de rater un cours) d'Ernest Renan, Augustin perçoit que les vérités religieuses sont aussi « rongées » par la remise en cause exégétique et historique des Évangiles et pour lui, comme chez Alfaric, les deux sont liés. Il envisage que Dieu puisse ne plus l'intéresser[source insuffisante]. Au soir de sa lecture de Renan il subit sa première crise de la Foi. Au matin, l'angoisse le saisit. Il ne peut plus prononcer le Symbole des apôtres. À voix basse, il hurle : « Je pourrais aussi bien dire : Notre-Seigneur qui descendez tous les jours, par la cheminée, la nuit de Noël. » Sa foi sort cependant intacte de cette première crise.
Il entre en classe préparatoire à l'École normale supérieure. Le nom des grands exégètes de l'époque apparaissent dans le récit : Pierre Batiffol, Harnack, Strauss, Lagrange. Le groupe des talas en discutent, comme du socialisme fabien, de l'évangélisme tolstoïen, de Henri Poincaré, de Tarde, du « modernisme » (au sens de crise moderniste : seule apparition du mot dans le roman (dans ce sens), qui, selon Goichot en a le mieux saisi les enjeux.

#### Rôles décisifs de Loisy et Blondel
Les critiques modernistes de l'exégèse catholique orthodoxe auront raison de la foi d'Augustin. Même si la crise de la foi chez le héros de Malègue s'enracine dans le modernisme, elle ne s'y limite pas selon G.Mosseray. Comme beaucoup d'intellectuels chrétiens il est troublé par le livre de Loisy L'Évangile et l'Église de 1902 : évangiles ne s'accordant pas sur la résurrection ; récits de l'enfance du Christ qui sont de « pieux romans » ; Jésus avant tout prophète annonçant la venue imminente du Royaume de Dieu et dont la prédication est interrompue par la croix ; Christ qui n'a peut-être pas fondé le christianisme, le développement de l'Église se faisant peut-être au hasard ; fils de Dieu qui n'est peut-être pas Dieu. Dans l'« appendice posthume » des rééditions d’Augustin après 1944, Malègue explique que l'intelligence contemporaine tend à déserter « la métaphysique pour l'expérimental ». l ne condamne pas nécessairement cette tendance puisqu'il estime que l'absolu peut être perçu dans l'expérimental par une voie qui n'est pas celle de la métaphysique procédant par raisonnement mais d'une métaphysique positive dont Bergson a été le plus éminent penseur. Ceci s'applique à un Augustin ébranlé par la différence entre dogme et histoire lorsqu'il veut fonder sa foi sur des données en quelque sorte scientifiques (le dogme de la divinité du Christ par exemple ne découle pas directement de l'histoire).
Selon G.Mosseray, Augustin perd la foi parce qu'il ne trouve pas ces données et pose mal la question. Il veut en effet faire reposer le dogme (ou mieux : la foi) sur les seules données historiques, l'erreur même dénoncée par Blondel. Assez vite, Augustin mettra d'ailleurs en cause cette tendance dans un article publié à Harvard « Les Paralogismes de la critique biblique ». La critique commet la faute, alors qu'elle se veut sans a priori, d'en avoir un contre le surnaturel et de croire pouvoir juger par ses seules forces du fond de la réalité de la foi, de l'essentiel de celle-ci, donc de la personnalité réelle du Christ.

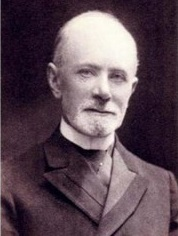
Alfred Loisy (1857-1940)

G. Mosseray précise dans un nouvel article paru en 2015 qu'Augustin reprend l'idée de Blondel selon laquelle les faits observables ne s’organisent pas sans une idée qui leur donne un ordre sensé. Les différentes étapes du christianisme reconstituées par l’historien ne s’enchaînent pas de manière déterministe. À chacune de ces étapes on peut faire des choix. À la mort du Christ, la résurrection permet de surmonter la déception subie. Puis, ensuite, autre déception, le Christ ne revient pas comme les disciples l’attendaient et organisent l'Église. Mais est-ce dû seulement à leur enthousiasme? Ou (comme l'écrit Geneviève Mosseray commentant Blondel), « à la volonté de Jésus » ? Elle poursuit en soulignant, dans son article de 2015 : « L’historien est tenté de répondre que, n’ayant pas accès à la conscience de Jésus, il est en quelque sorte forcé de chercher une explication naturelle. Mais n’est-ce pas avouer un préjugé injustifié, à savoir que seule l’explication déterministe est intelligible ? »
La critique de la critique de ce qui lui a fait perdre la foi ne la lui rend pas et il ne la retrouvera, selon Geneviève Mosseray, qu'à travers ce que Blondel appelle la tradition, construite et vivifiée principalement par la vie spirituelle de tous ceux qui croient dans le Christ, les saints, qui se lient à lui à travers cette « expérience religieuse » (ou mystique) qui est au centre du roman, qui ne cessera de fasciner Augustin sur le plan intellectuel comme Bergson. Dans le roman, Largilier incarne le plus fortement cette « donnée » (Dieu perceptible dans l'âme des saints). Augustin en demeure l'ami proche, même s'il s'en éloigne un certain temps après la perte de la foi et du fait des circonstances. Malgré cela, leur amitié demeure intacte, on le voit quand Largilier vient le voir dans sa chambre de malade à Leysin.

#### Augustin devient agnostique
En première année de Normale, n'ayant qu'une licence ès lettres à passer, Augustin pense avoir le temps de régler la question de l'historicité des Évangiles. Il va lire Les évangiles synoptiques d'Alfred Loisy à la Bibliothèque nationale. Il en sort un jour traînant son désespoir le long de la Seine. Commence alors une « agonie », écrit E.Michaël. Malègue la décrit dans les détails. La nuit, la douleur morale ravage tout. Le lit lui fait mal. L'agacement, l'insomnie et le sentiment de solitude dans la lumière de feu follet à l'autre bout du dortoir le torturent au point qu'il demande à Jésus de le consoler de la douleur de ne plus croire à l'historicité de ses souffrances.
En seconde, autre insomnie. Il gagne sa turne, y relit des notes prises depuis des mois, d'exégètes, de conversations avec Largilier jugé parfois peu rationnel, plus convaincant quand il lui dit que Dieu est une donnée comme celles au départ de toute expérience et qu'Augustin ne regarde pas là où elle s'impose : « dans l'âme des Saints. ». La nuit n'en finit pas. Augustin hésite. L'idée de Largilier sur la psychologie des saints est également la sienne et le poursuivra durant tout le roman. Mais il ne peut sortir de son incertitude, ce qu'il redira à la fin de sa vie à Largilier : « J'ai l'incertitude de mon incertitude. » Mots que souligne Moeller.
Il rompt cependant avec la foi sachant la peine qu'il va provoquer chez les siens. Faire semblant ne pourra les duper. Il éprouve un sentiment d'à quoi bon face à une décision indifférente au déterminisme universel et s'effondre en pleurant longuement la tête sur le bras reposant sur les livres étalés. Le mot de Romain Rolland, « la vie dépasse Dieu », lui convient désormais. Sous le mot « Dieu », rien que des pacotilles : les vérités morales, du mysticisme de couvent, « rien de l'immensité des choses ». La fameuse Cause première est chassée de la complexité des sciences, des richesses de l'action. Augustin se sent avancer « sur le chemin de l’agnosticisme. »

### Le trou noir de la foi

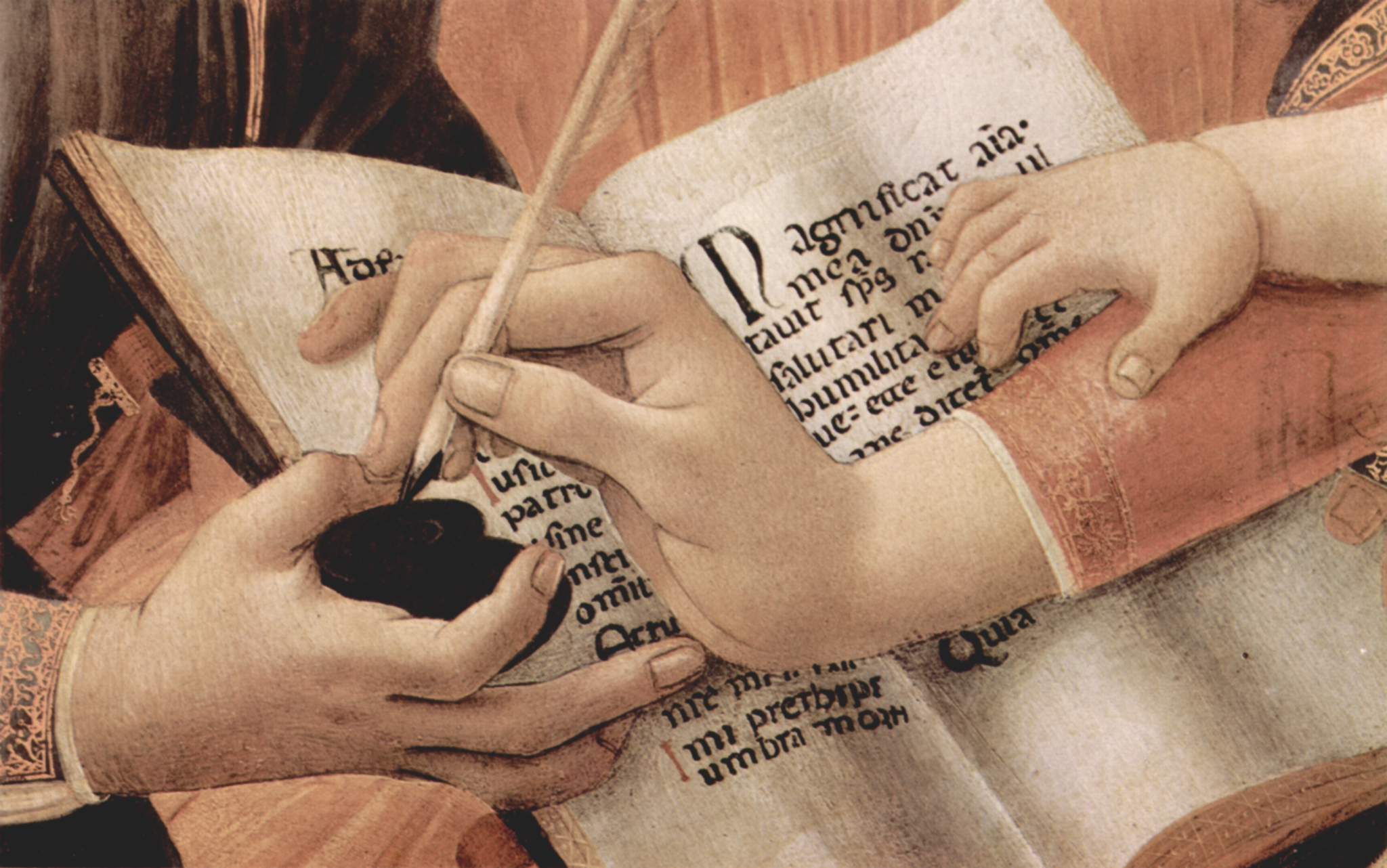
Sandro Botticelli Madona del Magnificat (détail) La Vierge y écrit le Chant de sa main

Poulat signale la préface de Mauriac à sa Vie de Jésus où Loisy est attaqué avec violence. Celle-ci est révélatrice d'une grande douleur, typique de ceux qui ont souffert de cette crise : « Si jamais vous traitez de la crise moderniste, n'oubliez pas de dire combien nous avons souffert », confiait Mgr Jean Calvet (1874-1965).
La forte admiration pour la pensée qui s'exprime dans Augustin, même du lecteur n'ayant que des notions de base en philosophie et théologie comme Joris Eeckhout tient à le préciser, ne doit pas, selon lui, diminuer en ce qui concerne « la maîtrise avec laquelle est psychologiquement disséqué l'un des plus pénibles conflits intérieurs dans lequel puisse être impliqué un être humain ».
Indifférent au christianisme selon lui-même, Roger Martin du Gard parle de la crise moderniste comme d'un « drame » : à travers l'abbé Marcel Hébert qu'il a aimé profondément, il a ressenti la grande souffrance de beaucoup de chrétiens, prêtres et laïcs.
Malègue met en scène, revenant d'une conférence à l'École pratique des hautes études (peut-être de Loisy), l'abbé Bourret et un confrère regagnant Saint-Sulpice, discutant et doutant de l'historicité du Magnificat et du fait que la Vierge en soit son auteure directe, comme le texte de Luc le laisse entendre (dernier point contesté par les exégètes de toutes opinions et confessions).
Il pleut, les deux hommes passent dans des rues d’hôtels borgnes. Se souvenant de cette atmosphère glauque qu'il raconte à Augustin dans « Sacerdos in aeternum », Bourret lui avoue avoir vécu le « trou noir » de sa foi.
Son compagnon récite, désespéré, en le modifiant, le chant de Marie : « Alors ton âme ne magnifiera plus le Seigneur, ô Vierge sainte et douce », pour finir par conclure à propos du verset « Désormais toutes les générations me diront bienheureuses » que : « oui, toutes les générations, ô Vierge, jusqu’à la nôtre qui l’aura dit la dernière, et maintenant voici que c’est fini ! » Puis, en pleine rue, il pleure « brutalement. » Barthe cite ce passage de Malègue voyant chez lui, comme chez Bernanos, l'angoisse d'une religion désarmée où le Christ semble avoir déserté le monde.

### Foi et intelligence
L'importance que donne Malègue à l'intelligence dans la démarche de foi est inhabituelle dans le roman catholique. Brombert cite à l'appui de ce constat L'Imposture de Bernanos : « Oui, l'intelligence peut tout traverser, ainsi que la lumière l'épaisseur du cristal, mais elle est incapable de toucher, ni d'étreindre. Elle est une contemplation stérile. » Un critique allemand estime aussi que chez l'auteur d'Augustin, ces traits essentiels de l'esprit français comme la pensée cartésienne et l'élan vital, le sensualisme les unissant, se transcendent un peu comme chez Novalis sous la visible influence notamment de Goethe et de l'idéalisme allemand, mais « sans sacrificium intellectus [sacrifice de l'intelligence] ni étouffement des sens. Voilà, dans la littérature française contemporaine, une rare exception »
Dans le roman de Malègue, l'une des clés de l'intrigue ce sont les discussions entre Largilier et Augustin. Elles nourrissent leur amitié, s'approfondissent à cause de la liberté avec laquelle ils mettent leur âme à nu (« Devant toi, mon vieux, ça m'est égal »). À travers ce couple d'amis d'abord, mais aussi entre Augustin et son père, ou Bruhl, ou Anne, ou même Bourret, vie, passion, intelligence et foi, justement, se touchent et s'étreignent.
Scientifique, Largilier qui poursuit des études de physique, refuse qu'on tire prétexte de la « relativité des connaissances scientifiques positives » pour tirer des conclusions en faveur de la foi. Mais regrette que les recherches historiques positives écartent les textes qui les « gênent ». Il a deux grandes idées : l'exégèse orthodoxe ne s'est jamais heurtée à des évidences historiques; Dieu se laisse deviner dans l'âme des saints.
Les exégèses orthodoxes ne se sont jamais heurtées, à des évidences comme l'assassinat de César aux ides de mars ou la victoire d'Auguste à Actium. Augustin en convient. Malègue le réexprime dans un essai théologique : le lien entre les dogmes et l'histoire ne rencontre que des obscurités qui ne feraient pas tant de difficultés dans un chapitre d'histoire ordinaire. Professeur invité aux États-Unis, Augustin publie d'ailleurs « Les Paralogismes de la critique biblique », article qui met en cause ces critiques se voulant sans a priori, mais qui se contredisent en ayant cet a priori de suspecter tout récit impliquant le surnaturel (comme les récits de la résurrection), de telle façon qu'elles décident alors - indument selon G.Mosseray - de ce qu'elle appelle le « fond de la réalité ». Elles décident, entre autres, de mettre en cause les dogmes centraux de la foi chrétienne. Sans revenir à la foi, le héros de Malègue rejette cette façon de raisonner qui l'en a éloigné.
Largilier défend aussi une autre idée dont Augustin se sent proche à savoir que la sainteté est une réussite du même type - du point de vue de la rareté - que celles qui émergent de la prodigalité de la nature. Et Dieu demeure caché derrière tous les déterminismes si on ne le regarde pas là, dans l'âme du saint, où il s'offre à ce que nous pouvons appréhender de lui.
Cette manière de penser a quelque chose de bergsonien, le Bergson de L'Évolution créatrice et de Les Deux Sources de la morale et de la religion. « Bergson identifie religion dynamique et mysticisme » pense William Marceau, religion dynamique et mysticisme étant l'équivalent de la « sainteté » chez Malègue. Chez Bergson, par l'étude de la mystique, « il est possible à la philosophie d'approcher la nature de Dieu ». William Marceau montre la convergence de pensée entre Malègue et Bergson chez qui l'accord profond entre les mystiques chrétiens est signe d'une identité d'intuition qui s'expliquerait le plus simplement « par l'existence réelle de l'Être avec lequel ils se croient en communication. » Malègue, sur des voies parallèles à celles de Bergson, comme Largilier ou Augustin, a cherché aussi l'Absolu dans l'expérimental.

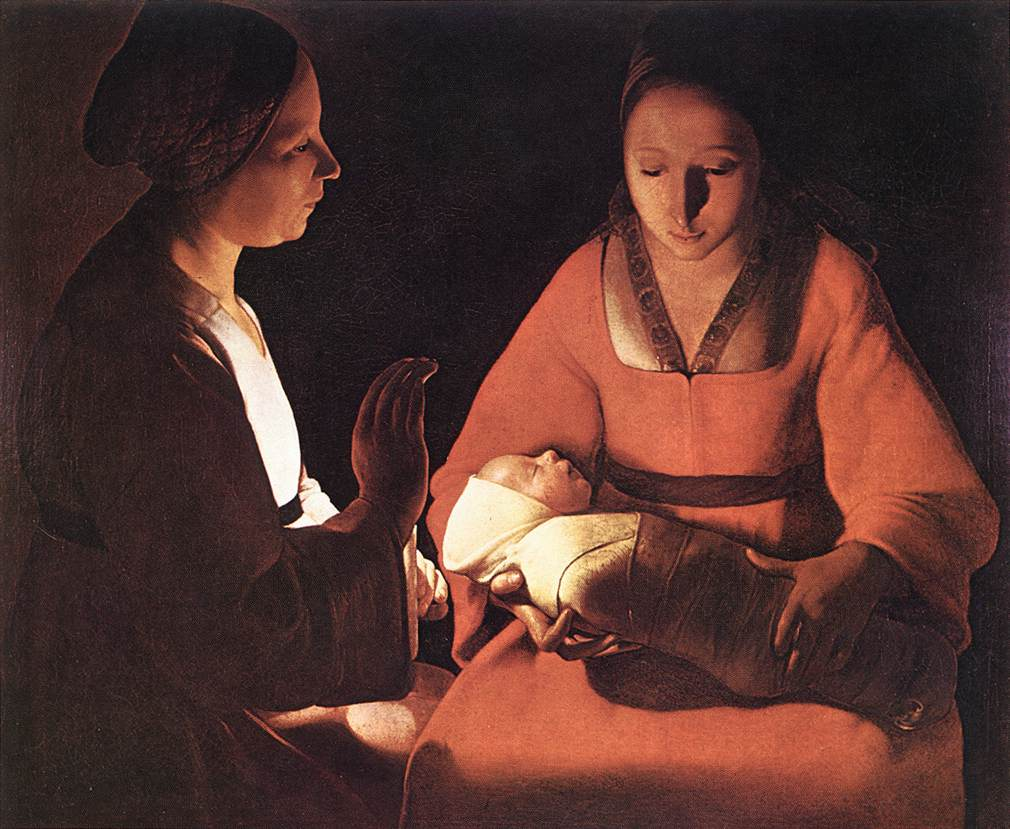
Loin que le Christ me soit inintelligible s'il est Dieu, c'est Dieu qui m'est étrange s'il n'est le Christ. Georges de la Tour.

Largilier (devenu prêtre), rend visite à Augustin, à l'appel de Christine. Celui-ci, qui est en fin de vie, refuse qu'on joue avec lui « avec les cartes truquées de la mort ». M.Tochon estime que Malègue ne voulait pas que la conversion d'Augustin se « liquide » en quelques formules « pseudo-philosophiques et pseudo-religieuses. » Dans cette lutte de Jacob et l'Ange (Le titre de l'avant-dernier chapitre de la dernière partie Augustin « Sacrificium vespertinum »), Augustin se mesure avec un être d'exception. Pour Malègue, en effet, si la foi dépasse l'intelligence, ces dépassements doivent être « pesés, critiqués, repensés, acceptés par l'intelligence. » Quand Largilier met en avant la formule « Loin que le Christ me soit inintelligible, s'Il est Dieu, c'est Dieu qui m'est étrange s'Il n'est le Christ », il produit chez Augustin une réflexion que Moeller juge décisive. Augustin, intellectuel à « l'âme moderne », ce qui signifie selon Malègue « scientifique et mystique ensemble » ne peut qu'être frappé par cette manière de voir Dieu.
Le retour à la foi d'Augustin s'interprète de diverses manières. Malègue s'explique sur cette préoccupation de l'expérimental liée au dogme de l'incarnation dans Pénombres. Il y écrit, précisément, que l'Incarnation satisfait aux requêtes de l'esprit moderne, à la fois scientifique et mystique. Il avait déjà écrit en juillet 1933 à un lecteur protestant d'Augustin, Charly Clerc, professeur de littérature française à Zurich que l'on peut trouver chez des gens comme Octave Hamelin, William James, ou dans Les Deux sources de Bergson, ce qui peut satisfaire l'exigence intellectuelle contemporaine en matière d'existence de Dieu, à savoir sa découverte dans l'expérimental et que, d'après lui, Augustin est revenu à la foi encadré par les saints ordinaires qui ont peuplé sa vie. Soit ces êtres qui, justement, font de Dieu une donnée de l'expérience. Léon Émery y voit une « stylisation de l'essentiel » dont les tableaux de Georges de La Tour pourraient fournir « l'illustration adéquate. » Paulette Choné évoque d'ailleurs l'hypothèse que la Nativité de Rennes reproduite ci-contre aurait pu représenter une maternité ordinaire, certes pour la rejeter en raison d'éléments moins lourdement codés qu'en d'autres peintures à motif religieux.

#### Les rapports foi / raison chez Geneviève Mosseray
Ces êtres qui font de Dieu une donnée de l'expérience rappellent l'influence de Blondel et de sa notion de tradition sur Malègue, selon Geneviève Mosseray : dans le paragraphe Le roman mis en abyme, il est rappelé qu'elle souligne qu'Augustin a résumé son destin de croyant dans le roman en le divisant en trois actes ironiquement et amèrement, quand il se sait condamné par la tuberculose. L'« Acte II », la perte de la foi, a deux tableaux : (1) la critique fait perdre la foi au héros, (2) le héros critique cette critique (ce sont Les Paralogismes de la critique biblique dont la conclusion est proche de la pensée de Blondel pour qui la critique par elle-même est insuffisante à faire connaître le Christ). L'« Acte III » serait celui où « l'Ange » reconquiert le jeune héros. Il n'aurait pas été tout à fait impossible que cela soit Anne « pleine de Dieu ».
Mais le dernier maillon ce sera Largilier, pense G. Mosseray. Le dernier maillon d'une longue chaîne comprenant par exemple la mère et la sœur d'Augustin, le « représentant » de la « tradition » de Blondel. Soit la vie – expérience, recherche intellectuelle, piété, amour, etc. - d’êtres qui n’ont cessé d’étonner Augustin. Il estime d’un bout à l’autre de ce long roman qu'en eux se trouve (ou se « trouverait » quand il doute), la possible « preuve expérimentale » de Dieu, la « preuve » par la mystique (anticipation des Deux Sources de Bergson selon Marceau, Yvonne Malègue, Lebrec). À travers Largilier, Augustin vérifie sa vieille hypothèse que le seul lieu où l'on puisse explorer le phénomène religieux est l'âme des saints, pas seulement les saints élevés sur les autels, mais aussi les saints qui ne le sont pas, que l'on rencontre dans la vie quotidienne, « les classes moyennes de la sainteté. » Largilier est par lui-même, en tant que saint, une donnée qui amène à rencontrer Dieu. Celle même qui manquait à Augustin après avoir rejeté l'insuffisance de la critique à nous révéler le « fond de la réalité », à savoir l'absolu dans l'expérimental qu'est l'incarnation. Largilier va d'ailleurs lui en parler longuement. En s'exprimant comme il le fait, l'ami de toujours témoigne aussi de lui-même et de tous les êtres reliés au Christ qui ont peuplé la vie d'Augustin depuis « La petite cité » et les « Hautes terres » (les deux chapitres de « Matines »).

#### Les rapports foi / raison chez Moeller
Pour Moeller, Augustin ressent dans l'Incarnation la correspondance entre l'acceptation par le Christ du déterminisme des lois du monde qui le condamnent à la mort sur la croix et cette autre condamnation à mort, par analogie, qui le contraint à ce que sa parole se transmette à travers les modes de penser de son temps, devenus fragiles au regard de la critique historique pointue. Une troisième correspondance à l'acceptation par le Christ des lois du monde se révèle cette fois dans la destinée d'Augustin lui-même : il est promis à une brillante carrière, il est sur le point de vivre un grand amour partagé et, tout cela, la maladie va l'« immoler », à la manière dont le Christ ou les témoignages évangéliques sont eux aussi immolés.
Dans les trois cas, les « lois du monde » ôtent tout Sens : à la vie du Christ, à son message, à la vie d'Augustin. Moeller ajoute que ce cheminement évoque le tour d'esprit de Bergson tentant d'appréhender les réalités métaphysiques dans l'expérimental. On est ici, pense Moeller, au centre du roman : Largilier a « retourné » la manière dont le modernisme a fait perdre la foi à Augustin : la divinité de Jésus faisait difficulté pour Augustin à cause de l'exégèse de Loisy, non celle de Dieu dont il gardait une notion abstraite, déiste, ce qui ne surprend pas chez ce spécialiste d'Aristote. Maintenant il voit les choses autrement : à travers ce que lui dit Largilier, il éprouve la puissance intellectuelle de l'idée d'incarnation assumant le mystère de l'anéantissement humain qu'il est en train lui-même de vivre, face à la dérisoire divinité abstraite du Premier moteur d'Aristote. Qui n'explique pas non plus les moments « éternels » qu'Augustin vit jusque dans sa déréliction.
Enfin, pour ce qui est du « passage à l'acte [du retour à la foi] » (Augustin accepte finalement l'invitation de Largilier à se confesser), Moeller fait valoir une note psychologique retrouvée chez Pascal et, après lui, Blondel, qui ont montré que l'Unique nécessaire peut nous être parfois communiqué même par un geste anodin, du moins en apparence.

#### Commentaire pascalien et kantien de Malègue

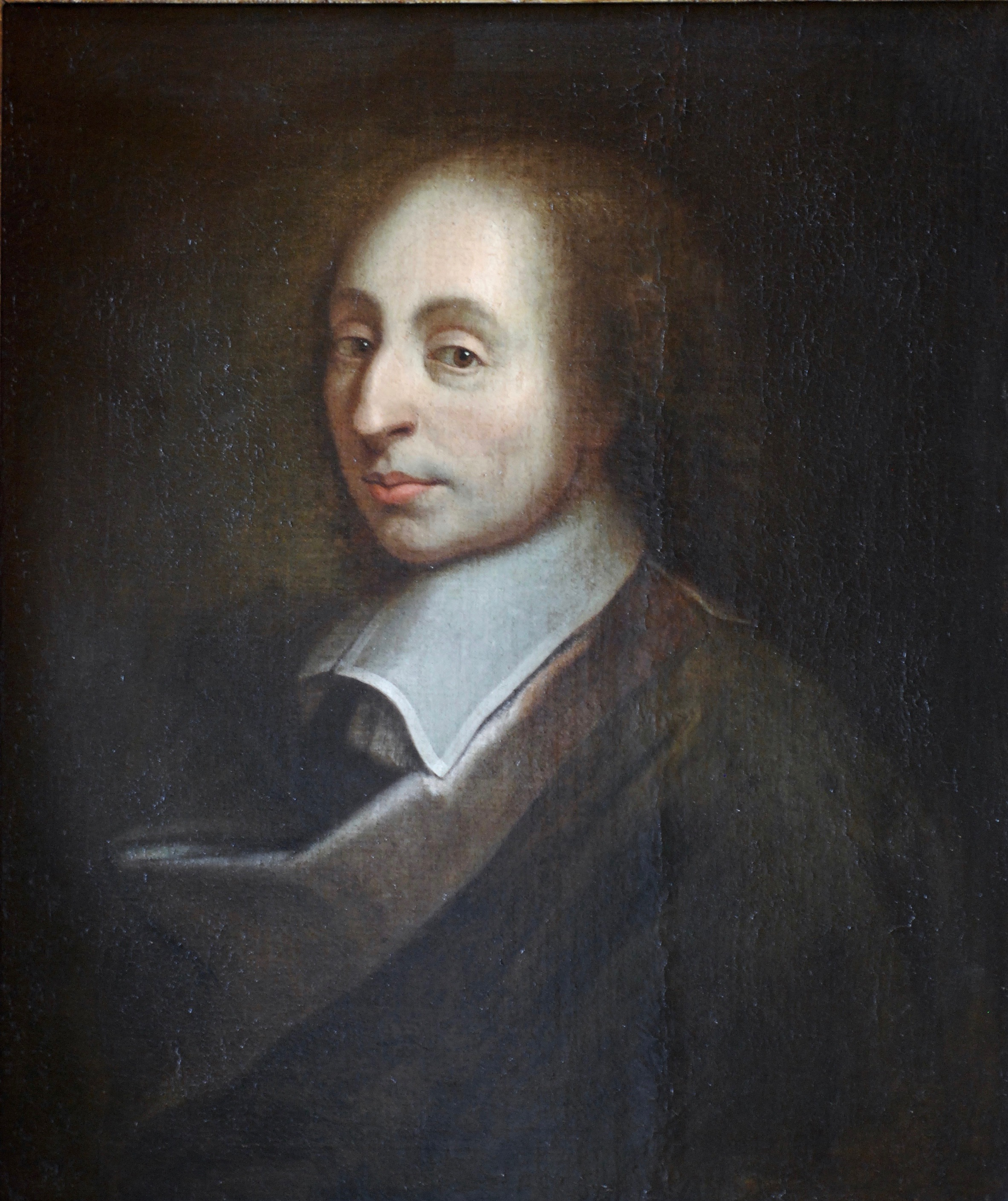
Â propos de Blaise Pascal, Pierre Lyraud écrit qu'insister sur sa présence dans Augustin ou Le Maître est là n'est pas nier l'importance de la médiation de Blondel. Et il se réfère à Geneviève Mosseray exposant le lien entre Augustin et la pensée de Blondel.

Dès la parution dAugustin, surpris que beaucoup de ses lecteurs aient interprété le retour à la foi chez Augustin comme de nature sentimentale, Malègue tint à montrer dans plusieurs conférences que sa démarche avait été rationnelle. L'appendice posthume aux éditions d'Augustin ou Le Maître est là à partir de 1947 en reproduit le texte (sauf celle des éditions du Cerf).
Lebrec rappelle, avec Malègue, qu'Augustin, bien longtemps avant son retour à la foi considère (sans la retrouver), que la critique rationaliste des Écritures se prétend sans a priori mais en nourrit un contre la possibilité du surnaturel. Malègue montre que, dans de très nombreux entretiens (avec Largilier, Christine, Bourret, Hertzog), son héros campe sur cette position (la « critique de la critique »), sans aller plus loin. Sa dernière entrevue avec Largilier le fait changer d'avis. Il estime que l'article sur les paralogismes de la critique biblique (qu'on lui demande de rééditer), appelle une conclusion positive qu'il dicte à sa sœur. Juste avant la fin, il cite Pascal : « Tout tourne en bien aux Élus, même les obscurités, car ils les honorent à cause des clartés divines. Tout tourne en mal pour les autres jusqu'aux clartés, car ils les blasphèment à cause des obscurités qu'ils n'entendent pas. » Qui fait écho à sa nouvelle position, longuement méditée : « Toutes les obscurités de l'Écriture et toutes ses clartés tomberont ensemble, s'entraînant l'une l'autre, sur un versant ou sur un autre, selon le côté où sera ton cœur. ». Cette notion de « cœur » a quelque chose de décisif selon Lebrec.
Le « cœur » n'est pas l'affectivité, mais l'intuition extra-intellectuelle des trois dimensions de l'espace, de la suite infinie des nombres, etc. Malègue rapproche cela des « formes a priori de la sensibilité » de Kant dans l'Esthétique transcendantale. Il rapproche aussi les intuitions du « cœur » pascalien des postulats de la raison pratique (la liberté, Dieu et l'immortalité). Pour Malègue, le Pascal des Pensées élargit Kant. Il fautselon lui poursuivre cet élargissement jusqu'aux intuitions morales comme la passion de Dieu (éprouvée par les saints), le désir de donner un sens à la douleur, de dominer la mort. Selon Malègue la raideur piétiste de Kant et la psychologie incomplète de son époque l'a empêché de les formuler. Augustin encore agnostique s'appuyait sur ces considérations lorsqu'il avait répondu à l'abbé Bourret, avec vicacité, lors de sa dernière entrevue avec lui : « La conscience des postulats est l'acte essentiel de l'intelligence. Dites au moins que deux histoires sont possibles, selon l'a priori que vous choisissez! ».

#### Pour Émile Goichot, le problème foi / raison est mal résolu
Émile Goichot estime que cet itinéraire n'est pas convaincant : le roman escamote la période qui va de la condamnation de Loisy à la Grande guerre ; le héros, laïc chrétien, ne doit pas choisir dramatiquement entre foi et incroyance, puisque sans répercussion sur sa carrière ; Malègue ne dit pas clairement ce que contient «Les Paralogismes de la critique biblique biblique »,contre l'avis de Mosseray, ou de Fontaine,pour lesquels les observations de Blondel sur cette question « abondent dans le roman» Quand Augustin discute avec l'abbé Bourret, sa défense face à la critique moderniste, est qu'elle ne va pas au « soubassement des choses. » Donc que la critique n'est qu'une technique qui ne livre que « des données brutes dont elle est bien incapable de dire le sens. » Ce sens vient, soit d'une foi antécédente, soit d'un refus a priori du surnaturel. Le roman n'articule donc pas en un système cohérent la critique (et sa « stérilité ») et la foi « pur acquiescement du cœur. » Sans le savoir, Malègue décrit l'univers culturel démembréde l'Église catholique, qui ne comprend pas ses failles, visibles dans le roman, mais dont Malègue et ses lecteurs n'ont pas conscience comme le montrera plus tard Émile Poulat. L'historien du modernisme y voit (dans Modernistica) non la simple « aventure solitaire de quelques clercs et universitaires d'avant-garde » mais « la secousse annonciatrice du grand ébranlement qui va secouer tout le corps social catholique. »

### Conversionin extremis:AugustinversusJean Baroiset Mauriac. Présence de Blondel

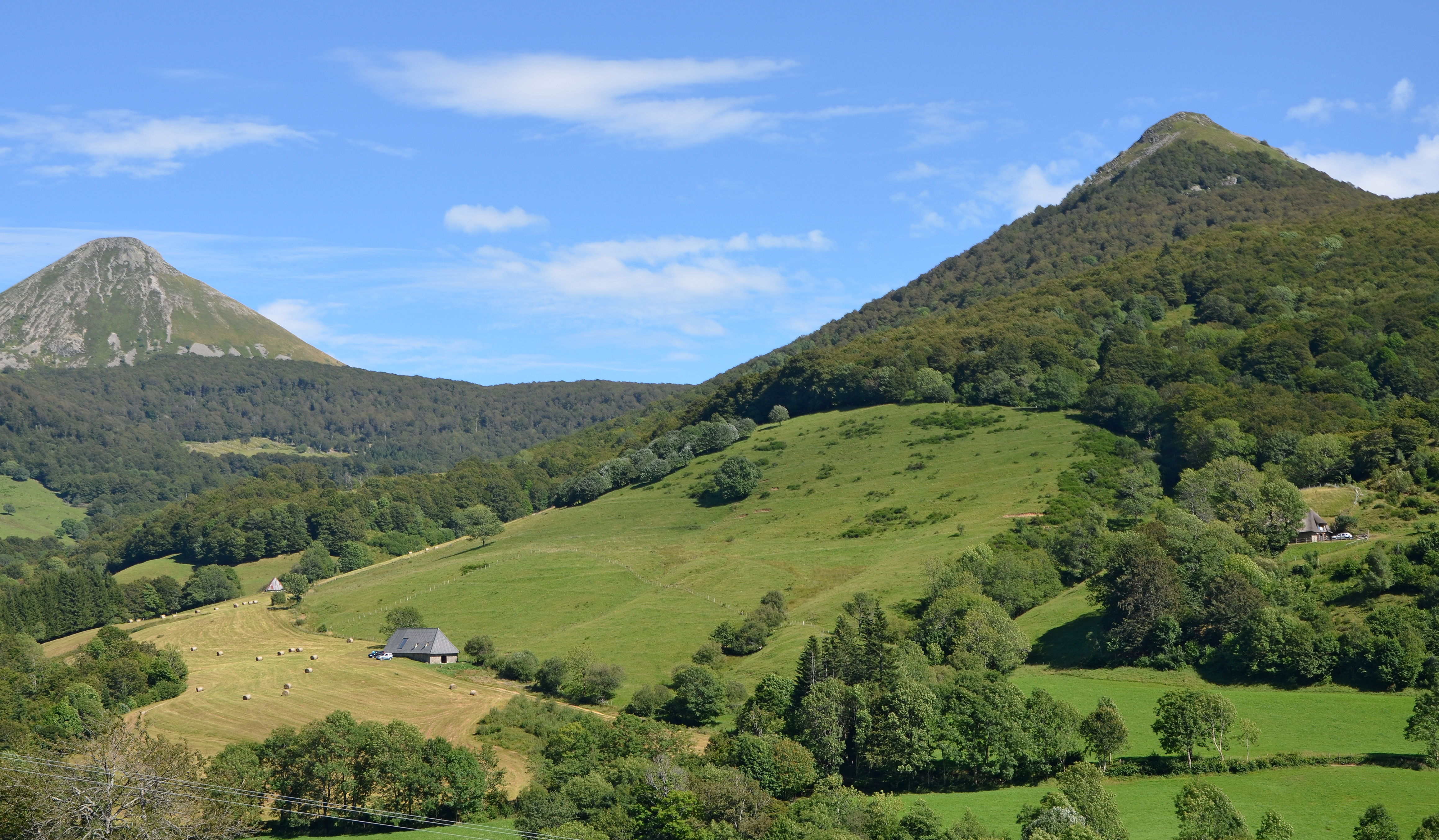
Hauts des Gorges de la Jordanne ou du Cantal, lieu de l'expérience mystique de l'enfant Augustin. Elle ressuscite en extase de mémoire dans l'âme de l'Augustin moribond face au Mont Blanc.

Plusieurs ont comparé Augustin à Jean Barois de Roger Martin du Gard : dans les deux cas, le personnage principal revient à la foi de son enfance à sa mort.
Pour Victor Brombert, les deux récits diffèrent : Barois a peur de la mort et a la nostalgie de la douce atmosphère de son enfance. Il « choisit de mourir dans son village natal, entouré de visages et d'objets familiers ». Pour Augustin la souffrance est une expérience exaltante qui l'élève jusqu'aux « altitudes glacées » de la méditation spirituelle. Il meurt dans l'altière altitude de la montagne suisse. « La haute altitude est le symbole d'un état d'âme à même de transformer la souffrance en beauté. » Pour Pauline Bruley le héros de Malègue retrouvant la foi à la mort, la « tension entre intuition et raison, entre cœur et esprit n'aboutit pas au fidéisme ». Chez celui de Roger Martin du Gard, le retour à la foi au moment de mourir évoque « l'emprise de la religion sur les faibles. » Si la mort joue un autre rôle chez Malègue, elle « risque de susciter un malentendu similaire. »
Paul Doncœur nie qu'il s'agisse d'un « coup d'état du sentiment l'emportant sur une raison défaillante », Aubert y acquiesce, mais pense qu'en faisant intervenir la conversion de son héros à un moment où il est très affaibli, Malègue nuit au sens qu'il a voulu donner à son roman.
Malègue souligne dans cette scène le nouvel éclairage apporté par Largilier. Intellectuellement, il regroupe chez Augustin « ses points de vue et même toute son âme » : un « envahissement lumineux » stupéfiant sa raison et qui lui fait sentir ce qui n'est plus « purement dogmatique ni doctrinal »: la douce violence d'une Présence. À la fin, il l'amène, dans un murmure, à parler d'un Absolu éprouvé expérimentalement qui le fascine philosophiquement depuis l'École Normale jusqu'à sa mort.
Pour Moeller, Jean Barois, représente la religion close de Bergson qui, par la fonction fabulatrice, crée des mythes compensatoires consolants pour « cacher la vue du « trou noir »... ». Augustin, lui, abandonne tout, offre tout parce que « ce qu'il rencontre dans la mort chrétienne, ce n'est pas une égoïste assurance sur la vie, fût-elle éternelle, mais Jésus-Christ... »
Jean Mercier écrit que dans la discussion avec Largilier, Augustin ne revient pas à la foi par peur de la mort, mais grâce à une « humble et patiente victoire de la raison », gagnée par son ami qui est un saint et qui, estime-il, le « guérit » en lui parlant de l'incarnation : « Loin que le Christ me soit inintelligible s'il est Dieu, c'est Dieu qui est étrange s'il n'est le Christ. »
Pour Charles Moeller, à cause du modernisme, la divinité de Jésus posait problème à Augustin. Quand Largilier insiste longuement sur son humanité, il saisit que la « divinité nue », abstraite de Dieu, n'explique rien et que la divinité de cet « Homme-Jésus » explique tout.

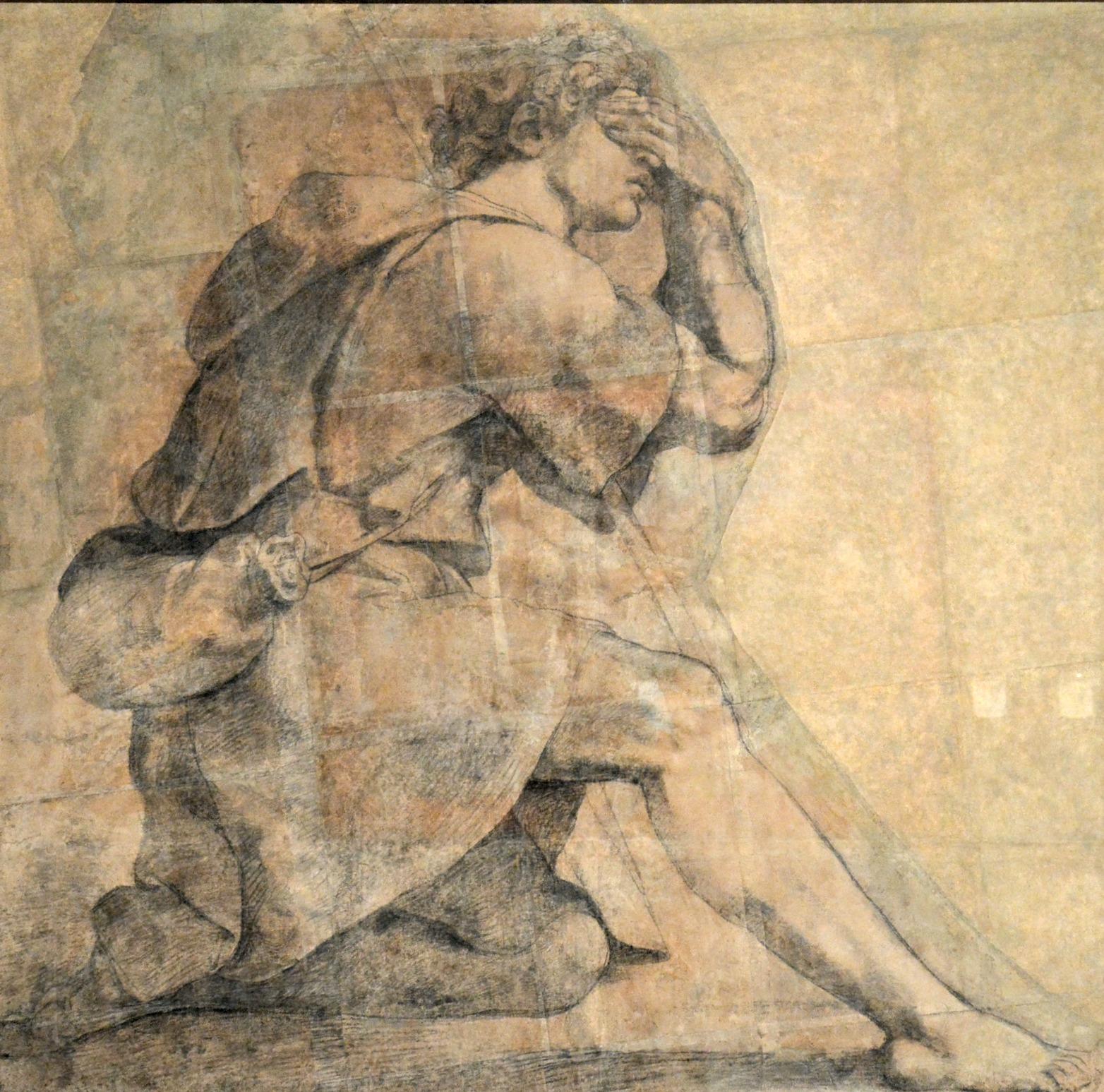
Moïse devant le Buisson ardent de Raphaël. Avec Largilier à Leysin, Augustin transforme le telle goutte du sang pour toi de Pascal en pour toi telle étincelle du buisson ardent, expression de sa joie inouïe quand Anne l'encourage à l'aimer, et de la présence de Dieu. Présence de Dieu et amour humain aussitôt réitérés, aussi joints profond, dans les mots brûlants du Cantique des cantiques.

Paul Doncœur souligne qu'Augustin avoue à Largilier à Leysin « J'ai peur de t'exposer des désirs impossibles, » soit la paix du prêtre ami, mais sans ses dogmes. Il sait que la chose va « contre l'intelligence », et avertit son ami qu'il ne veut pas qu'il « joue avec lui avec les cartes truquées de la mort. »
Il relève aussi que : « S'il [Augustin] avait conclu à la lumière de ses désirs, il eût été sentimental et fidéiste. Mais sa vraie nature l'en a écarté, consolidée par ses habitudes intellectuelles. Elle n'a même pas cédé devant cette véritable faim d'éternité qui a marqué les derniers mois de sa pauvre vie. » Dans le même sens que Moeller liant douleur et question biblique (la fragilité des textes bibliques, c'est aussi celle qu'impose l'Incarnation et la sienne propre en sa maladie et sa mort), Doncœur ajoute qu'Augustin du fait de sa fidélité à l'intelligence dans sa conversion « en a été récompensé intellectuellement, en ce que lui fut permise une élaboration parallèle et connexe de la loi de la douleur et de la forme évangélique du témoignage. »
À propos du jeu avec « les cartes truquées de la mort », Ferdinando Castelli dans sa préface à la réédition en italien d'Augustin ou Le Maître est là (Agostino Méridier), La classe media della santità, estime que « Largilier est trop droit pour recourir à un tel subterfuge. »
Lors de la conversion in extremisd'Augustin l'expérience mystique de l'enfant Augustin qu'il éprouve dans les Gorges de la Jordanne ou du Cantal se reproduit dans l'âme de l'Augustin adulte et moribond, extase de mémoire à la Proust, mais retravaillée et plus complète. Elle anticipe sur le texte célèbre de la Préface au pamphlet de Bernanos Les Grands Cimetières sous la lune, quand son auteur évoque la résurgence de l'enfant qu'il a été à sa mort.
Il faut consulter sur ce point les nouvelles publications sur la présence de Blondel dans cet épisode dans Nouvelle Revue théologique

### L'amitié
Au cours de la nuit où il perd la foi, Augustin se rappelle avoir surpris quelques lignes dans le carnet de Largilier égaré par celui-ci, le jour où il a présenté un mémoire plus que brillant à l'Académie des sciences. Augustin l'avait entr'ouvert et lu : « Je m'examinerai, et si la physique m'est une idole, je briserai l'idole. » Puis s'était excusé devant son propriétaire répondant : « De toi, mon bon vieux, ça m'est égal. »
À la fin de la nuit, Augustin sanglote interminablement. Largilier inquiet de ne plus l'apercevoir dans le dortoir, descend, entre dans sa turne, le surprend. Augustin ne s'en formalise pas plus que Largilier de l'incident du carnet : « Devant toi, mon vieux, ça m'est égal. » Largilier lui dit que Dieu ne laisse pas errer ceux qui le cherchent sincèrement et qu'il enverrait plutôt un ange.
Il rend visite à Augustin mourant à Leysin à la demande de Christine devinant le désir profond d'Augustin de voir ce Largilier qui l'embrasse sitôt entré. Le malade lui demande de ne pas se mettre à contre-jour pour voir ce qu'il est physiquement devenu, se moque amicalement de sa soutane. Le sujet de la maladie est abordé, mais surtout l'amour pour Anne de Préfailles : « J'ai cru, mon Dieu, l'aimer presque depuis toute mon enfance. Bien que les émotions dont elle était la mesure ne s'appliquassent pas initialement à elle. »
C'est la seule fois qu'il se confie sur son plus grand bonheur et son plus grand chagrin : les personnes en cause (connues de Largilier), l'étrange genèse de ce désir depuis le « rire de grâce mordante » d'Élisabeth de Préfailles, le fort parfum inoublié des roses reçues avec le début de consentement d'Anne via Mgr Hertzog. L'absence réciproque de respect humain chez ces deux hommes s'explique par l'amitié. Le « vieux mot » de leur jeunesse : « de toi à moi, ça m'est égal mon vieux » sert de nouveau à l'authentifier. Largilier s'en souvient comme si c'était d'hier.

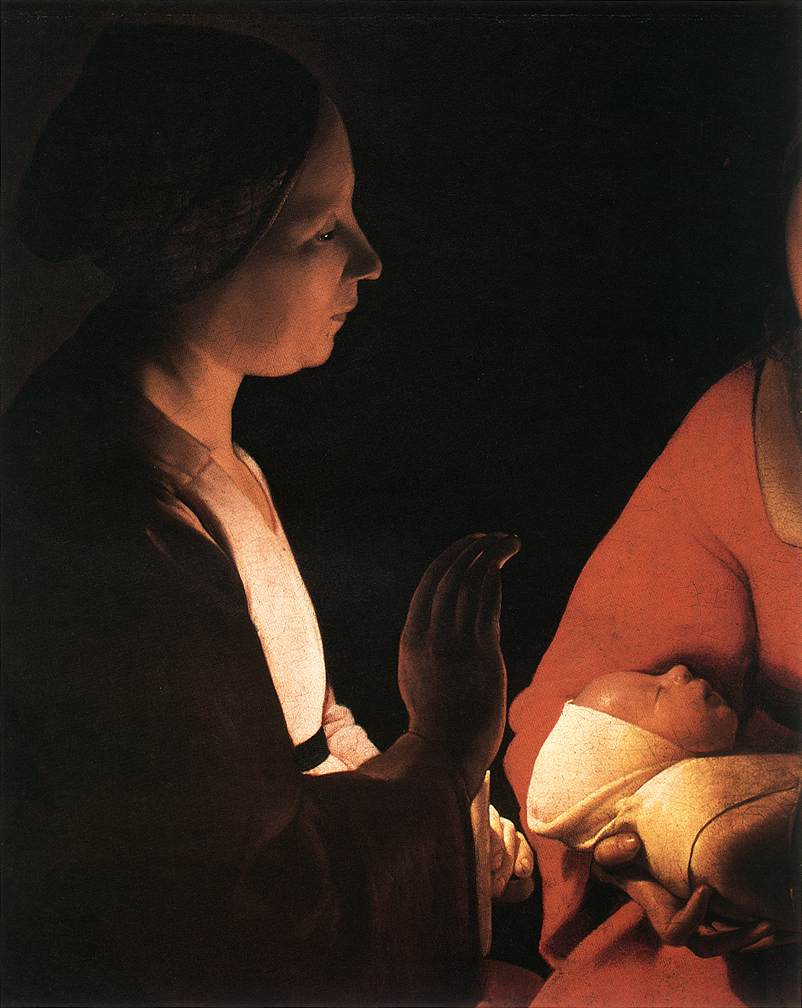
Détail du tableau Le nouveau-né de Georges de La Tour

Quand ils reprennent leurs discussions intellectuelles, tout réticent qu'il soit (il le manifeste parfois avec hargne) aux inflexions religieuses des répliques de Largilier, Augustin redouble d'attention quand celui-ci lui parle de la sainteté, de l'expérience religieuse ou mystique, sujets qui le passionnent comme ils passionnent les philosophes croyants ou non de ce temps, d'une manière qui, selon Michel de Certeau, « s'impose à nous encore aujourd'hui. »
Les deux hommes se parlent presque joue contre joue, il arrive à Augustin de prendre de longues minutes les mains de Largilier dans les siennes. Le titre de ce chapitre, l'avant-dernier du roman, « Jacob et l'ange », dit quelque chose de ce corps à corps sans doute intellectuel et spirituel, mais aussi presque physique (comme dans la Bible), tendre.
Le malade demande à Largilier de lui donner un motif de vivre qui transcende ses derniers moments. Sans plus de retenue, il pose des questions sur la vocation religieuse de son visiteur, lui dit avec humour qu'il se serait bien fait jésuite pour continuer à vivre avec lui, explique que son amour pour Anne le rejoint, lui, Largilier. Celui-ci est très intrigué mais Augustin lui rappelle qu'il lui avait promis la venue d'un « ange » lors de l'effondrement de sa foi. Il a le sentiment que c'était elle, mais trompait. Augustin va bientôt apprendre et Largilier aussi, que ce sera Largilier.
Sa délicatesse amicale selon Lebrec, le fait qu'Augustin a été souvent « au seuil de la conversion », la réapparition des interrogations d'une vie dans une lumière neuve selon G.Mosseray et ceci notamment à cause de la vision qu'a Largilier de l'incarnation, dissipent l'impression de coup de théâtre que peut donner la proposition, d'abord refusée, faite par Largilier de l'entendre en confession. Dans ce chef-d'œuvre (Barthe) de « description psychologique », Émery ne voit « rien de forcé, de machiné, de convenu. »
Il n' y a ni deus ex machina de la grâce selon Aubert, ni « coup d'état du sentiment » selon Doncœur. Mais Henri Clouard et Loisy ne sont pas seuls à parler d'un épilogue en forme de « foi du charbonnier ».
Brombert compare avec Jean Barois où le héros trouve réconfort auprès d'un prêtre devenu incroyant: Augustin, lui, renoue avec la foi auprès d'un saint et « his closest friend » « son meilleur ami. » Il observe à la fin de la scène, quittant la chambre, « la petite taille et la nuque creuse » de Pierre Largilier, et Malègue ponctue : de « l'ami qui était venu ».

### La danse et la beauté

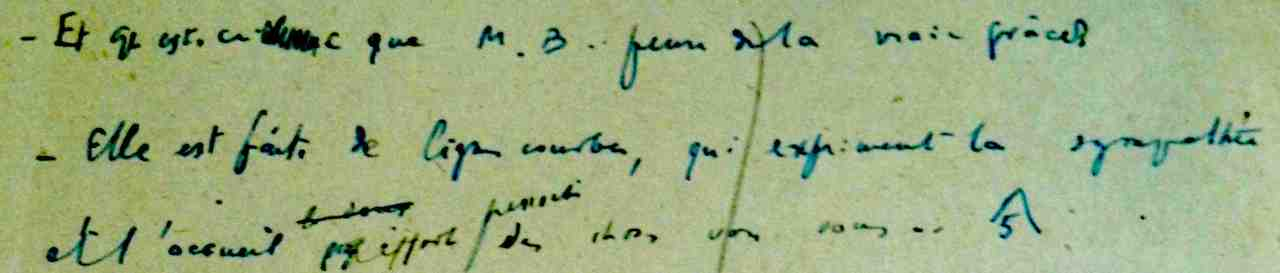
Ébauche du passage sur la danse et la beauté (Cerf, p. 471, Spes, p. 463). On lit : —Et qu'est-ce que M.B. [Bergson] pense de la vraie grâce? —Elle est faite de lignes courbes qui expriment la sympathie et l'accueil, l'effort pressenti des choses vers nous. Ce brouillon est suivi des mots : Il n'ajoute pas ce qui fait le pathétique de certaines grâces, de celle de la danse en particulier. La danseuse vous fait croire qu'elle porte le bonheur dans ses bras arrondis... (Photo d'un fragment du manuscrit dAugustin ou Le Maître est là consulté aux archives Malègue de l'Institut catholique de Paris)

Lors de la deuxième visite d'Augustin aux Sablons en son dernier été, Anne, Élisabeth de Préfailles et lui-même observent les moustiques effleurant la surface d'un petit lac. Les deux femmes trouvent quelque de chose de gracieux à ce foisonnement de lignes brisées. Augustin, citant Bergson, pense que ce n'est pas la vraie grâce, car ces lignes ne visent pas l'humain contrairement aux lignes courbes, expression même du mouvement spécifique vers les personnes et non les choses en raison de leur « changement de direction incessant, fondu et sans heurt. »

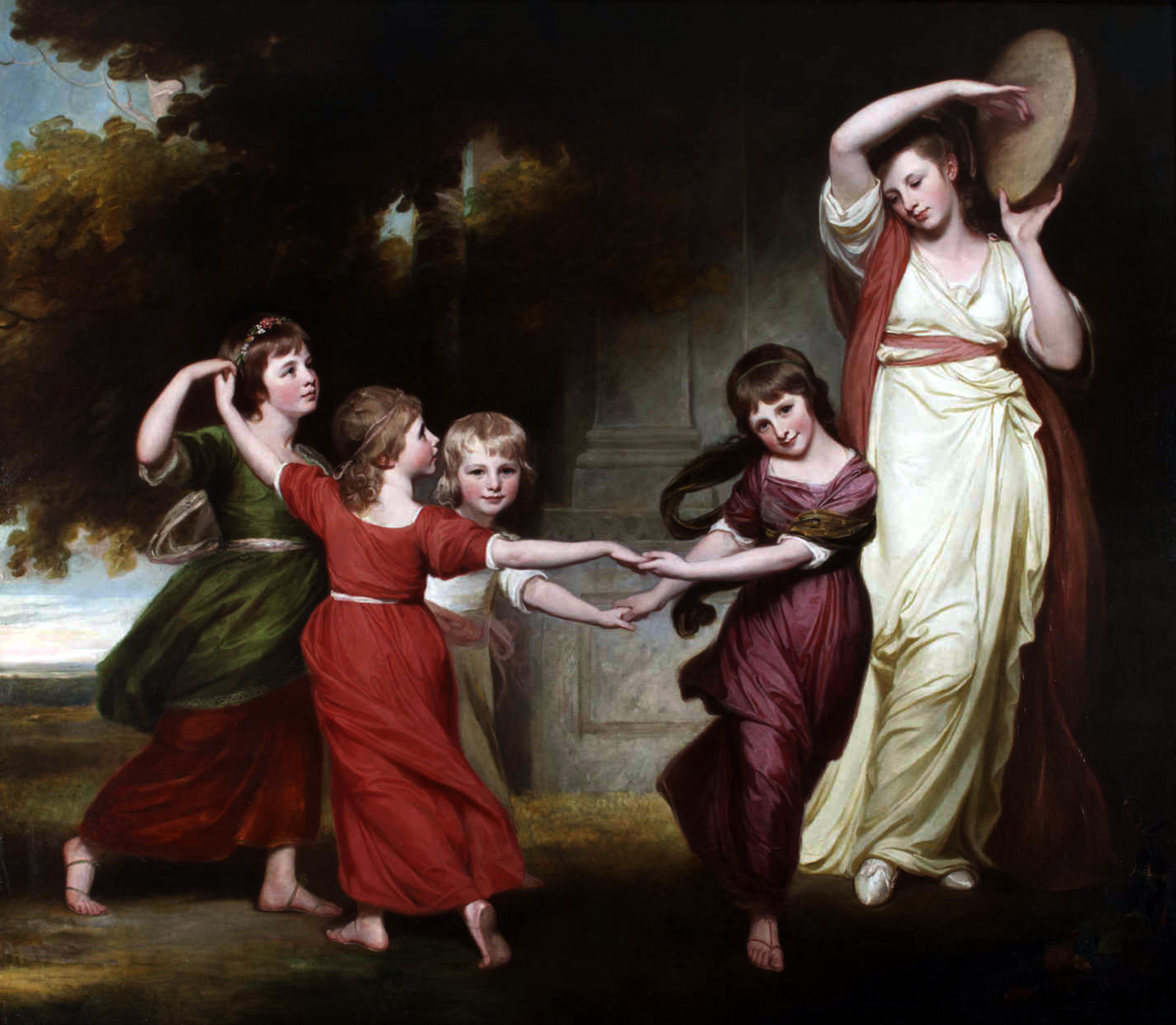
Granville Leveson-Gower´s children (1776-7), (George Romney)

Ceci explique, poursuit Augustin, le charme de la danse par laquelle, la danse étant ce qu'elle est, ceux qui dansent s'offrent eux-mêmes, du moins en apparence, devançant rêves et désirs habitant de fait les spectateurs, surpris d'avoir été devinés et tout surpris que la danse semble agréer à ce à quoi ils aspirent même parfois sans le savoir.
Élisabeth de Préfailles rappelle alors à Anne la petite fille qui danse dans un tableau de George Romney intitulé Children of Earl Gower, évocation qui fait sourire Anne. Augustin poursuit en expliquant que les offrandes de la danse à la satisfaction de nos désirs, nous voyons bien vite qu'elles ne sont qu'apparentes, étant donné qu'elles n'étaient pas des offrandes qui nous étaient destinées ni même à personne en particulier. Cependant, poursuit-il, la danse nous fascine parce que nous le croyons, et c'est le pathétique de la danse « que cette offrande et ce refus mêlés. »
Puis il revient sur cette idée d'offrande apparente et compare la danse à un autre phénomène auquel il applique totalement le pathétique dont il vient de parler, la beauté humaine qu'il décrit comme « offrande de bonheur qui ne s'adresse à personne en particulier », bien que « recueillie par ceux que le hasard place devant elle. »
Augustin ne veut pas avouer son penchant pour Anne et s'en veut d'avoir parlé de cette façon en sa présence, car ses propres sentiments pourraient avoir été devinés qu'il veut tant dissimuler. Il craint qu'ils ne soient découverts même dans cette explication philosophique d'une grande technicité.

### L'amour
La partie « Canticum Canticorum » représente près du quart du roman, elle est consacrée à Anne de Préfailles dont Augustin tombe amoureux lors d'un examen qu'elle doit présenter chez lui. Troublé, il fait de violents efforts pour que rien n'en paraisse, la difficulté étant qu'il n'y a entre eux que soixante centimètres « d'air confiné où il reléguait son regard durci, maintenu aux refuges techniques. » Peu à peu cette distance se charge de confiance et d'amitié durant la discussion sur l'expérience religieuse qui fascine Augustin, ce qui le rapproche de la jeune femme. L'entretien, si intellectuel qu'il soit, a quelque chose de personnel « appartenant en propre à la fine et grave jeune fille qu'il voyait devant lui mystérieuse ». Pour Malègue, le professeur et son étudiante, quelques secondes, se sont entretenus « intimement ».
Augustin se remémore ces « dix merveilleuses minutes » en s'habillant pour le déjeuner auquel il est convié un peu plus tard aux Sablons, cette propriété à quelque distance de la ville qui le faisait rêver en son adolescence et où Anne vit. Charles Moeller soutient que Malègue décrit ces entrevues avec une minutie qui l'égale à Proust. Tout est décrit : arrivée au château, chemins sinueux fleuris de roses, timidités et maladresses d'un intellectuel trop hautain, éblouissement quand il conduit Anne à table, solitude à l'heure du café, la lecture du numéro de la Revue des deux Mondes permettant une contenance, nouvel éblouissement lorsqu'il voit Anne près de lui, lui offrant une tasse de café.
Rentré des Sablons, Augustin se met à la recherche de la Bible où il relit les versets du Cantique des Cantiques : « Tu m'as ravi le cœur, ma sœur fiancée ; tu m'as ravi le cœur d'un seul de tes regards » et il se met à genoux devant sa table comme lorsque, enfant, il priait, la tête dans les bras, en faisant le noir. Jacques Vier a écrit de cet amour d'Augustin qu'il avait entraîné chez lui une « enquête aussi fougueuse que sur son Dieu perdu » et que Malègue l'avait grossie de son agnosticisme.
Un autre soir d'été aux Sablons, cette fois en présence seulement de quelques personnes, explique Léon Émery, deux acteurs supplémentaires font croître l'envoûtement : la pianiste et la musique de Chopin ainsi que Mgr Hertzog, le premier aumônier des talas alors simple prêtre, qui donnait des cours d'Écriture sainte lors de l'année préparatoire d'Augustin à l'École normale. Avant la soirée, il est question du projet d'Anne de fonder une École normale secondaire d'Enseignement libre pour jeunes filles. Augustin lui offre ses services. Elle lui en est immédiatement reconnaissante, Augustin subissant le regard de ses yeux bleu sombre levés vers lui et le fait de la voir « pleine de Dieu, belle à en mourir. » Augustin précise que même dans une école à buts religieux l'enseignement de la philosophie qu'il y dispenserait devrait rester indépendant, rappelant à cet égard que son maître Victor Delbos tenait beaucoup, à cause de sa foi même, à cette indépendance. Anne y acquiesce : car « sans cela il n'y aurait pas de Foi ! », ce qui amène Augustin à répéter ces mots d'un ton sourd et rude et le front baissé, commente Malègue, pour éviter le regard posé sur lui en se demandant s'il n'en avait pas dit trop au point qu'elle ne croie que son goût des choses religieuses serait celui du croyant qu'il n'est plus en ce moment, ce qui l'aurait mis en contradiction avec la sincérité absolue dont il devait faire preuve avec elle.

#### La question de la sensualité dans le roman

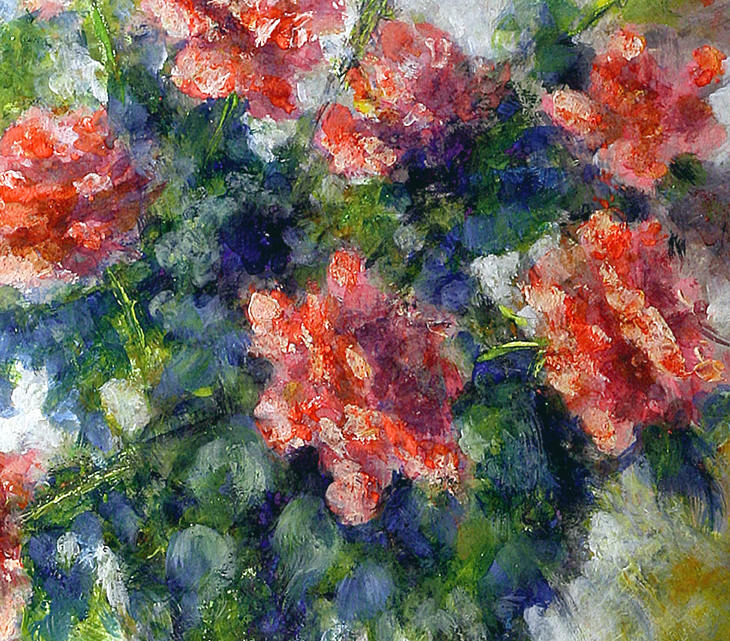
Bouquet de roses rouges, pastel au couteau de Pierre Vallon, 1997 : un bouquet de roses porté par une jeune fille stylisée figure au centre de la page de couverture des trois volumes de la traduction italienne dAugustin.

Le salon est plongé dans l'obscurité, la musique conseillant de fermer les yeux et d'ajouter ainsi une nuit « interne, humaine [...] à la nuit sidérale ». Augustin, écrit Malègue, en écoutant Chopin, « ne savait plus qui devançait, qui était devancé, de son cœur ou de la musique. » Bergson dit de fait que la musique « n'introduit pas ces sentiments en nous » mais qu'elle « nous introduit en eux, comme des passants qu'on pousserait dans une danse. » La pianiste en vient à une rhapsodie hongroise de Franz Liszt, la musique, commente Malègue, suggérant qu'un « changement possible pouvait frapper l'un de ses grands amours d'une force d'éternité. »
Quand la soirée musicale prend fin, Augustin échange ses impressions avec Anne et remarque qu'à la familiarité douce qu'elle lui avait déjà montrée depuis le début s'ajoute à présent « une sorte de timidité heureuse. » Moeller résume le reste : durant le retour en voiture, Mgr Hertzog fait savoir à Augustin qu'une démarche de sa part serait bien reçue et Augustin cède : il pleure comme un enfant.
Il confie à Mgr Hertzog que cette jeune fille est l'ange dont parlait Largilier lors de la nuit où sa foi s'est effondrée et qu'il « sent la sourde présence et la terreur de Dieu. » La famille d'Anne lui a remis des roses pour sa mère et sa sœur. Il monte l'escalier qui conduit à l'appartement familial accompagné de leur parfum « en un recueillement encore terrifié, incomplètement éclairé par les premiers feux d'une effrayante joie. »
Robert Poulet dans Cassandre hebdomadaire belge de la vie politique, littéraire et artistique du 22 décembre 1934, reproche à Malègue l'absence totale de toute mention de la sensualité dans l'amour alors que, même religieux, un romancier « n'a pas le droit de se dérober aux faits » et de faire de la chasteté de l'imagination une « contrainte artificielle ». Pour Jean Lebrec, citant Poulet, le romancier évoque cette sensualité chez l'enfant Augustin, face à Élisabeth de Préfailles ou l'adolescent. Il lui arrive une chaleur qui « lui fouettait la figure » quand il parle à la maîtresse d'un ancien camarade de lycée à Paris. La sensualité n'est que suggérée, lors des visites aux Sablons. Le héros la dompte et Malègue préfère traiter de sa rare sensibilité.
Pour Pascal Ide, l'éros englobe aussi les valeurs spirituelles : « l’éros [...] n'atteint au plus spirituel que par la médiation symbolique, voire sacramentelle, du charnel. » Pour Alain Lanavère « le simple décor du roman ou, mieux, l’écrin de la beauté d’Anne, semble ici être la transposition en d’autres domaines, contigus ou analogiques, de la séduction toute sensuelle qui rayonne de son personnage.»

## Lieux et paysages

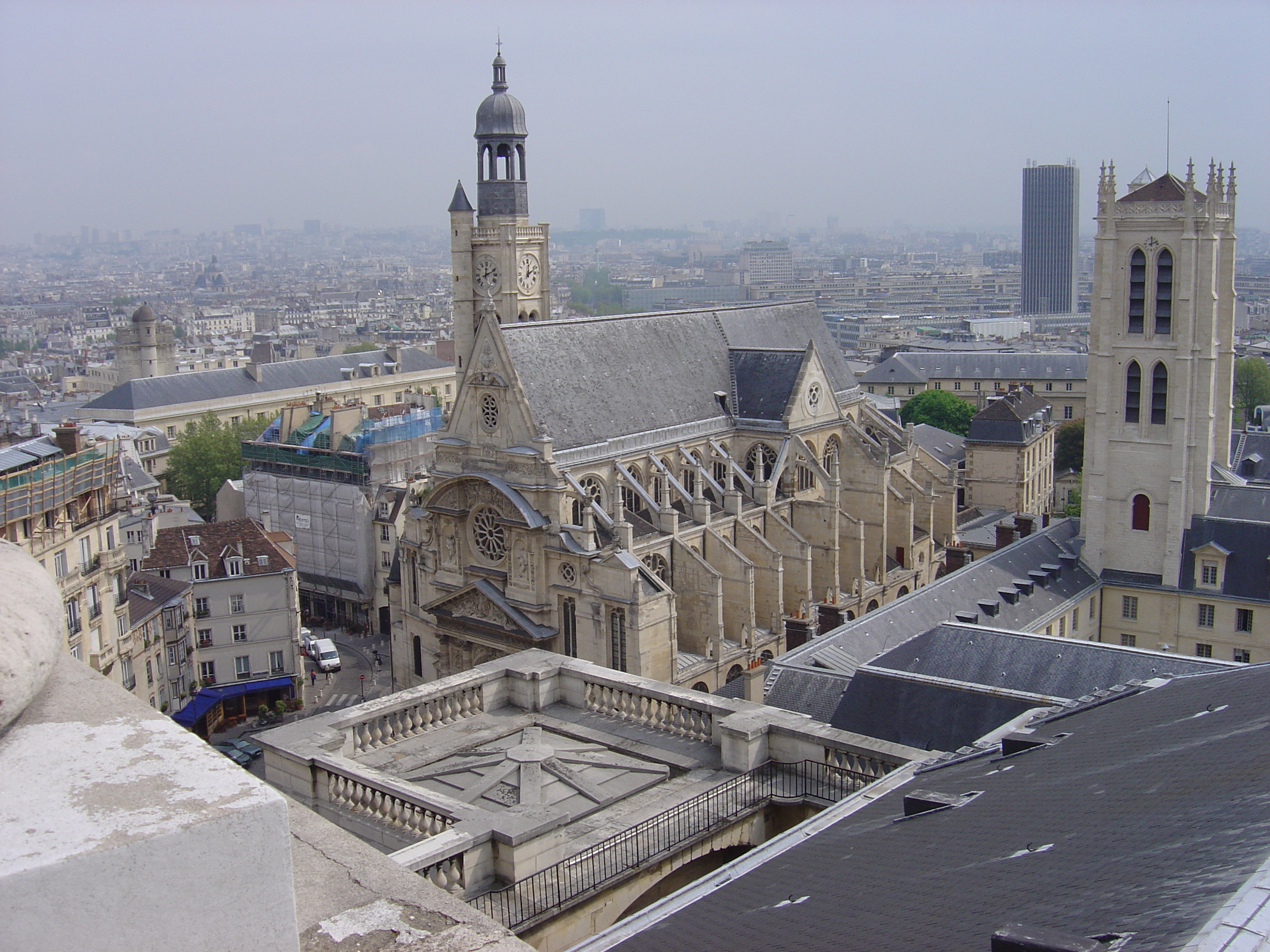
Saint-Étienne-du-Mont vue depuis le Panthéon, à droite, la tour Clovis du lycée Henri-IV.

Par le procédé de l'analepse, on sait qu'Augustin a été professeur invité aux États-Unis et à Heidelberg. Fait prisonnier à Charleroi en août 1914, emmené en Allemagne, il est rapidement envoyé à Lausanne pour raisons de santé. Il a aussi joué le rôle de précepteur d'un neveu des Desgrès lors d'un séjour culturel en Angleterre. Il est encore maître de conférences à Lyon au début de « Canticum Canticorum ».
Toutefois, les trois lieux principaux du roman, déjà largement illustrés sur cette page, sont autres :
- D'abord Aurillac, le Cantal des vacances, des Planèzes, du « Grand Domaine », du dialogue avec Bourret, du Château de Pesteils (les Sablons). Pour Henri Lemaître, Malègue, originaire de la Haute-Auvergne prend littérairement appui sur ses paysages en vue d'une reconquête du christianisme dans sa pureté.
- Ensuite Paris, et l'École normale supérieure. Arrivant pour la première fois à Paris avec son père pour s'inscrire au Lycée Henri-IV, Augustin pressent la puissante vie culturelle qui s'y concentre et dont il veut s'emparer. Ce même jour, il retrouve à l'Église Saint-Étienne-du-Mont le souvenir de Pascal et de l'appel refusé durant sa maladie[A 134]. Il y aperçoit un jour Bernier[note 21] à une messe basse de sept heures du matin[A 135]. Il s'y recueille douloureusement peu avant de perdre la foi[A 136].
- Enfin le Mont Blanc face au sanatorium de Leysin.

## Philosophie de la mystique et de la sainteté

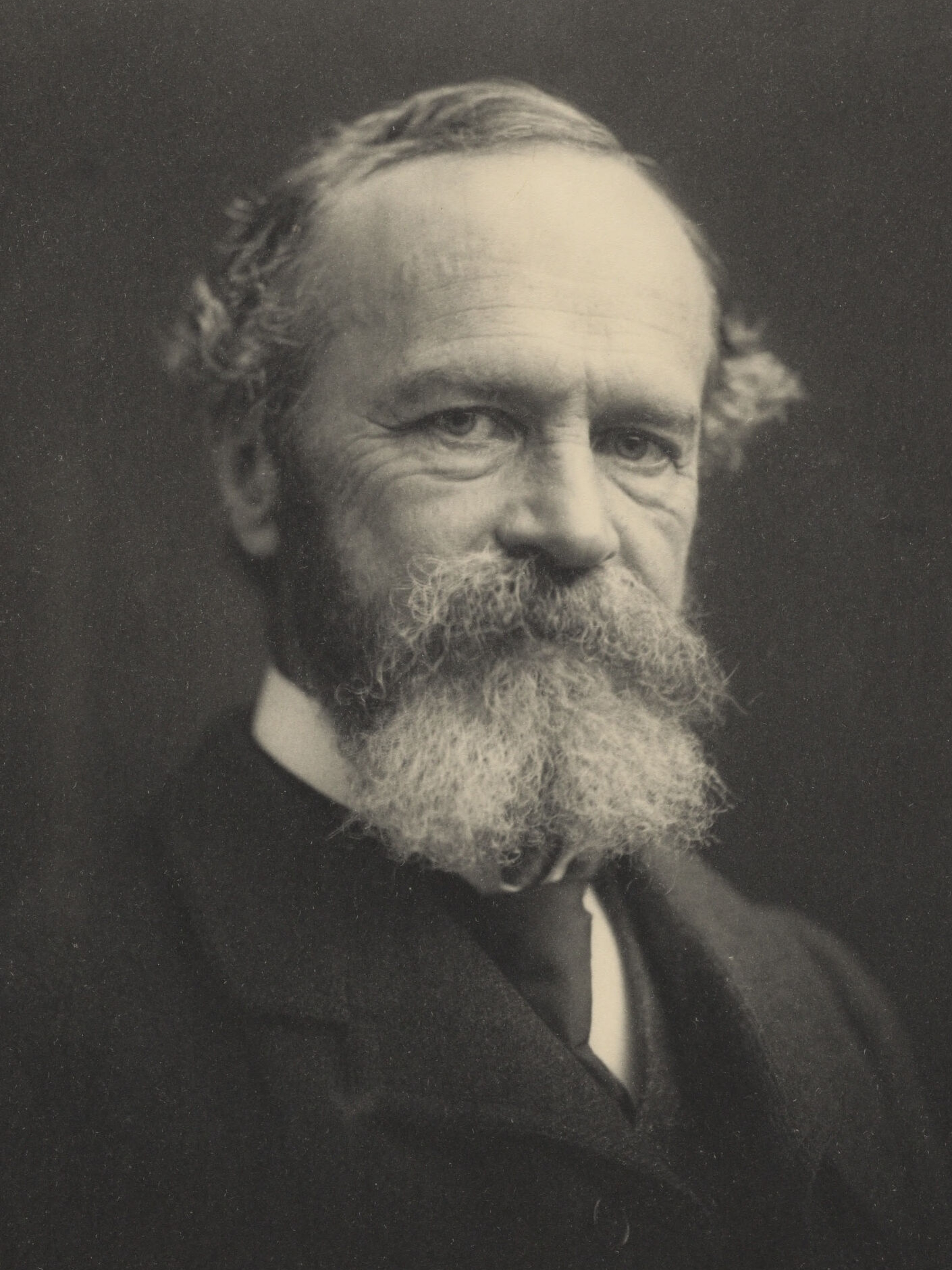
William James (1842-1910)

William James se pose la question du sens de la réalité objective de la présence divine dans certaines expériences religieuses. De même qu'Émile Boutroux estimant que l'expérience mystique ou l'expérience religieuse ne sont pas seulement des états d'âmes purement subjectifs. Ces deux philosophes sont cités dans le passage du livre où l'expérience religieuse - qui fascine Augustin - est la plus intensément évoquée : lors de l'examen de philosophie présenté par Anne de Préfailles chez Augustin Méridier, alors maître de conférences à Lyon.

### James et Boutroux lors de l'examen d'Anne avec Augustin
Lors de cet examen, Augustin invite Anne à parler de William James décrivant l'« expérience religieuse ». Pour Augustin, contrairement à l'expérience scientifique, elle est incommunicable. James pensait qu'elle était communicable, mais « par les voies où souffle l'esprit », soit de manière irrationnelle pense Augustin : la psychologie positive ne dispose pas d'instruments pour mesurer cette expérience.
Anne argumente : la psychologie positive, se limitant à l'ordre des phénomènes qu'elle étudie, ne peut voir ceux de sainteté, de la même manière qu'un chimiste ignorant (par hypothèse) la vie ne verrait pas la différence entre les éléments d'une molécule et ceux d'une cellule vivante relevant de la biologie. Celui qui ignore Dieu ne voit dans l'expérience religieuse qu'hallucination ou pathologie.
Augustin enchaîne : de la même façon qu'il n'y a de conscience que pour l'observateur conscient, il n'y a d'expérience religieuse que pour le croyant, ce qui, dit-il sur le mode interrogatif « enferme le croyant en un subjectivisme bien strict, à l'abri des critiques mais impuissant aux conversions ? » Il cite ensuite la phrase de Boutroux, qu'il juge « aristotélicienne », énonçant un principe finaliste suivant lequel, lorsqu'un être a atteint toute la perfection dont sa nature est capable, cette nature ne lui suffisant plus, il acquiert l'idée claire du principe supérieur dont cette nature s'inspirait et il a l'ambition de le développer. Mais alors, conclut-il, on est en pleine métaphysique « hors de toute atteinte de l'introspection ».
Pour Geneviève Mosseray, cette citation que fait Augustin, à ce moment précis, lui qui est l'auteur d'une thèse sur la finalité chez Aristote, est une façon de réévaluer sa propre pensée philosophique du point de vue religieux. Car l'idée de finalité ou de finalisme est diamétralement opposée à celle du mécanisme. L'idée de finalité implique que les choses et les êtres agissent en fonction d'un but, d'une fin qui les dépasse (cette fin étant souvent Dieu lui-même pour ceux qui pensent de cette façon).
Augustin concède en outre à Anne que l'expérience religieuse pourrait être malgré tout la source de ce qui nous pousse vers le « principe supérieur » et donc pas nécessairement un raisonnement métaphysique classique. Anne lui répond que cette expérience confirme l'existence de ce principe supérieur et que le mot de Pascal « Tu ne me chercherais pas si tu ne m'avais déjà trouvé » suggère que le principe agit ou est présent.

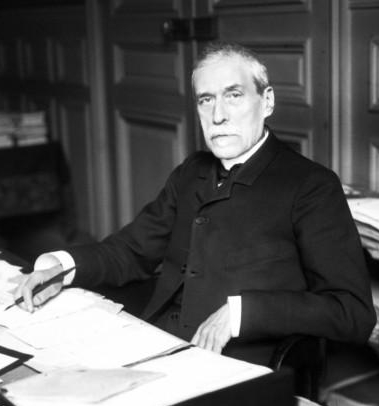
Émile Boutroux (1845-1921)

 Geneviève Mosseray pense également que ce principe supérieur qui agit est cette « volonté voulante » qui pousse l'homme, chez Blondel, à aller de plus en plus loin dans l'action. Au fond de l'action dans laquelle l'homme est engagé depuis sa naissance, se meut en effet, selon Blondel, une « volonté voulante » qui pousse l'homme à se dépasser sans cesse : dépassement de lui-même vers l'amour humain, de celui-ci vers la famille, de celle-ci vers la patrie, de la patrie vers l'humanité et l'univers, puis de ceux-ci vers ce qui les dépasse à savoir Dieu, un Dieu qui doit cependant être atteint pour lui-même et non par superstition ou peur de la mort. Pour appuyer ses dires, G. Mosseray constate à un autre endroit du roman, la façon dont Augustin devenu professeur parle de son ancien maître Victor Delbos. Non seulement cela illustre ce qu'elle vient de dire à propos de la volonté voulante entraînant l'homme toujours plus loin jusqu'à l'infini, mais les termes dont se sert Augustin pour faire l'éloge de Delbos sont « étonnamment proches » de la notice nécrologique que Blondel — par ailleurs ami intime de Delbos — lui consacre dans l'Annuaire des Anciens de l'École Normale Supérieure. « Il y a là tout un réseau d'affinités qu'il est intéressant de signaler », poursuit G. MosseraY.

### Dieu dans l'âme des saints«ordinaires»
Les saints « ordinaires » appelés aussi dans ce roman « classes moyennes de la sainteté » ne sont pas les « classes moyennes du Salut » du roman posthume de Malègue. Les « classes moyennes du Salut » désignent les êtres qui lisent la parole de l'évangile où Jésus dit de chercher premièrement le Royaume de Dieu et que le reste sera donné par surcroît, en donnant, en réalité, la priorité à ce « surcroît ». Il s'agit selon Malègue, dont Chevalier rappelle la pensée, d'un « compromis intenable entre le bonheur terrestre et l'Amour unique de Dieu qui fait les saints. »
Augustin qui côtoie sa mère et Christine dans les quinze jours qui précèdent la mort de madame Méridier et de Bébé pense à nouveau, en les observant, que l'âme des saints (élevés ou non sur les autels) est le terrain idéal de l'exploration du religieux. Il s'agit donc bien pour ces deux femmes de sainteté authentique et non médiocre voire nulle, comme pour les « classes moyennes du Salut ».
Selon Lebrec, Augustin avait déjà bien perçu cela dès l'École Normale au point de confier à Bruhl (Robert Hertz selon Lebrec, socialiste et sociologue) son sentiment que Dieu est présent dans l'expérience. Et Lebrec cite à l'appui de sa remarque sur les convictions d'Augustin le passage où il lui explique que la conscience n'est pas le produit d'une simple complication de l'enchaînement des causes et des effets dans le domaine matériel comme le veut le déterminisme, mais qu'elle se fraye un chemin à travers ce déterminisme. Manière d'affirmer le finalisme.

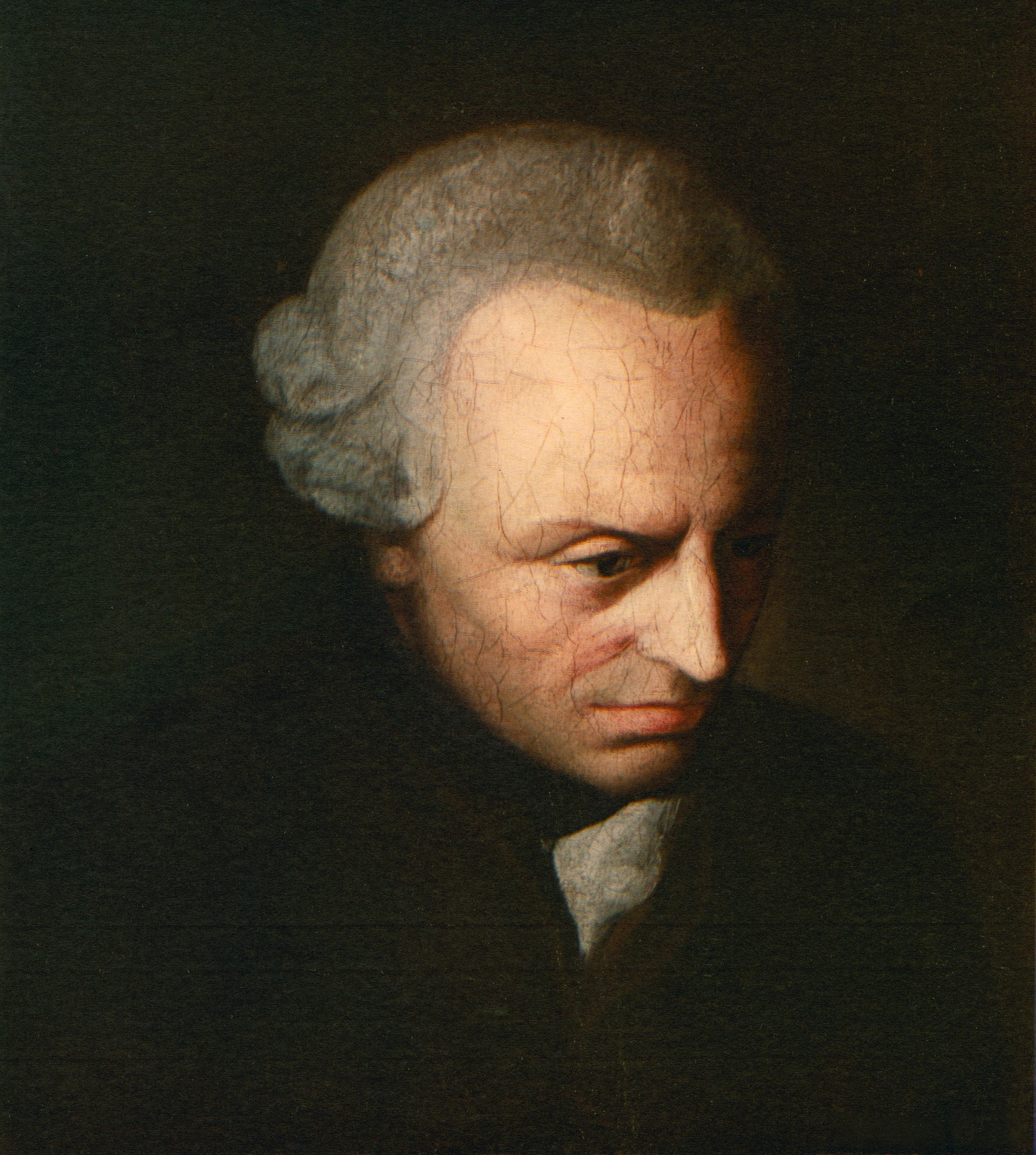
E.Kant. L'interdiction kantienne (Augustin la critique) d'utiliser l'idée de cause hors intuitions empiriques invaliderait l'expérience des saints comme voie vers Dieu.

Ce progrès ou cette ascension de l'univers du matériel à la conscience ou à l'esprit, rien n'interdit de penser qu'il se poursuit plus haut encore. Et à Bruhl qui lui demande comment il voit cela « dans les faits », Augustin répond qu'il l'observe chez les saints dont les vies débordent de ce « plus haut encore » que la conscience empirique, débordement qui s'identifie à la présence même de l'absolu en eux. Que l'on peut d'une certaine façon toucher du doigt, expérimenter. Malègue s'explique plus longuement à ce propos dans son essai théologique intitulé Ce que le Christ ajoute à Dieu.
Il y estime que les saints constituent la meilleure preuve possible pour les intelligences contemporaines, la preuve expérimentale d'une entrée du divin dans les causes secondes. Par leur héroïsme, en effet, ils échappent aux séductions terrestres, soit à ce qui enchaîne les hommes moyens aux déterminismes de la psychologie ou de la sociologie. Il se produit donc en somme dans leur vie, sur le long terme, ce qui se produit de manière instantanée dans le miracle, soit par exemple dans le cas d'une guérison miraculeuse, une rupture du déterminisme physiologique. Ceci « troue », selon Malègue, le tissu des causes secondes et du déterminisme qui nous cache Dieu, de sorte qu'il apparaît « sortant de l'Invisible et nous regardant. »
Comme le Christ, le Saint par excellence, les saints sont en effet libres et dégagés des déterminismes sociaux ou personnels, des consécutions naturelles.
Cette vision est en contradiction, note aussi Malègue, avec la pensée d'Emmanuel Kant dans la Critique de la raison pure. Kant y sépare en deux cases incommunicables « ce qui est en soi, et ce qui apparaît aux yeux de l'homme avec défense de jamais se rejoindre. » ; la distinction célèbre entre les noumènes (les choses en soi : Dieu par exemple) et les phénomènes (ce qui nous apparaît des choses et des êtres à travers les intuitions empiriques que nous en avons : la vie d'individus jugés « saints » par exemple).
Or, à l'occasion de la rencontre d'Augustin et de Mgr Hertzog qui précède la soirée musicale aux Sablons à la fin de laquelle l'évêque lui fera part d'un possible consentement d'Anne, Malègue fait le point sur ce qui, philosophiquement, bien qu'il ait perdu la foi, révèle cependant chez son héros « des sympathies religieuses, d'ailleurs fort générales ». Au nombre de celles-ci, on doit relever « une critique très profonde et très remarquée de l'interdiction kantienne d'utiliser l'idée de cause hors des intuitions empiriques. » Le rejet ou la critique de cette interdiction kantienne par Augustin permet (au moins en principe pour Augustin, car celui-ci reste éloigné de la foi quand Malègue parle de cette critique chez son héros), de relier la réalité empirique de la vie exceptionnelle des saints à une cause qui « sort de l'invisible », donc au-delà des intuitions empiriques, Dieu en l'occurrence. Il s'agit bien en ce cas d' « utiliser l'idée de cause hors des intuitions empriques. »
L'expérience religieuse remonte selon Malègue à l'incarnation qu'il voit comme la présence par excellence de l'absolu dans l'expérimental. Quand Augustin retrouve la foi à Leysin ces deux aspects sont présents : l’incarnation à travers le discours passionné de Largilier sur l'humanité de Dieu en Jésus-Christ et l'expérience religieuse ou mystique à travers les paroles qu'un Augustin lucide, très affaibli par la maladie et violemment ému ne peut plus que « murmurer » après sa confession : « preuves expérimentales… expérimentales. »

## Postérité du roman

### Roman toujours actuel pour les uns, oublié pour les autres

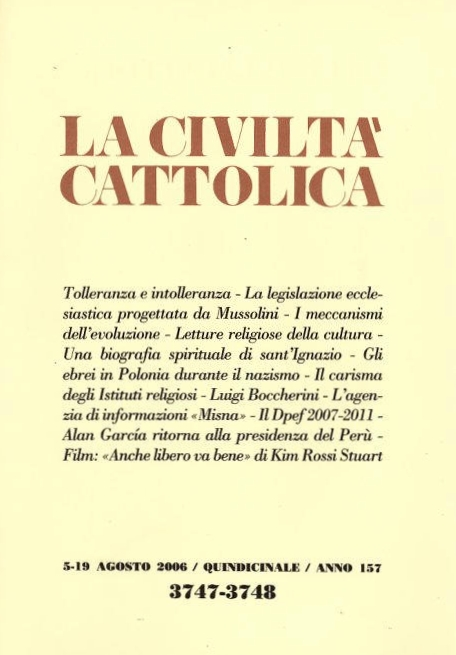
août 2010 : La Civiltà Cattolica met Malègue au même rang que Mauriac, Bernanos, Mounier, Claudel, Gilson

Reçu à l'Académie française le 26 février 1976, le Père Carré parle de l’« inoubliable auteur d’Augustin ou Le Maître est là ». En revanche, dans ses Carnets sur la toile (4 septembre 2011), Hubert Nyssen se rappelle fortuitement d’Augustin lu durant la Deuxième Guerre mondiale et le retrouve dans sa bibliothèque avec le sentiment « de sortir de la poussière les vestiges d’une littérature qu’on ne lit plus ».
Que Malègue soit inoubliable, d'autres que le Père Carré en ont témoigné avant ou après son discours de réception à l'Académie française en 1976 : Charles Moeller qui, en 1953, parle de son premier roman comme d'un roman « dont la lecture fait date dans une vie », Geneviève Mosseray qui, en 1996, en parle comme d'un livre rare ayant profondément marqué tous ceux qui l'ont lu.
Robert Coiplet avait choqué avec un compte rendu, dans Le Monde du 31 janvier 1959, du roman posthume Pierres noires : Les Classes moyennes du Salut, sans mentions d’Augustin (26 ans après sa parution, 19 ans après la mort de Malègue). Surpris d'avoir touché tant de monde, Coiplet écrit un nouvel article le 7 février, « L'influence de Joseph Malègue ». Dans cet article, il se demande si le « souvenir étonnant » qu'a laissé Malègue ne serait pas la vraie gloire littéraire.
« Le roman, déjà, avec l’effet du temps, s’envisage quasiment avec le recul que nous inspirent les classiques », écrit Francesco Casnati dans la préface à la traduction italienne de 1960.
Jean Guitton raconte l'intérêt de Paul VI pour ce roman dans Paul VI secret.
Pour Cécile Vanderpelen-Diagre, qui travaille au Centre interdisciplinaire d'étude des religions et de la laïcité à l'Université libre de Bruxelles, Malègue est « totalement oublié ». L'abbé traditionaliste Claude Barthe partage le même avis quand il juge à propos de Malègue qu'il ne faut même plus parler de purgatoire « mais d'anéantissement ». Ces deux constats ont été publiés en 2004.
Pierre Martin-Valat qui invitait à « relire Malègue » en 1992, ne pouvait citer comme études récentes que celles de M. Tochon et Benoît Neiss de 1980. Il oubliait le chapitre du livre de la critique italienne Wanda Rupolo paru en 1985, traduit en français en 1989, le livre de William Marceau comparant Malègue et Bergson en 1987, l'important article d'Émile Goichot en 1988.
Outre l'étude de Geneviève Mosseray de 1996, on doit encore citer en 2006 Réalisme et vérité dans la littérature de Philippe van den Heede (le livre consacré à Léopold Levaux revient souvent sur Malègue), Laurence Plazenet qui parle la même année de la visite d'Augustin à l'Église Saint-Étienne-du-Mont, quand, en compagnie de son père, il vient s'inscrire en classe préparatoire à Normale au lycée Henri-IV, deux colloques universitaires où Malègue est étudié parmi d'autres écrivains en 2005 et 2006. Et rappeler les publications d'Agathe Chepy en 2002, du Père Carré en 2003, de Pauline Bruley en 2011.
G. Mosseray considère le drame spirituel exposé par Malègue toujours actuel parce qu'il met en avant des problèmes récurrents en matière de rapports entre foi et raison comme on le voit chez Eugen Drewermann ou Jacques Duquesne.
Un article de la revue ThéoRèmes, mis en ligne en juillet 2012, examine la validité de l'expérience religieuse en référence aux auteurs cités par Malègue comme William James ou Bergson, rapprochés par Anthony Feneuil du philosophe William Alston.
Est posée, comme lors de l'examen que présente Anne de Préfailles chez Augustin, la question de son subjectivisme ou de son universalité.
Dans son blog sur la plateforme Mediapart, Patrick Rödel, opposant Malègue à certains écrivains connus de cette période qu'il estime réellement oubliés, écrit qu'en se plongeant dans Augustin ou Le Maître est là, il a « découvert un écrivain d'une rare puissance, un monde qui pour n'être plus le nôtre est peuplé d'êtres d'une complexité qui peut encore nous passionner, une qualité d'écriture qui s'adapte magnifiquement aux évocations de la nature comme aux subtilités de l'analyse des sentiments. » Le journal de Nantes, Presse-Océan titre en p. 7, le 7 décembre 2014 « Le pape a ressuscité ce Nantais » et signale que le journal La Croix considérait Augustin comme le plus grand roman catholique de l'entre-deux-guerres.

### Explications de cette postérité problématique
Jean Lebrec place Augustin dans la catégorie des œuvres « intemporelles » à l'écho « trop discret », mais d'une influence incomparable qui se mesure à la fidélité plus belle et plus « incommunicable ». Ce qui fait songer à la réaction des lecteurs du journal Le Monde au paragraphe précédent.
Malègue, de 1934 à 1936, prend la parole treize fois : en France, en Suisse, en Belgique, aux Pays-Bas, puis cesse. Le public curieux du roman autant que de l'auteur fut déçu, pense Lebrec, par quelqu'un ne se livrant pas, ne détendant pas l'atmosphère par l'humour et dont la voix « sourde, voilée, mal timbrée, basse » devait le fatiguer lui et ses auditeurs. Louis Chaigne décrit Malègue arrivant en retard (s'étant perdu dans Paris), à une conférence à l'Institut catholique de Paris, paraissant devant le public l'attendant avec inquiétude « dépaysé et étourdi à la manière des oiseaux de nuit devant un jet de lumière », parlant sans grâce ni complaisance mais avec une « pensée forte. »
Wintzen explique en 1970, la désaffection à l'égard de Malègue par son écriture, elle aussi difficile qui « ne recherche aucun effet littéraire, aucune prouesse stylistique. » Son « tempérament secret et timide », pense Claude Barthe, le rendait « incapable de disserter » de ses livres et « de sa propre « petite musique » littéraire comme le faisait Mauriac. » Il n'a existé longtemps qu'une seule photo connue de Malègue souvent reproduite.
Augustin sera réédité à 5 000 exemplaires en 1953, 1960 et 1966 ; Pierres noires a connu un vrai succès auprès de la critique en 1959. Mais en 1962, le livre que Léon Émery leur consacre s'intitule Joseph Malègue, romancier inactuel. Émery, ignorant de Malègue au temps de son plus vif succès des années 1930, pense que ce succès ne doit rien à une « publicité tonitruante ». Les « faiseurs de thèse » se détournent d'un écrivain connu par le seul bouche à oreille, rarement cité, guère mentionné par les histoires littéraires, oublié de catholiques s'honorant de Péguy, Claudel, Bernanos, Mauriac, pas de Malègue.
Wintzen s'étonne de ne retrouver ce livre, malgré tout si lu, dans le livres de poche alors qu'il s'agit d' « une formule d'éditions en général très accueillante. » En outre, pense-t-il, il y a chez lui un stoïcisme et un héroïsme « dont le catholicisme contemporain s'éloigne », cette explication terminant les lignes consacrées aux romans de Malègue. Explication identique chez Jean-Marc Brissaud à propos de l' « héroïsme » passé de mode, comme les spéculations philosophiques (qu'il juge malgré tout être une « exception littéraire »), pour des chrétiens fascinés par le tiers monde ou le marxisme.
Un « amoncellement de circonstances », d'après Barthe, ont hypothéqué la reconnaissance de l'œuvre. Le prix de littérature spiritualiste qui lui est attribué en 1933 lui fait manquer le Femina. À la radio de Vichy, Jacques Chevalier, alors ministre de Philippe Pétain, rend hommage à Malègue le soir de sa mort. Son écriture exigeante l'empêche de conserver l'intérêt du public pour des romans imprégnés d'une culture catholique devenue « exotique ». À tout cela, au « caractère particulier de son art », s'ajoute la récurrente comparaison qu'exprime le « compliment empoisonné de « Proust catholique ». »

### «Le romancier de la nouvelle papauté» (Frédéric Gugelot)

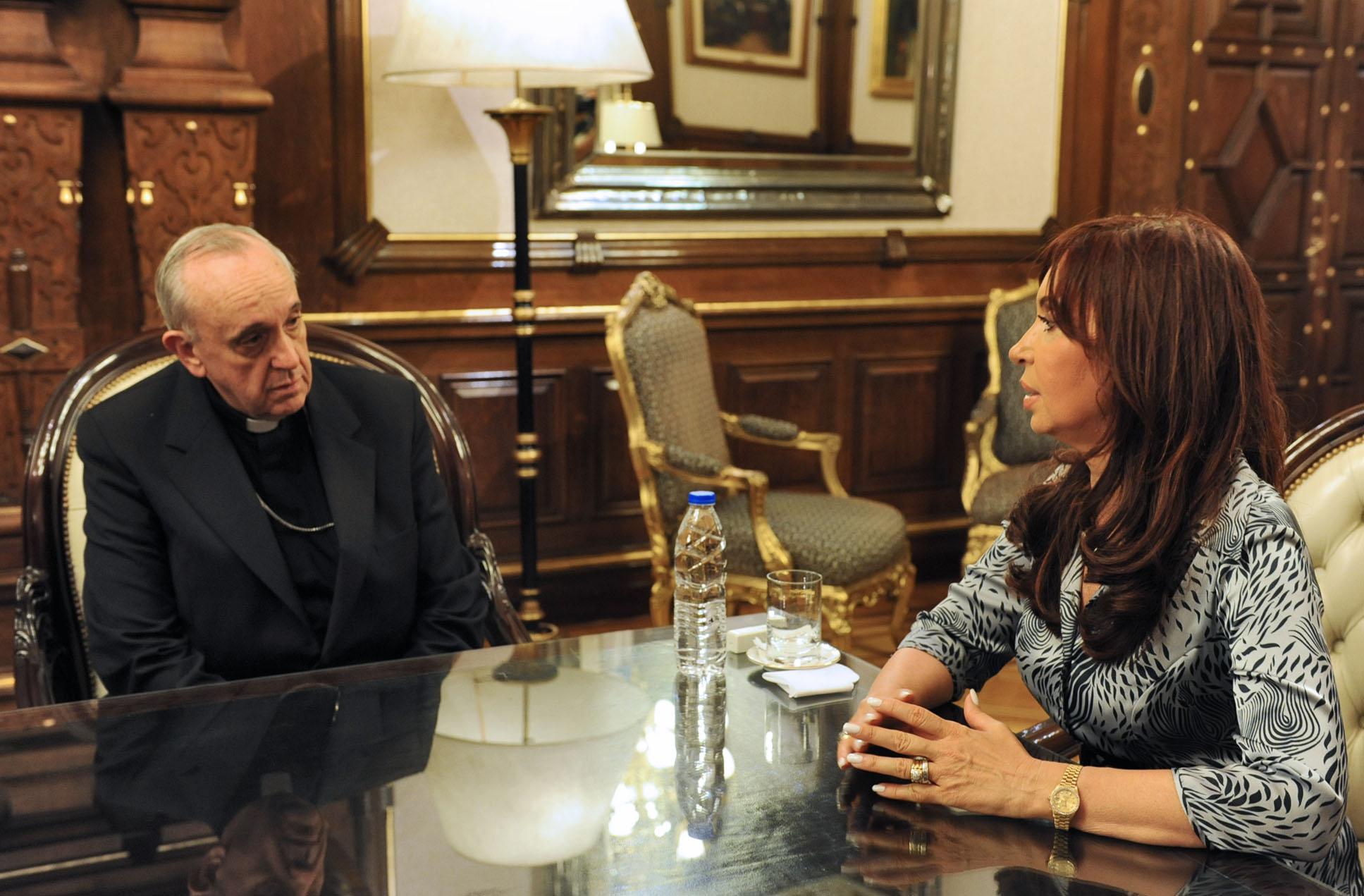
Jorge Bergoglio (ici encore cardinal avec la présidente Kirchner) cite Malègue dans des interventions publiques comme cardinal puis comme pape.

Selon Émile Goichot, Malègue ne se serait pas rendu compte qu'il avait décrit en réalité le démembrement de l'univers culturel catholique tel que la crise globale qu'il subit le révèle depuis deux ou trois décennies.
Dans Le Temps du 12 avril 1934 André Thérive parlait de la « gloire secrète » d'Augustin, expression que cite Lebrec en la prolongeant par les mots : « qui commençait à auréoler ce livre impopulaire. » En 1984, Henri Lemaître trouvait « difficilement compréhensible » la méconnaissance de Malègue par la postérité. Il juge dix ans plus tard qu'il demeure l'un des romanciers « les plus fâcheusement méconnus de la première moitié du XXe siècle, », romancier dont le chef-d'œuvre, Augustin ou Le Maître est là est considéré par Yves Chevrel en 2013 comme « le point d'orgue » d'une série de romans européens abordant des controverses religieuses avec au centre le modernisme.

Éditions du Cerf

Le Pape François, cite la réflexion de Largilier à Augustin mourant « Loin que le Christ me soit inintelligible s'il est Dieu, c'est Dieu qui m'est étrange s'il n'est le Christ », assimilant la première partie de la formule à une position théiste et la seconde à;la position chrétienne dans un discours à l'Université del Salvador en 1995, propos repris et traduit en français par Michel Cool : « Notre combat contre le l'athéisme s'appelle aujourd'hui le combat contre le théisme. Et aujourd'hui aussi est de règle cette vérité que Malègue, dans un contexte culturel différent mais en référence à la même réalité, avait si savamment affirmée au début du XXe siècle : « Loin que le Christ me soit inintelligible s'il est Dieu, c'est Dieu qui m'est étrange s'il n'est le Christ.» À la lumière de cette affirmation de Dieu manifesté dans la chair du Christ, nous pouvons définir la tâche de formation et de recherche dans l'université : elle est un reflet de l'espérance chrétienne d'affronter la réalité avec le véritable esprit pascal. L'humanité crucifiée ne donne pas lieu à nous inventer des dieux ni à nous croire tout-puissants ; bien plus — à travers le travail créateur et son propre développement —, elle est une invitation à croire et à manifester une nouvelle expérience de la Résurrection de la Vie nouvelle. » Il commente à nouveau cette citation en 2010 quand il est encore archevêque de Buenos Aires.

Sur le site du Centre interdisciplinaire d’étude des religions et de la laïcité de l'ULB, F.Gugelot répond à la question de savoir si Augustin est « le roman de la nouvelle papauté.»

Ce pape évoque encore Malègue dans une homélie du 14 avril 2013.
Le 2 novembre 2013, Agathe Châtel, responsable éditoriale des Albums « Fêtes et saisons » aux Éditions du Cerf, estimant que l'oubli de Malègue peut s'expliquer par une crise de la culture, qu'il convient de se nourrir à la mémoire collective annonce que cette maison va rééditer Augustin ou Le Maître est là par ces mots : pour les rescapés de cette crise de la culture, « les questions d'Augustin, ce sont les nôtres. » Elle explique aussi la difficile postérité de Malègue dans la préface à la réédition d'Augustin ou Le Maître est là en 2014 en soulignant que Malègue « est mort trop tôt et mal entouré. »

Augustin réédité en italien dans le cadre de la Biblioteca del papa Francisco entreprise éditoriale du Corriere della Sera.

Le Figaro du 23 janvier 2014 rend compte de la réédition de ce roman « génial et étonnant » en ajoutant qu'il est « injustement ignoré par les histoires littéraires. » Benoît Lobet compare en importance le premier roman de Malègue et l'ouvrage d'Emmanuel Carrère, Le Royaume dans la mesure où il s'agit de deux livres traitant des origines chrétiennes.
Le 7 août 2014 la traduction italienne d’Augustin ou Le Maître est là est rééditée toujours sous le titre Agostino Méridier dans le cadre d'une entreprise éditoriale des auteurs préférés du pape actuel sous le titre Biblioteca del papa Francisco. L'Osservatore Romano en rend compte en publiant un texte du Père Ferdinando Castelli Il capolavoro di Joseph Malègue La classe media della santita.

 Le Père Castelli décédé en décembre 2013 est le préfacier de cette réédition italienne. Il avait publié un article sur le roman dans La Civiltà Cattolica en octobre 2013.
Le 18 décembre 2014, Frédéric Gugelot, spécialiste de la Renaissance littéraire catholique en France, estime pour l’Observatoire des religions et de la laïcité de l'Université libre de Bruxelles qu’Augustin ou Le Maître est là appartient à une littérature « de l'authenticité spirituelle », non de celle où la religion est (avec des gens comme René Bazin, Paul Bourget, Henry Bordeaux), « le rempart d'une société d'ordre moral et social. » Frédéric Gugelot ajoute : « On comprend qu'il figure parmi les références de François. » Une opinion analogue avait déjà été émise par Joseph Thomas dans Golias Hebdo : « Augustin ou Le Maître est là tient bien la main autant au grand Augustin des Confessions, à l'âme tourmentée, qu'au François d'Assise qui s'avançait à la mort, nu sur la terre nue, mais aussi à la tradition multiforme de la sainteté ordinaire [...] Il indique en filigrane une voie de confiance en la vie plus forte que toutes les raisons, traversant les certitudes les plus bétonnées. Faut-il y voir l'une des sources de l'humanisme joyeux et lucide du Pape François ? »
Depuis 2013, Malègue a été traduit dans d'autres langues et a fait l'objet de nouvelles publications.

## Textes en ligne et liens externes
- Augustin ou Le Maître est là, texte intégral, entièrement lisible, de l'édition de 1933 identique à la dernière (1966) sauf l'appendice posthume de 1947 (source le site livres numérisés gratuits)
- Augustin ou Le Maître est la - Google Livres, texte partiellement consultable contenant l'appendice posthume.
- Les quarante dernières pages du dernier chapitre (In psalmis et hymnis et canticis) de Canticum canticorum
- Malègue sort du purgatoire par Jean Mercier (compte rendu de la réédition d'Augustin ou Le Maître est là) consulté le 25 janvier 2014
- Compte rendu d'Augustin ou Le Maître est là réédité consulté le 21 février 2014
- Radio Courtoisie du 4 février 2014, consulté le 8 février 2014, assez longue intervention notamment de Claude Barthe.
- L'Esprit des Lettres [KTO]. Le Coup de cœur Consulté le 9 février 2014
- Augustin ou Le Maître est là lu à voix haute
- Le pape ouvre la porte à un dossier de béatification de Blaise Pascal selon Xavier Patier qui estime que la phrase de Malègue « Loin que le Christ me soit inintelligible s'il est Dieu, c'est Dieu qui m'est étrange s'il n'est le Christ. » est pascalienne